# 首里城
首里城（しゅりじょう、沖縄語: スイグシク）は、琉球王国中山首里（現在の沖縄県那覇市）にあり、かつて海外貿易の拠点だった那覇港を見下ろす丘陵地にあったグスク（御城）の城趾である。現在は国営沖縄記念公園の首里城地区（通称・首里城公園）として都市公園になっている。
第二次世界大戦中に焼失後、1992年に柱・壁・瓦など朱色を基調として再建された。しかし、2019年10月31日に正殿など主要7棟が火災で焼失し、その後復旧作業が進められている。2025年秋に正殿の木造復元が完成する。その後、南殿、北殿、黄金御殿、番所、中城御殿等の木造復元をする予定で有る。

## 概要

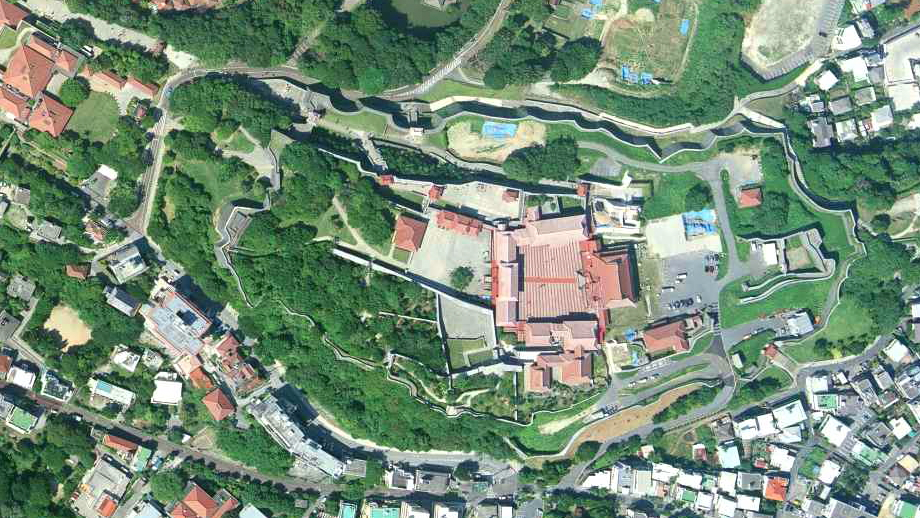
首里城の空中写真（2010年）。

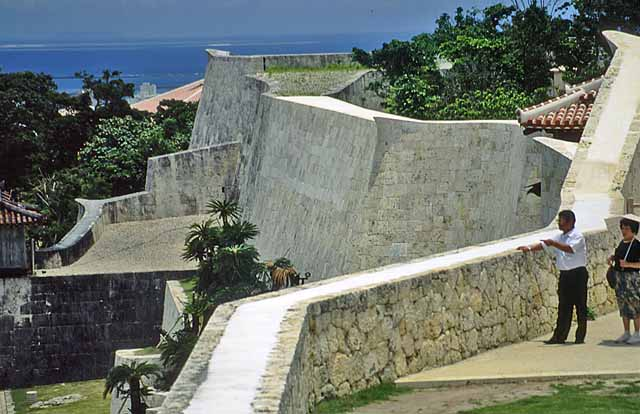
城壁

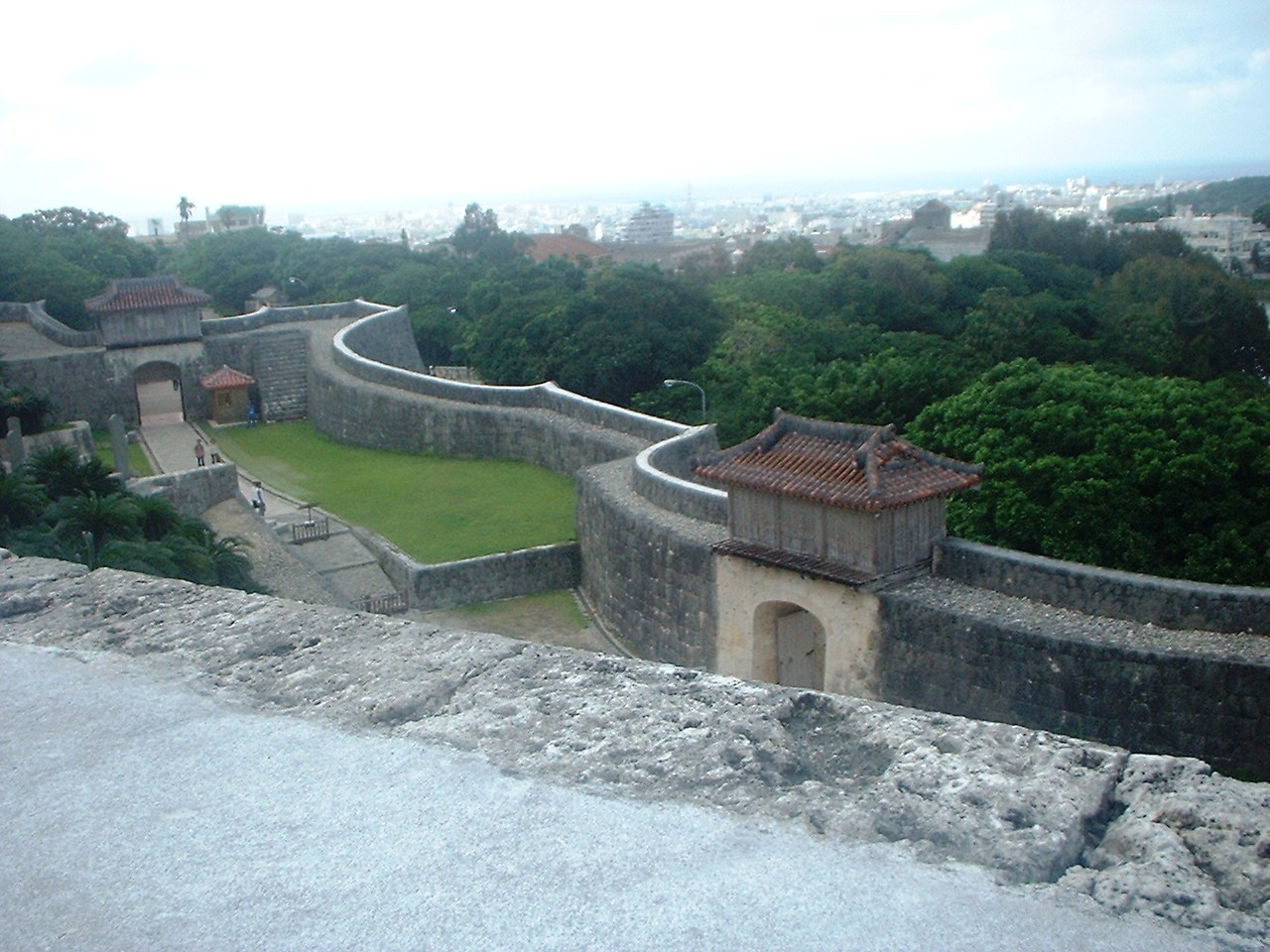
城内より市街を望む

琉球王朝の王城で、沖縄県内最大規模の城であった。戦前は沖縄神社社殿としての正殿などが旧国宝に指定されていたが、1945年（昭和20年）の沖縄戦と戦後の琉球大学建設によりほぼ完全に破壊され、わずかに城壁や建物の基礎などの一部が残っている状態だった。
1980年代前半の琉球大学の西原町への移転にともない、本格的な復元は1980年代末から行われ、1992年（平成4年）に、正殿などが朱色を基調とした形で完成した。
1993年（平成5年）に放送されたNHK大河ドラマ「琉球の風」の舞台になった。1999年（平成11年）には都市景観100選を受賞。その後2000年（平成12年）12月、首里城跡（しゅりじょうあと）として「琉球王国のグスク及び関連遺産群」の名称で世界遺産に登録されたが、復元された建物や城壁は世界遺産に含まれていない。
2019年10月31日未明の火災により、正殿を始めとする多くの復元建築と収蔵・展示されていた工芸品が焼失または焼損した。
周辺には同じく世界遺産に登録された玉陵（たまうどぅん）、園比屋武御嶽（そのひゃんうたき）石門のほか、第二尚氏の菩提寺である円覚寺（えんかくじ）跡、国学孔子廟跡、舟遊びの行われた池である龍潭、弁財天堂（べざいてんどう、天女橋）などの文化財がある。

### 所在地・管理
現在の首里城は正殿など主要建物が那覇市首里当蔵町（旧：首里南風之平等當之藏）に、首里城公園や玉陵など一部が首里金城町（旧：首里真和志之平等金城）に所在する。守礼門と龍潭池は首里真和志町（旧：首里真和志之平等眞和志）に所在する。
建屋は国の所有であり、2019年2月1日以降、管理および運営が国から沖縄県に移管された。なお同県管理期間は2019年2月1日から2023年1月31日までと指定されている。同県は、国が管理運営を委託していた一般財団法人沖縄美ら島財団に、引き続き2月以降も管理業務を委託している。

## 歴史

### 創建
首里城の創建年代は明らかではない。尚氏歴代居城の正殿は、かつて百浦添（ムンダシー）と呼ばれ、敬称では御百浦添（ウムンダシー）と称された。近年の発掘調査から最古の遺構は14世紀末のものと推定され、三山時代には中山の城として用いられていたことが確認されている。おそらく、13世紀末から14世紀のグスク造営期に他の沖縄の多くの城同様に成立したものと考えられる。

### 王家の居城としての利用開始

1853年6月、首里城を訪れたペリー提督。城内に軍人を入れることを恐れた王府は北殿を開けたが、偽役人が応じ、正殿や中枢部を守った

尚巴志が三山を統一し琉球王朝を立てると、首里城を王家の居城として用いるようになった。同時に首里は首府として栄え、第二尚氏においても同様だった。史書に記録されている限りでも、首里城は数度にわたり焼失している。焼失の度に再建されてきたが、良材が不足しがちな沖縄では木材の調達が問題となり、薩摩藩からの木材提供で再建を行ったり、将来の木材需要を見越して本島北部での植林事業を行ったりしている。

#### 歴代城主
（第一尚氏）尚巴志 - 尚忠 - 尚志達 -<中略>- （第二尚氏）尚円 - 尚宣威 - 尚真 -<中略>- 尚育 - 尚泰

### 志魯・布里の乱による一度目の焼失
一度目の焼失は1453年（享徳2年）に第一尚氏の尚金福王の死去後に発生した王位争い（志魯・布里の乱）であり、城内は完全に破壊された。再建された城の外観と構造については、『李朝実録』に記述がみられ、1456年2月の目撃記録として、首里城は、「外城」「中城」「内城」の3地区に分かれ、外城には倉庫や厩、中城には200余人の警備兵、内城には2層の屋根を持つ「閣」があり、内部は3階建てで、3階は宝物を保管し、中層には王が滞在する場所があり、侍女が100余人控え、1階は酒食が供される集会所となっていたと記述されている。

### 二度目と三度目の焼失
二度目の焼失は1660年（万治3年）のことであり再建に11年の年月を要した。1709年（宝永6年）には三度目の火災が起き正殿・北殿・南殿などが焼失した。この時は財政が逼迫しており、1712年（正徳2年）に薩摩藩から2万本近い原木を提供されている。1715年（正徳5年）再建。
なお、1712年（正徳2年）発行の「和漢三才図会」（寺島良安・編）には首里城が「琉球国」の項の挿絵（地図）のなかに描かれている。1719年冊封副使・徐葆光『冊封琉球全図』の「中秋宴図」に首里城が描かれている。

### 琉球処分以後
1879年（明治12年）の沖縄県設置に至る琉球処分以後は、正殿など首里城の建物は政府の所在地としての役割を喪失し、日本陸軍の第6師団（熊本）の軍営として、その後は首里区（後の首里市）に払い下げられ、沖縄県立首里高等女学校（首里尋常高等小学校女子部、沖縄県立女子工芸学校）の校舎として利用された。
1912年に小学校が建てられた後、首里城は老朽化が激しく、荒廃した正殿に倒壊の危険があるとして1923年には正殿の取り壊しも検討された。しかし、沖縄の文化調査を行っていた東京帝国大学教授伊東忠太、鎌倉芳太郎ら関係者の奔走により取り壊しは中止となり、1897年制定の古社寺保存法の対象になるよう、正殿の背後に沖縄神社を建立し、正殿を神社の拝殿と位置付けることで国の予算で修復できるよう取りはからった。1929年に国宝保存法が制定されると国宝に指定されて国に保存されることとなった。正殿は県社沖縄神社の社殿となり源為朝と歴代国王が祀られた（源為朝が琉球へ逃れ、その子が初代琉球王舜天になったという説がある）。

### 太平洋戦争前

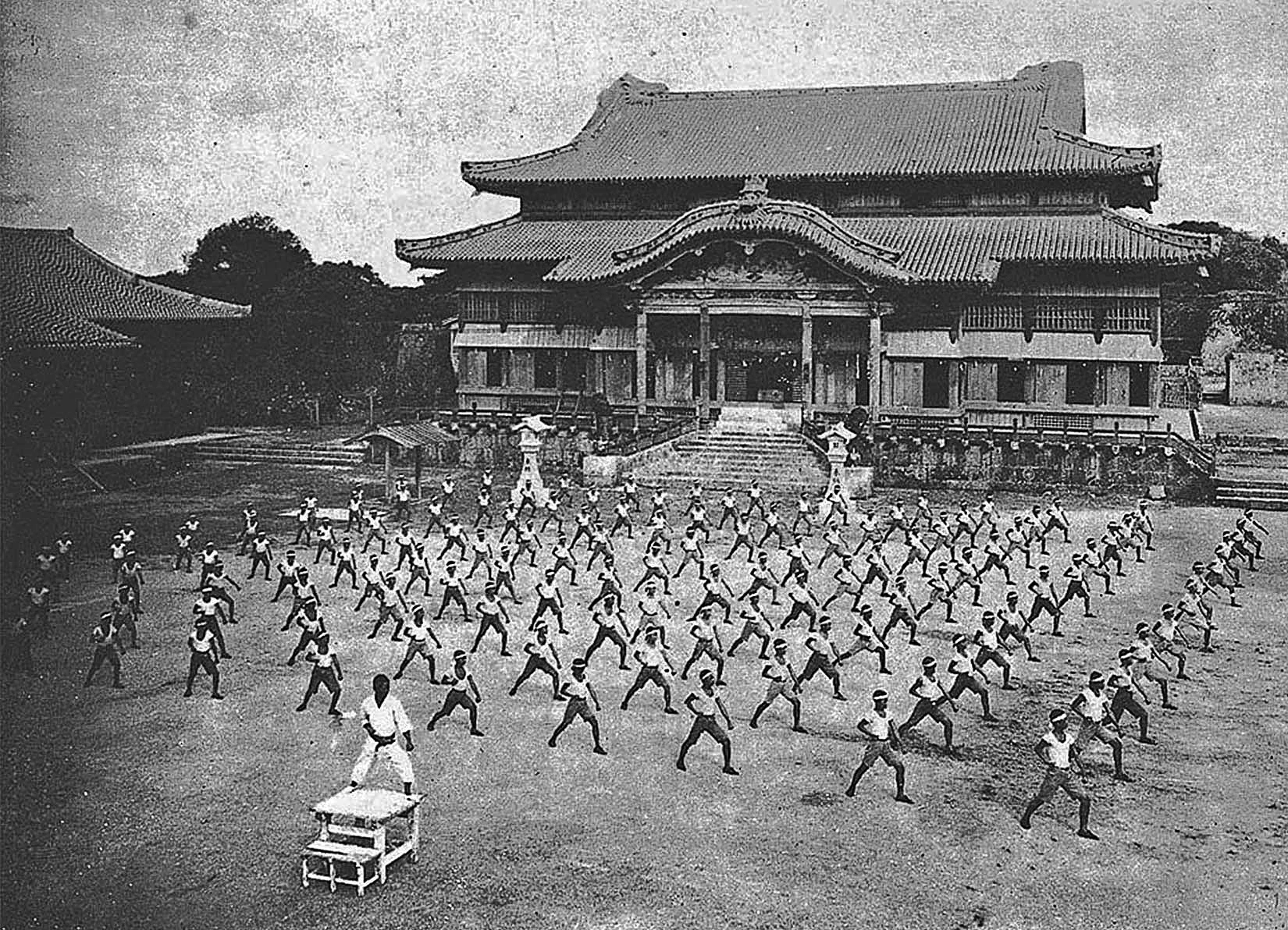
戦災で失われる前の正殿（空手演武） - 1938年（昭和13年）

正殿は1925年（大正14年）に特別保護建造物（のち旧国宝）に指定された（指定名称は「沖縄神社拝殿」）。昭和初期（1927年（昭和2年） - 1932年（昭和7年））に正殿の改修工事が行われた。

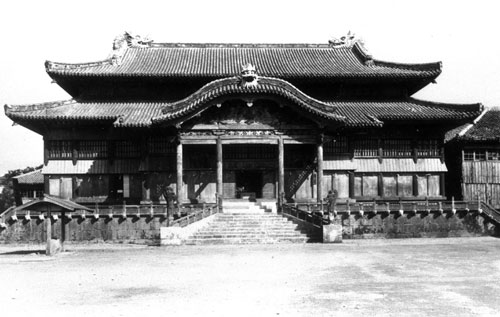
正殿（1934年6月）
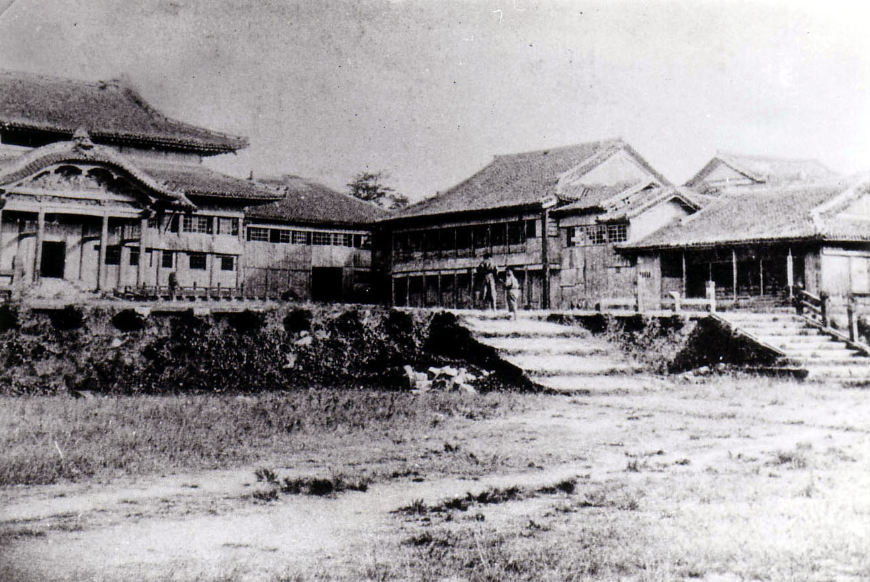
正殿と南殿（1945年より前）
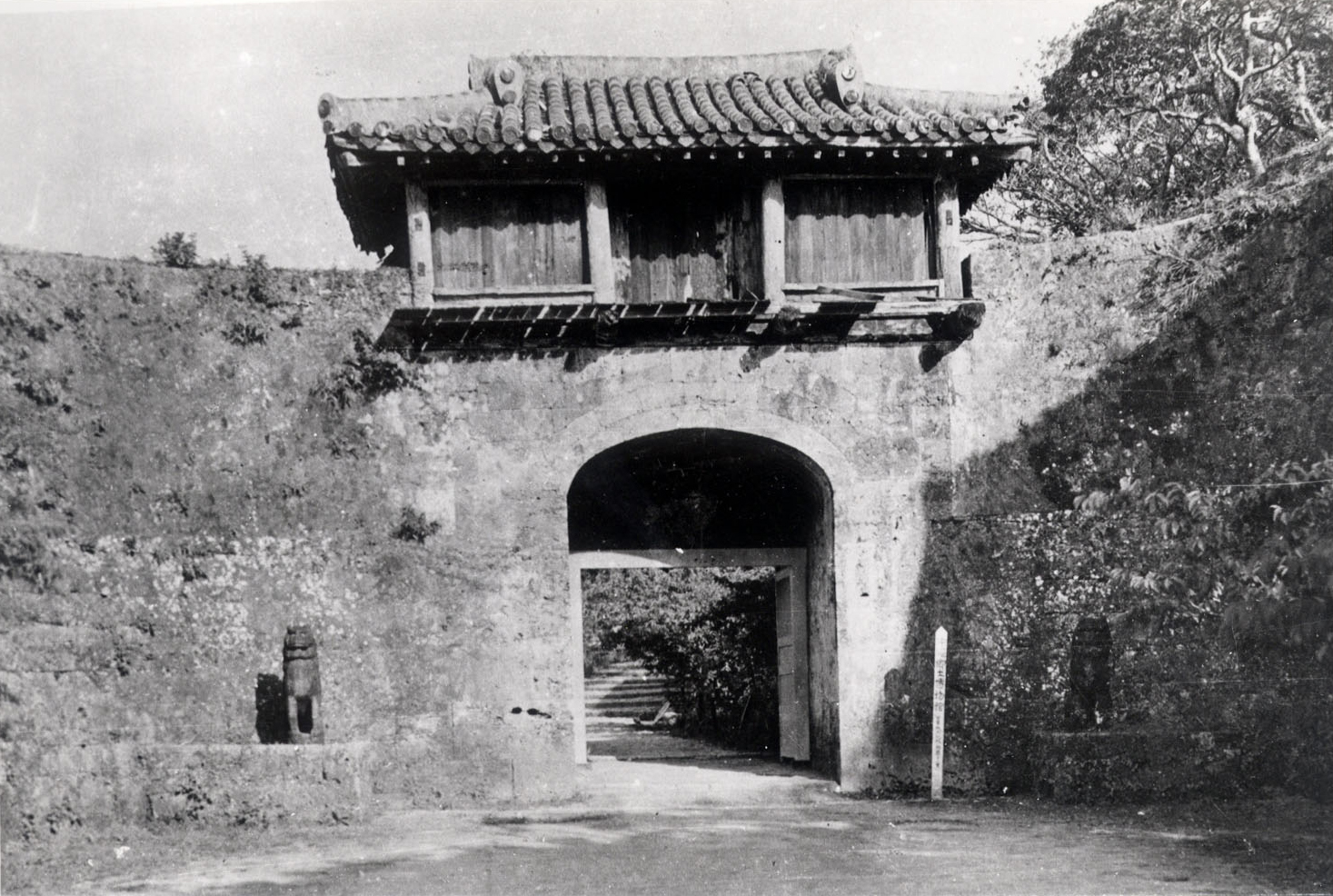
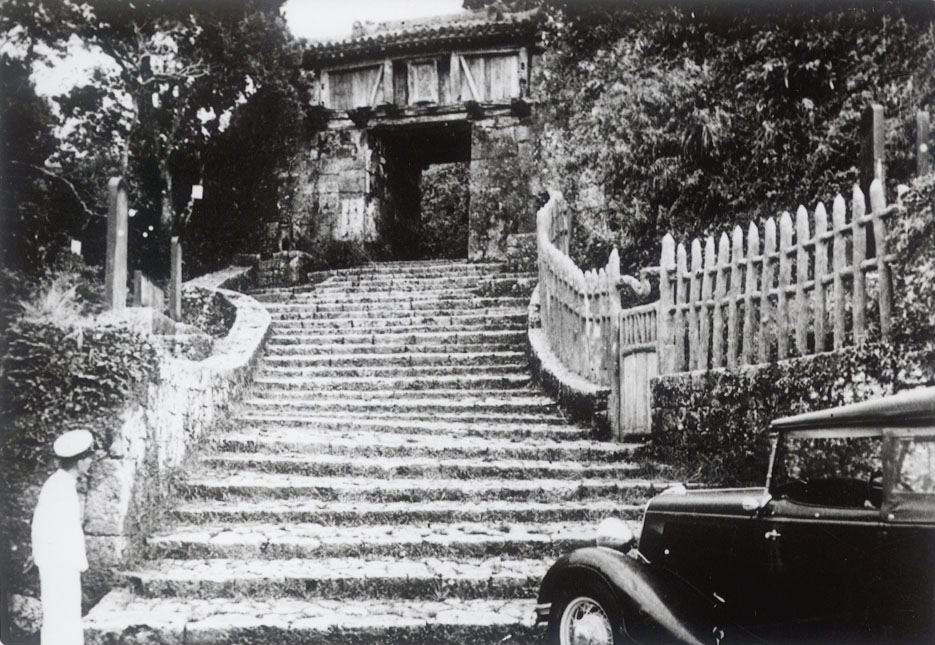

### 沖縄戦による四度目の焼失

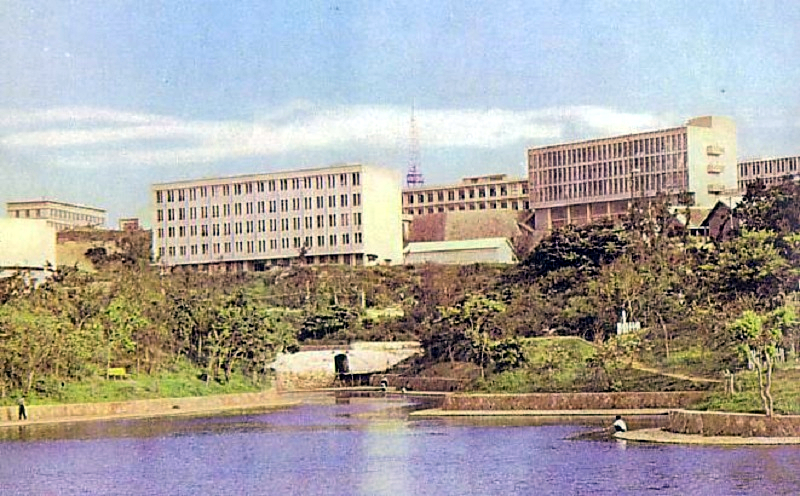
琉球大学が設置された頃の首里城跡（1962年8月撮影）。手前の池は龍潭

太平洋戦争中の沖縄戦で、旧日本軍は首里城の下に地下壕を掘り陸軍第32軍総司令部を置いたこともあり、1945年5月25日から3日間に渡りアメリカ軍艦ミシシッピなどから砲撃を受け、27日に焼失したとされる（今も、龍潭池には、地下壕の入り口や弾痕などが確認できる。なお第32軍司令部壕は首里城地下に現存するが陥没のおそれなど一般公開は困難との県の見解）。さらに日米両軍の激しい闘いで、首里城やその城下の町並み、琉球王国の宝物・文書を含む多くの文化財が破壊された。5月27日の日本軍南部撤退の際には、歩行不能の重傷兵約5000名が首里城の地下陣地で自決した。宝物庫は奇跡的に戦災を免れたが、中の財宝は全て米軍に略奪された。戦後しばらくして一部が返還され、また所在が明らかになり返還に向け交渉中のものもある。また近年尚家が保有していた琉球王国関連の資財が寄贈され、沖縄県立博物館・美術館などで保管・展示されている。
戦後は首里城跡に琉球大学が置かれ、多くの遺構が撤去あるいは埋められたが、首里城の再建は戦後間もなくより、多くの人々の悲願だった。

### 戦後の再建

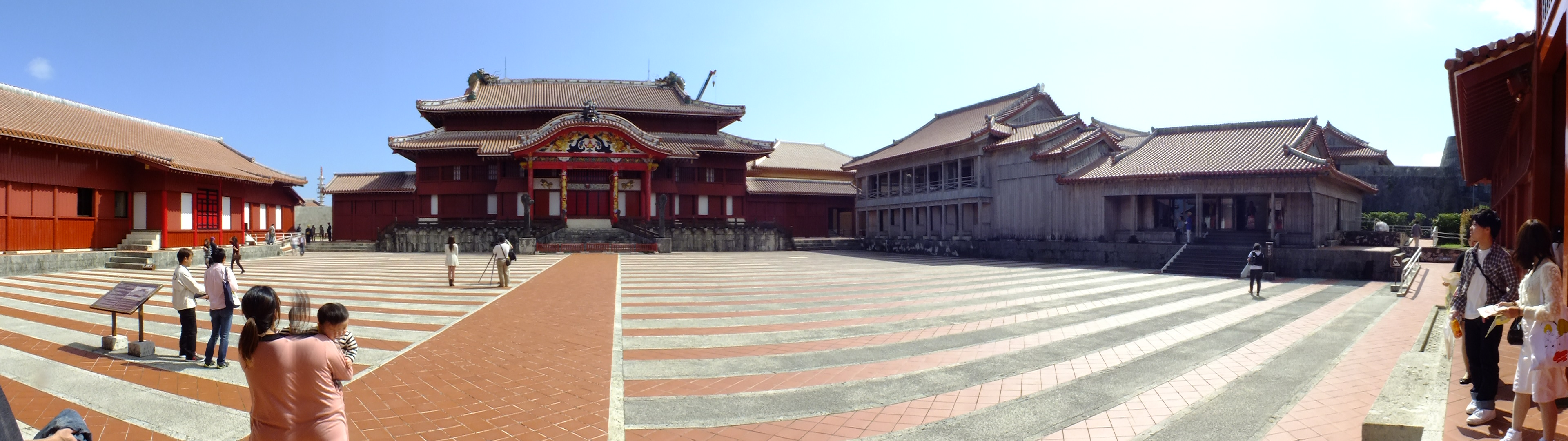
昭和後期から平成にかけて再建された城内全景

1958年（昭和33年）、守礼門が再建されたのを皮切りに円覚寺門など周辺の建築から再建が始まる。1972年（昭和47年）、日本復帰後に国の史跡に指定（1972年5月15日指定）され、城の入り口に当たる歓会門と周囲の城郭が再建された。

#### 琉球大学の移転による本格開始
1979年（昭和54年）に琉球大学が首里城跡から移転すると1980年代に県および国による首里城再建計画が策定され、本格的な復元がはじまった。1989年（平成元年）11月より、遺構の発掘調査や昭和初期の正殿改修図面・写真資料、古老の記憶などを元に、工芸家や職人を動員した当時の装飾・建築技術の復元作業が行われて正殿他の再建が始まった。屋根瓦については色についてさえ記録がなく、当時を知る老人を集めて話を聞いても赤～黒まで意見がバラバラで難航した。すでに琉球瓦を生産しているのは奥原製陶ただ1軒だけであり、4代目主奥原崇典の尽力によって首里城の瓦が復元された。なお、2014年に米国立公文書館から沖縄戦で焼失前の首里城のカラー映像が発見されており、それによると、本殿の屋根瓦は黒く映っているが、経年で溜まった塵や煤の影響なのか、瓦自体が黒い色であるのかまでは不明である。一方、琉球大学付属図書館のウェブサイトで公開されている写真が戦前も黒い瓦だったとする根拠とされている資料の一つであるが、これはモノクロ写真に着色したものである。また、瓦を研究している沖縄国際大学の上原靜教授（考古学）によると、琉球王国では16世紀後半から中国系の灰色（黒）の瓦が焼かれていたが、17世紀末から赤瓦に移行し、灰色の瓦は燃料となるまき不足のため19世紀初めには生産されなくなったのではないかと推定している。
首里城の外壁は『首里那覇鳥瞰図屏風』は赤と白、1719年冊封副使・徐葆光『冊封琉球全図』の「中秋宴図」に描かれた首里城の外壁は白色、19世紀初頭『琉球貿易図屏風』は黒色、『首里那覇鳥瞰図』は黒色、王国時代の公的な画家・友寄喜恒の『首里城図』は黒色、阿嘉宗教『首里那覇図』は白色、『首里那覇港図屏風』は黒色、琉球朝日放送にて2019年11月12日午後6時35分から放映された那覇市歴史博物館の 『首里那覇鳥瞰図』では赤と白または黒、
『沖縄首里城図』では木地にて描かれている。
昭和大修理の際、見本の柱の古材に弁柄が残っていたという証言から柱は弁柄色に決められた。昭和大修理の際の内壁に弁柄が残っていたという記述から推定して外壁も弁柄色とされた。
塗料は漆が使用されていたが、技法は新たに模索された。
1462年、『李朝実録』には、宮古島へ漂着した肖得誠達は首里城と思われる城の国王が住む2階の閣は丹漆（油漆）ではなく丹艧（細かい赤い色の土で塗装された彩色（丹青））と報告している。
1992年首里城復元では漆と乾性油の桐油が交互に多層塗りされたが、酸化重合反応や2019年火災時の炎の勢いを強めた可能性が指摘されている。

#### 国営沖縄記念公園開園以後
1992年（平成4年）11月2日には正殿を中心とする建築物群、そこへ至る門の数々と城郭が再建されたことで、首里城公園（国営沖縄記念公園）が開園した。首里城を中心とした一帯が首里城公園として整備・公開がすすめられ、正殿の裏側にあたる城郭や建築物群の再建事業も引き続き行われた。2000年（平成12年）には首里城跡（しゅりじょうあと）として他のグスクなどとともに「琉球王国のグスク及び関連遺産群」の名称で世界遺産に登録された。2006年（平成18年）4月6日、日本100名城（100番）に選定された。。2月には国王が家族や女官と暮らした御内原（おうちばら）が公開された。

### 2019年の火災による五度目の焼失
2019年（令和元年）10月31日未明に火災が発生、正殿と北殿、南殿が全焼した。内閣府によると、焼失前の首里城の復元にかかった総事業費は1986～2018年度の33年間で約240億円に上る。

### 令和の再建
2019年に焼失した正殿再建の起工式が2022年11月3日に沖縄県那覇市の首里城公園内特設会場で行われた。26年秋の完成を目指す。

## 首里城の構造

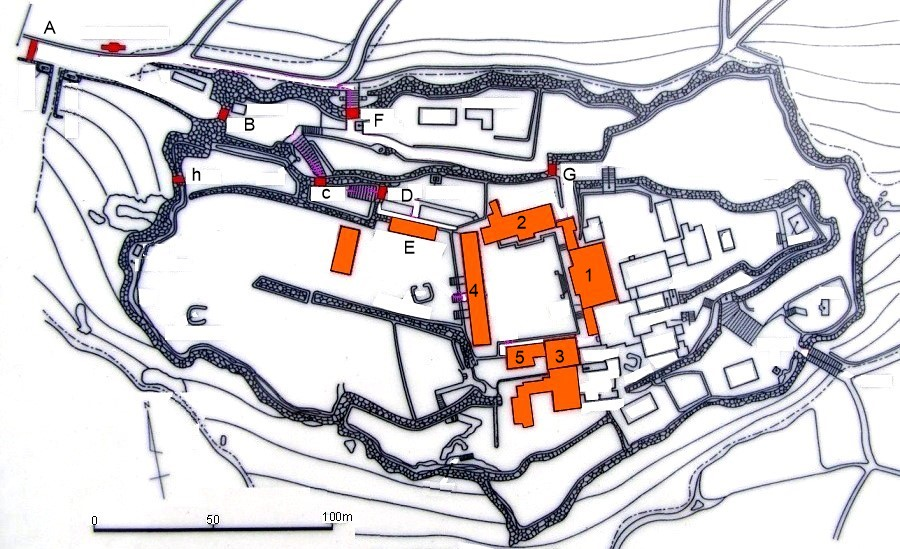
首里城の全体図
1-正殿 2-北殿 3-南殿 4-奉神門 5-番所 A-守礼門 B-歓会門 C-瑞泉門 D-漏刻門 E-広福門 F-久慶門 G-右掖門 H-木曳門

日本の他地域の城とは異なり、首里城は中国の城の影響を大きく受けている。門や各種の建築物は漆で朱塗りされており、屋根瓦には初期は高麗瓦、後に琉球瓦（赤瓦）が使われ、各部の装飾には国王の象徴である龍が多用された。また、戦乱のない琉球王朝時代に再建されていることもあり、軍事目的よりも政治の中心地としての役割を中心にして設計されている。城郭は他のグスク同様、琉球石灰岩で積み上げられている。

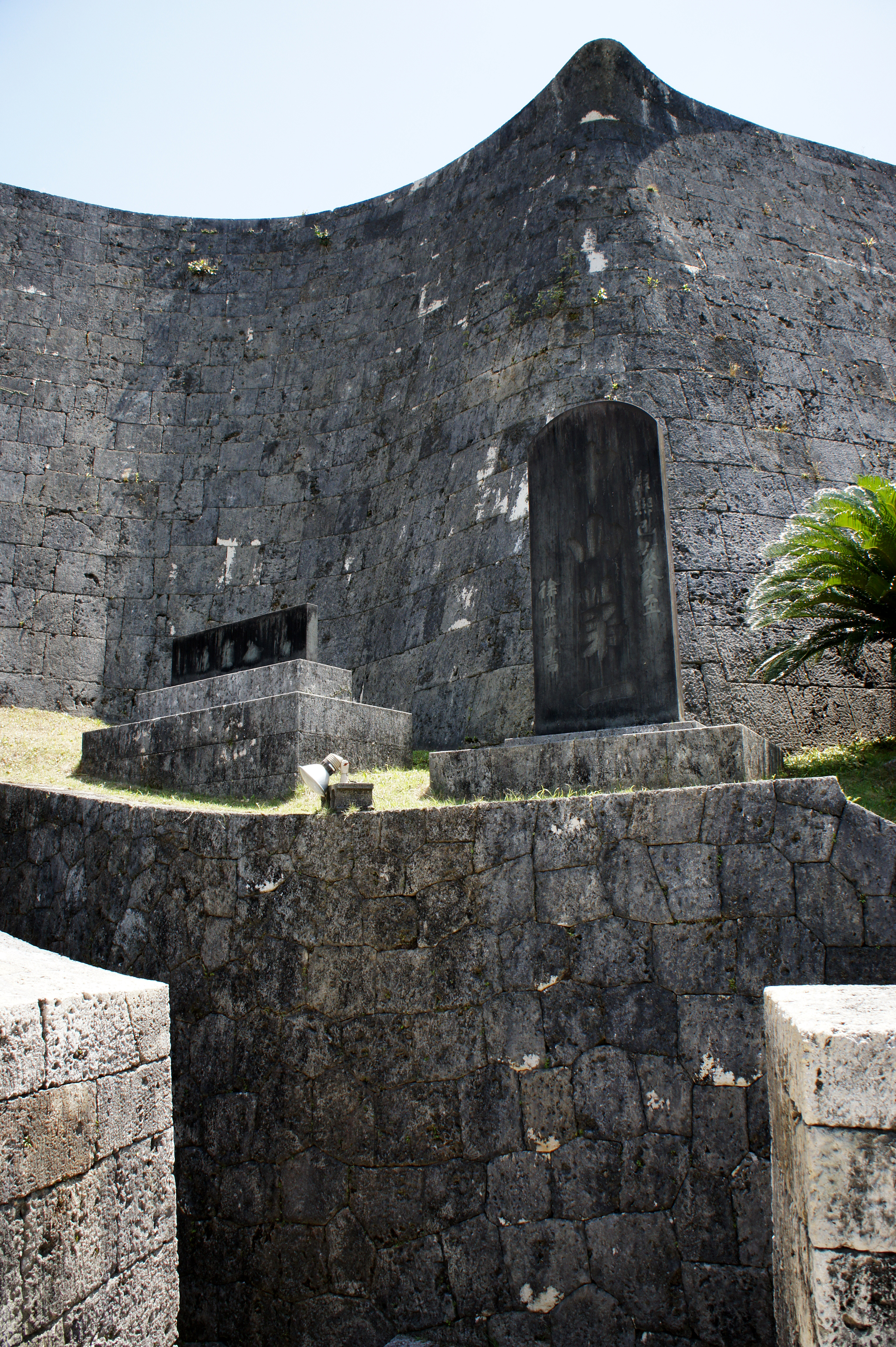
「龍樋」横の石碑

首里城は第二尚氏王朝時代の15世紀後半から16世紀前半にかけて建設された外郭と、第一尚氏王朝時代の15世紀前半ごろに建設された内郭という二重の城壁に囲まれ、御庭（うなー）と呼ばれる広場に面して立つ正殿・北殿・南殿・奉神門などの建物は内郭に集中している。内郭には瑞泉門、漏刻門など9つの門が、外郭には歓会門、久慶門など4つのアーチ門があった。城の正門である歓会門（別名・あまえ御門（うじょう））、または通用門である久慶門（別名・ほこり御門）を経て外郭内部に入ると、内郭の入り口である瑞泉門（別名・ひかわ御門）に至る。瑞泉門には「龍樋」という名の泉があり、龍の頭の形をした銅製の樋から水が流れ出している。ここには「中山第一甘露」の石碑があり、中国の冊封使が18世紀前半から19世紀後半にかけて残した碑刻（冊封七碑）がある。
瑞泉門を通り、漏刻や日時計で時間を計測していた漏刻門（別名・かご居せ御門）を抜けると、司法や寺社宗廟関係の機関が入居していた楼閣・広福門（別名・長御門）に至る。広福門の内側は、系図座・用物座（家系図や城内の物品を管理する機関）や、御庭につながる奉神門、祭祀空間である「京の内」（けおのうち）に囲まれた下之御庭（しちゃぬうなー）が広がる。ここは御庭に入る前の控えの場であり、首里城の10ある御嶽のひとつ・首里森御嶽（すいむいうたき）がある。「君誇御門」（きみほこりうじょう）とも呼ばれた奉神門をくぐると正殿などに囲まれた御庭が広がる。

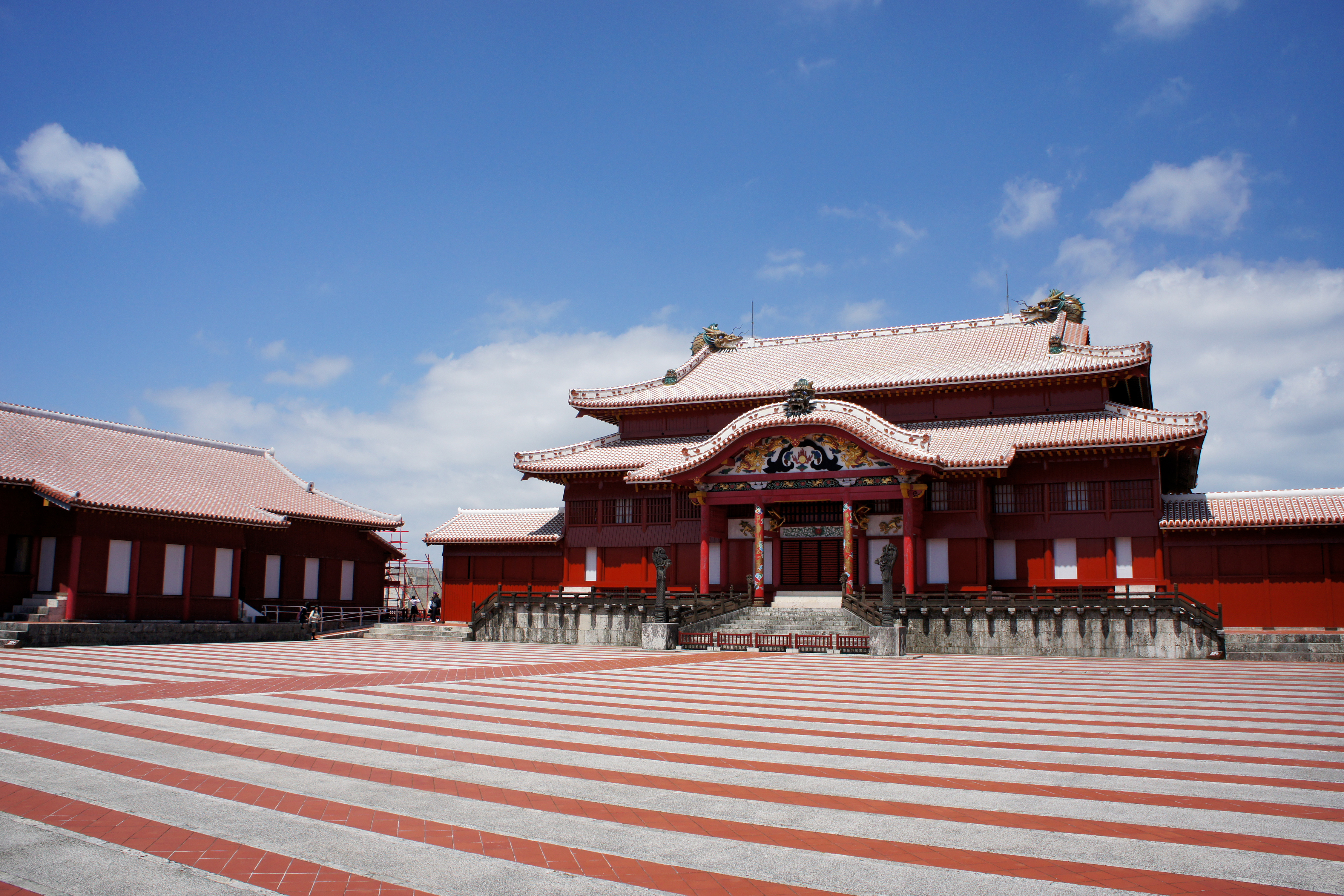
正殿前の御庭（うなー）

正殿の前には、家臣らが謁見したり中国からの冊封使を迎え入れたりするための御庭（うなー）と呼ばれる広場が設けられている。それを取り囲むように行政施設である北殿、儀礼などに用いられた南殿、御庭への入り口となり行政施設も入っていた奉神門が建てられている。さらにそれを各種の門・城壁が取り囲む形になっている。これらの構造には、中国の紫禁城との類似性も指摘されている。南殿は薩摩藩の接待のため使われたので、ここのみ和風の意匠が用いられていた。

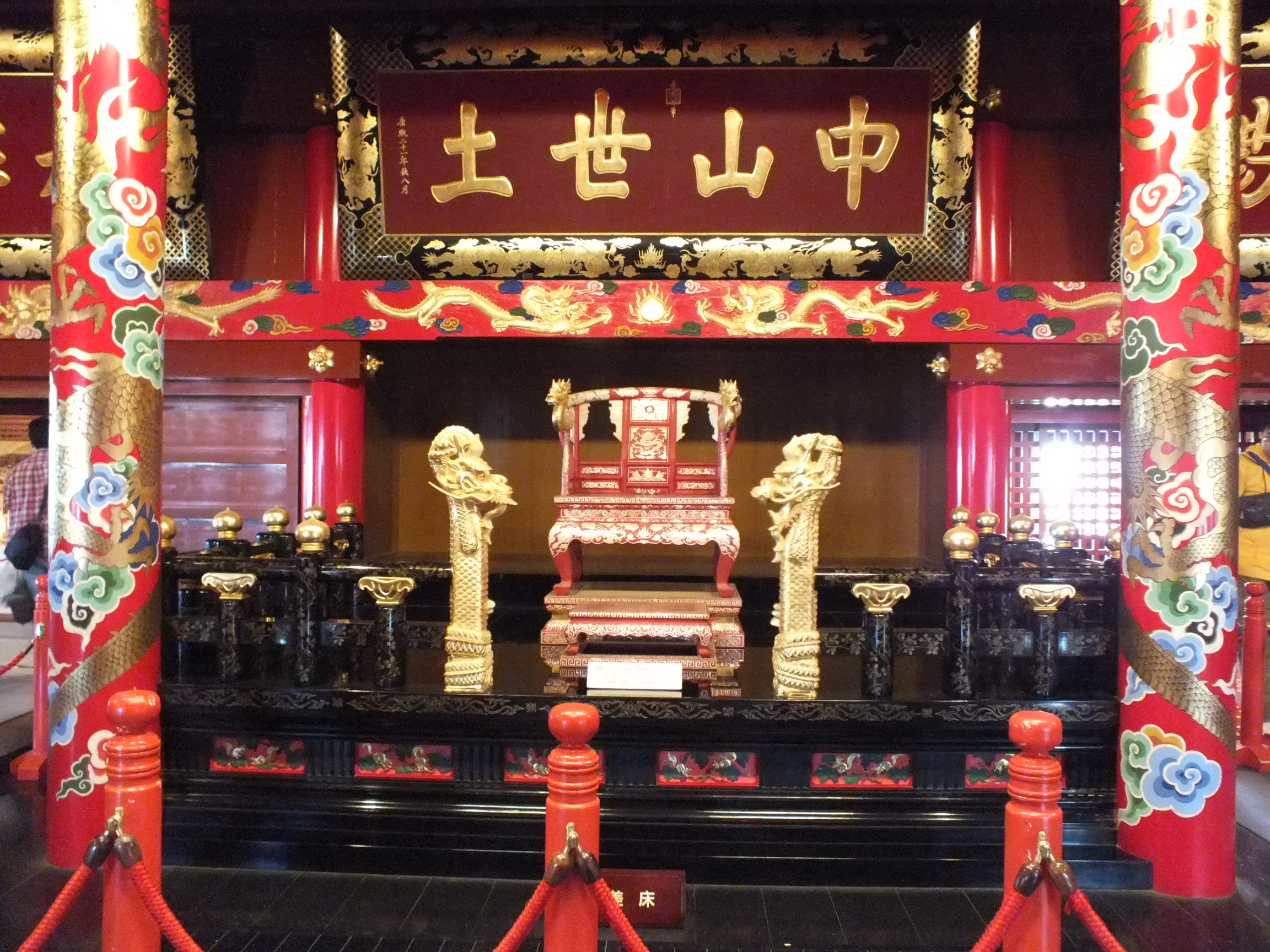
正殿内部の玉座（復元）

王の居住する中心部は正殿（せいでん）と呼ばれ、別名「唐破風」（からふぁーふ）と呼ばれた。中には1階と2階の両方に御差床（うさすか）という玉座が設けられ、2階の御差床の上には清国皇帝から贈られた扁額が飾られていた。沖縄戦で全て失われたが、康熙帝の贈った「中山世土」（ちゅうざんせいど）、雍正帝の贈った「輯瑞球陽」（しゅうずいきゅうよう）、乾隆帝の贈った「永祚瀛壖」（えいそえいぜん）の3つの扁額が本人の筆跡や落款を再現した上で復元され飾られている。正殿の1階は国王が政務をおこなう場所で「下庫理（しちゃぐい）」と呼ばれており、正殿の2階は王妃や女官らの使用する「大庫理（うふぐい）」と呼ばれる場所であった。2階の御差床は重要な儀式のために使うものであり、2階南東隅の「おせんみこちゃ」という部屋は国王や女官らが祭祀を行う場所であった。
南殿の南側には王が日常的に執務する建物であった書院および鎖之間（さすのま）がある。書院・鎖之間庭園は琉球のグスク内にある唯一の庭園で、石灰岩の岩盤を生かしてソテツなどを配しており中国の使節からも名園と評価されていた。遺構の保存状態もよく、2008年8月に復元公開された。2009年7月には書院・鎖之間庭園ともに日本国の名勝に指定された。
正殿の裏側は「御内原」（うーちばる）と呼ばれる私的な生活空間に当たり、正殿後方の後之御庭（くしぬうなー）という広場を中心にいくつかの建物があったが、1990年代後半からかつて存在した建物の復元のための発掘や建設工事がすすんでおり、2019年2月1日に御内原全体が新規開園ゾーンとして観光客に開放された。御内原の入り口に当たる淑順門（別名・みもの御門、うなか御門）が2010年に、王の住む「二階御殿」（にーけーうどぅん）が2000年に再建されているほか、王妃らの寝室があり国王以外の男性は入れなかった「黄金御殿」（くがにうどぅん）、調理を行う「寄満」（ゆいんち）、王の側近である近習らが控える「近習詰所」（きんじゅうつめしょ）、王の休息の場である「奥書院」（おくしょいん）が2014年に復元公開された。王女の住まいであり王位継承の際には儀式の場となる「世誇殿」（よほこりでん）や女官たちの生活する「女官居室」は2017年に竣工した。その東奥には、国王逝去の際に遺体を安置する寝廟殿（古写真などの資料がないため未復元、建物の輪郭部のみ地面に表示）を取り囲む石垣とその入り口である白銀門が再建されている。首里城の東の門である継世門（別名・すえつぎ御門）は1998年に再建された。この門はもともと倭寇襲来に備えて16世紀半ばに造られたもので、日常生活用品の城内への搬入や、国王逝去時に王子がこの門から入り世誇殿で王位継承を行う儀式のために使われた。城郭の東端には、「東のアザナ」（あがりのあざな）と呼ばれる物見台があり、標高140メートルの城内最高地点から東シナ海と太平洋の両方を望むことができる。漏刻門や「西のアザナ」とともに時刻を知らせる合図を行う場所でもあった。

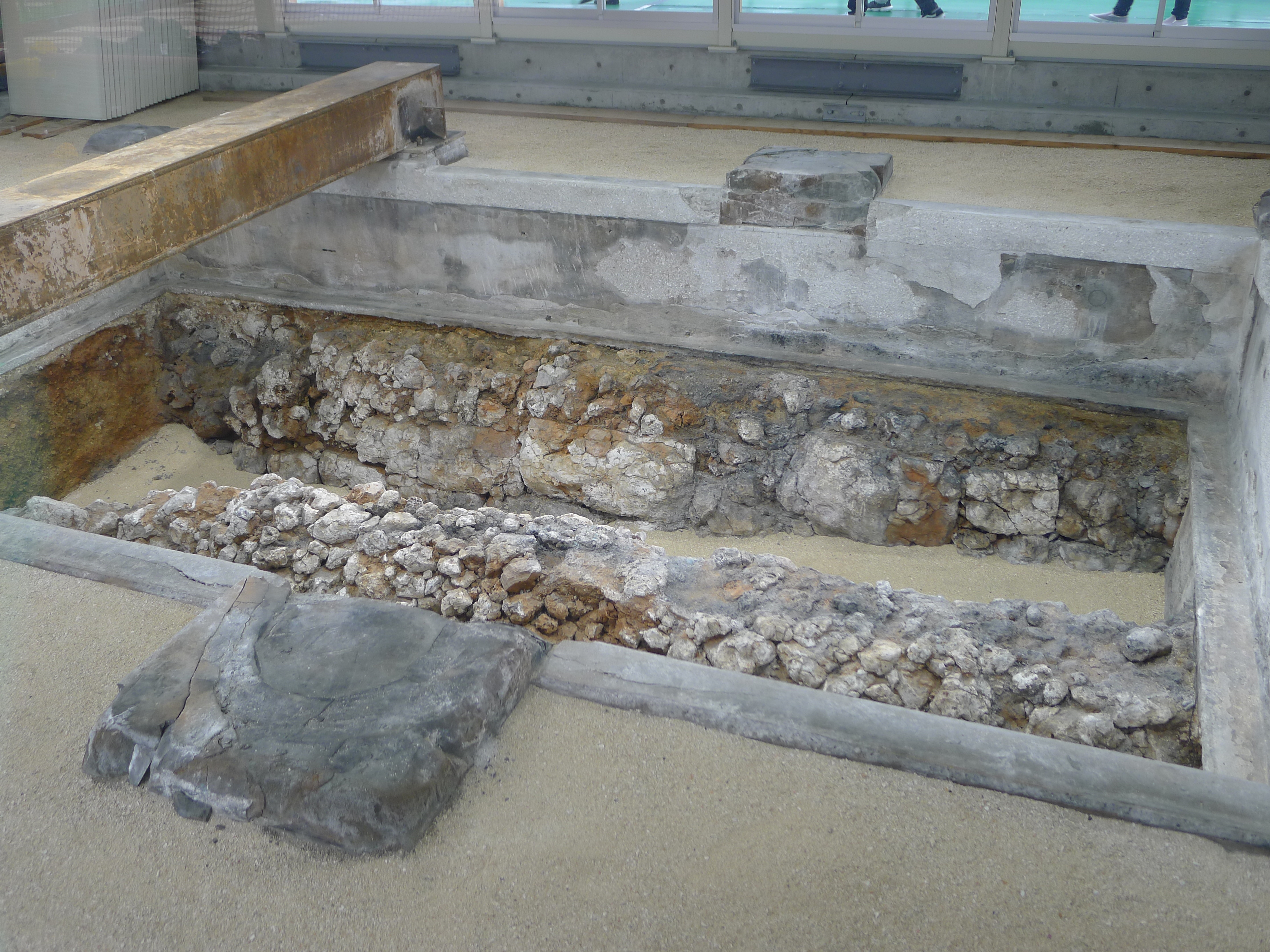
正殿地下の旧遺構。焼失に伴い露見し、初公開された（再建工事期間限定）＝世界遺産

本来の木造建築として復元された建物は正殿および書院・鎖之間のみである。正殿を再建するに当たり、沖縄本島北部の山から大木を運ぶ「木曳式」などの儀式が行われたが、実際の構造材の大半は台湾から輸入されたタイワンヒノキか、日本本土産のヒノキやアスナロである。沖縄で伝統的に高級材とされていたチャーギ（イヌマキ）やオキナワウラジロガシは資源枯渇のため、前者は日本本土産のものが一部でのみ使用された。他の建物ではコンクリートを用いるなど外観のみの復元といえる。旧来の城壁は一部に残っており、新しい城壁の建設の際に発掘され利用されたため、地表近くに旧来の城壁の姿を見ることができる。これが唯一残ったオリジナルの首里城の遺構である。首里城の復元建物群は文化財にも世界遺産にも該当しない。

### 宗教的役割

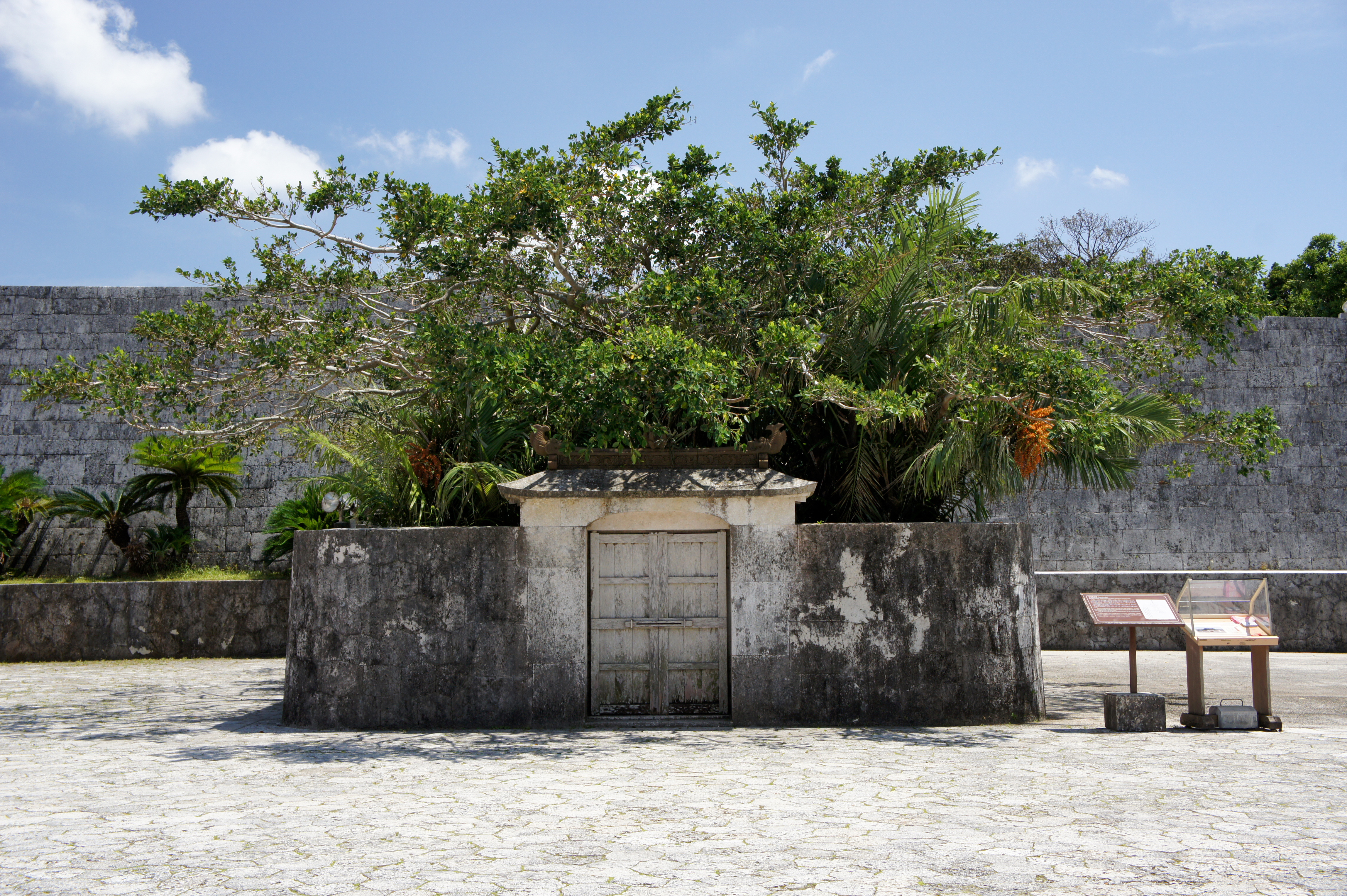
下之御庭の中央にある首里森御嶽

首里城は政治・軍事の拠点であるとともに、琉球有数の聖域でもある。以前は城内には十か所の御嶽があり、また首里城内郭の南側の大きな範囲を「京の内（けおのうち）」と呼ばれる聖域が占めていた。「京の内」は十か所の御嶽のうちの数か所と、鬱蒼とした大木の森や岩があるだけの場所だったが、この森こそが首里城発祥の地であり、首里城を国家の聖地とさせている重要な場所であった。聞得大君をはじめとする神女たちが京の内で祭祀を行っていたが、その祭祀の内容やはっきりとした京の内内部の様子はいまだによくわかっていない。ここで行われた祭祀の研究に基づき公開に向けての整備工事が進められ2003年に公開されている。
敷地内の御嶽等は単なる遺跡ではなく、現在に至るまで信仰の対象であった。琉球大学があった頃には、立ち入りが自由であったため、その構内のあちこちの拝所には常に線香やウチカビ（紙銭）が供えられ、主として女性の拝む姿がよく見られたものである。しかし、首里城の復元によって無断の立ち入りが禁止となってしまった。このため「首里城の建物は復活したが拝所としては破壊された」との声もある。

### 城内施設
- 正殿
- 北殿
- 南殿・番所
- 書院・鎖之間 - ともに国の名勝
- 御庭
- 奉神門
- 継世門
- 右掖門

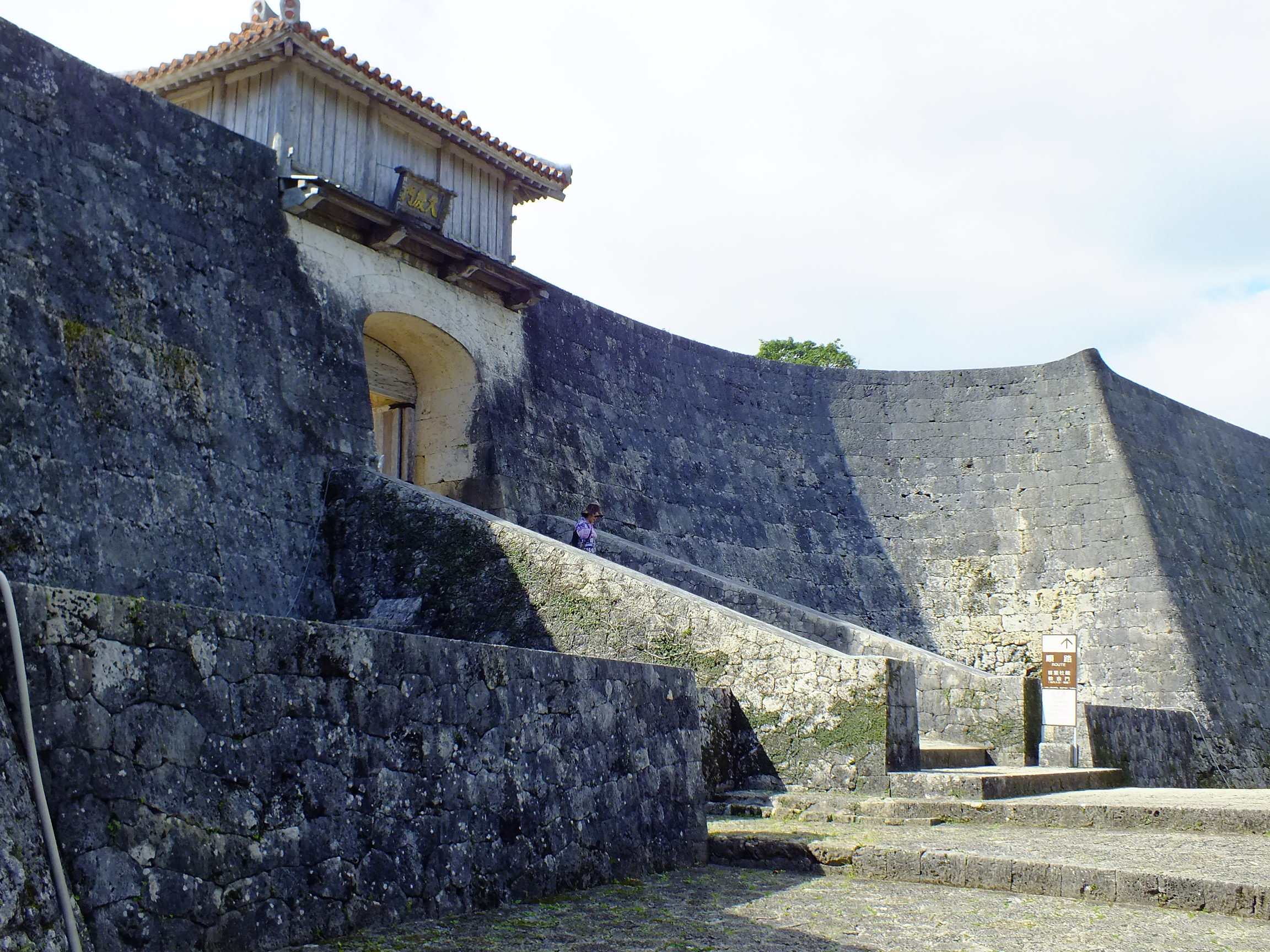
久慶門と城壁

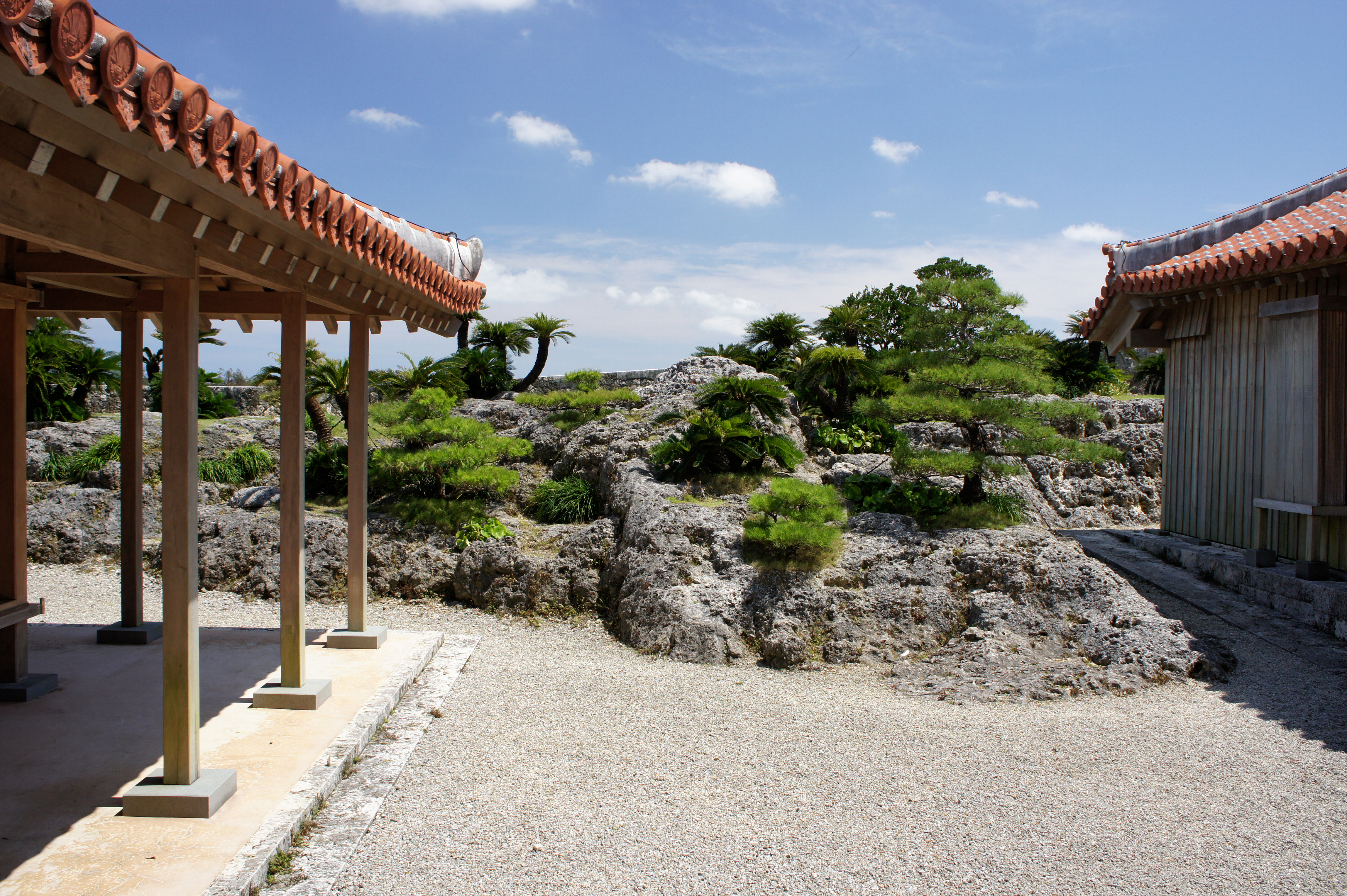
書院・鎖之間庭園

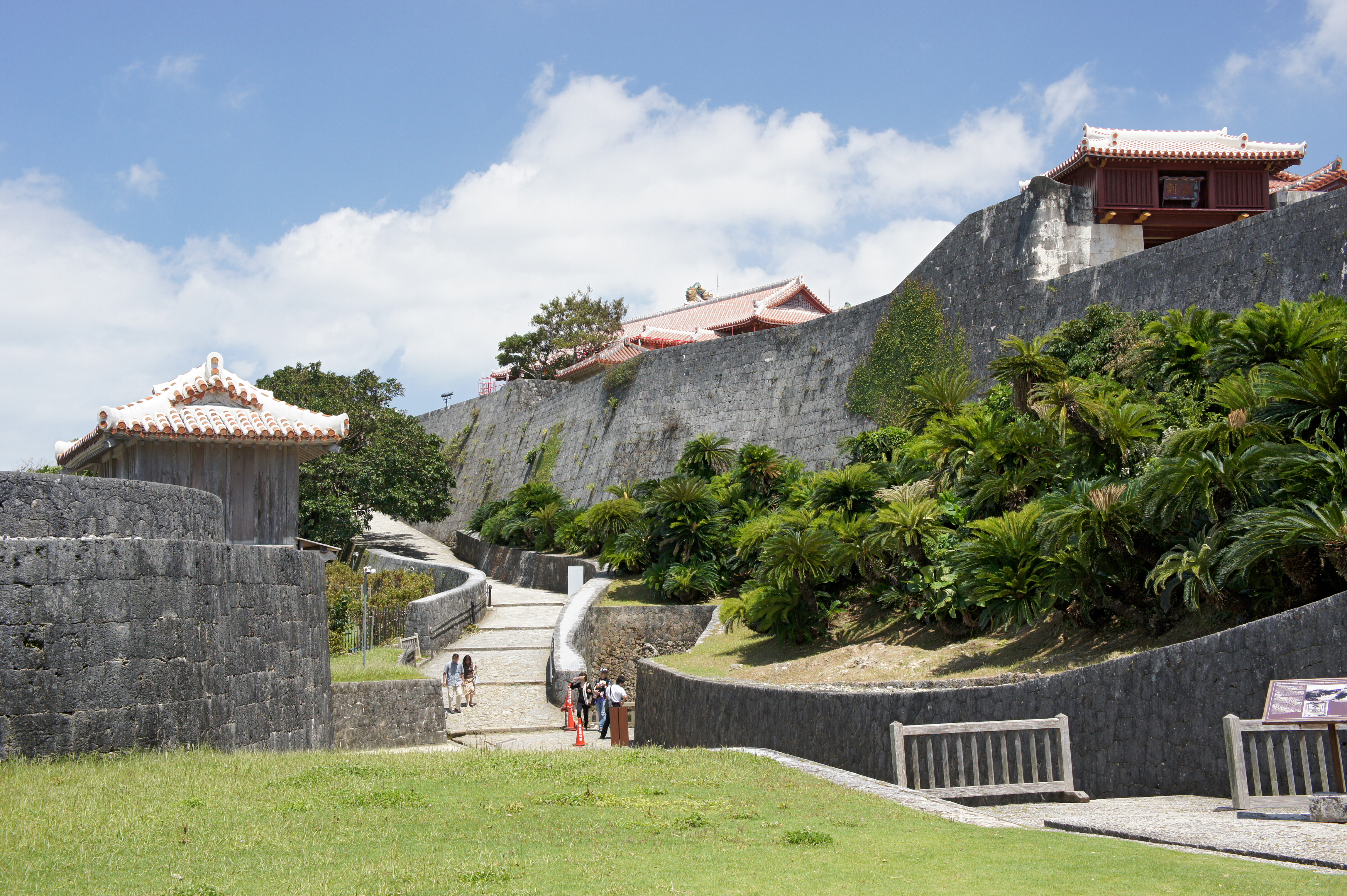
首里城内郭へ上る経路

- 供屋（万国津梁の鐘） - 元の用途はよくわかっていない。
- 日影台
- 広福門
- 首里森御嶽
- 京の内
- 漏刻門
- 弁財天堂
- 円鑑池
- 久慶門
- 系図座・用物座
- 瑞泉門
- 龍樋
- 歓会門 - 尚真王の代に創建されたとされる正門[62]。石造りのアーチ門の上に櫓をのせた形式。
- 木曳門 - かつては資材搬入用の門であり通常は石でふさがれていた。現在は車椅子用経路に使われている。
- 淑順門
- 西のアザナ
- 龍潭
- 園比屋武御嶽石門
- 守礼門 - 尚清王の代に創建され、中国からの使節を王が出迎えたという。1958年に復元された。
- 円覚寺
- 首里杜館

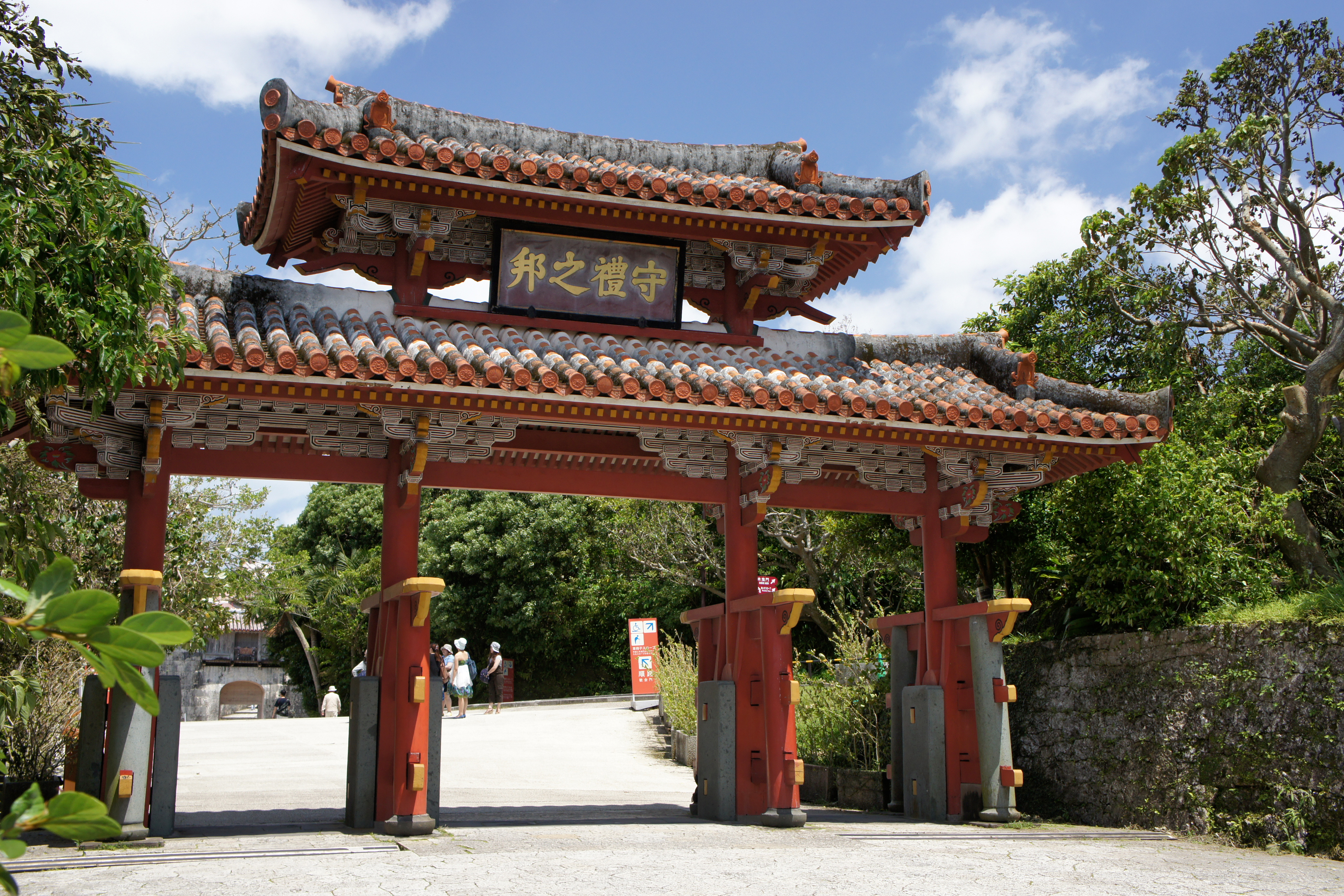
守礼門
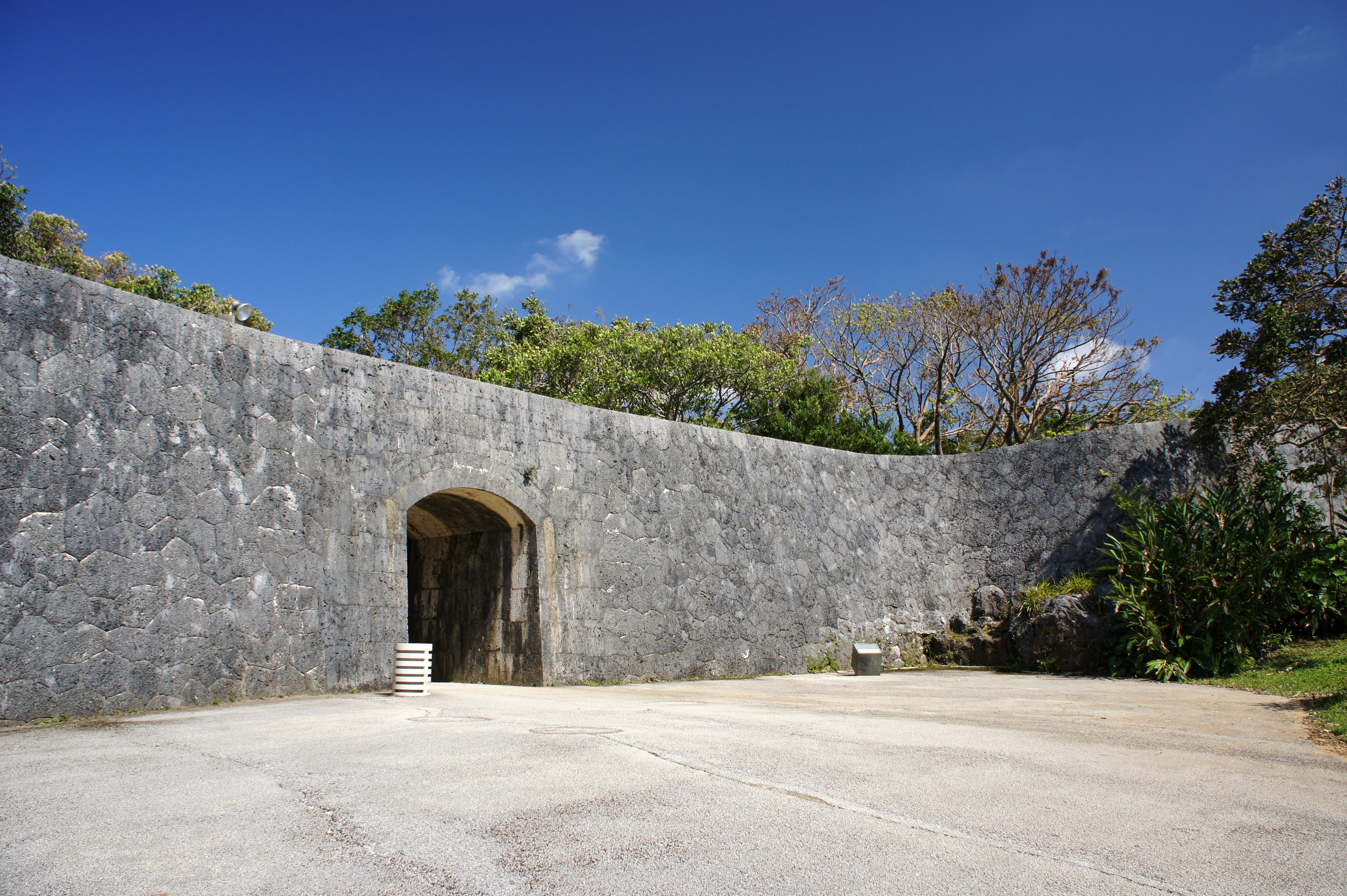
木曳門
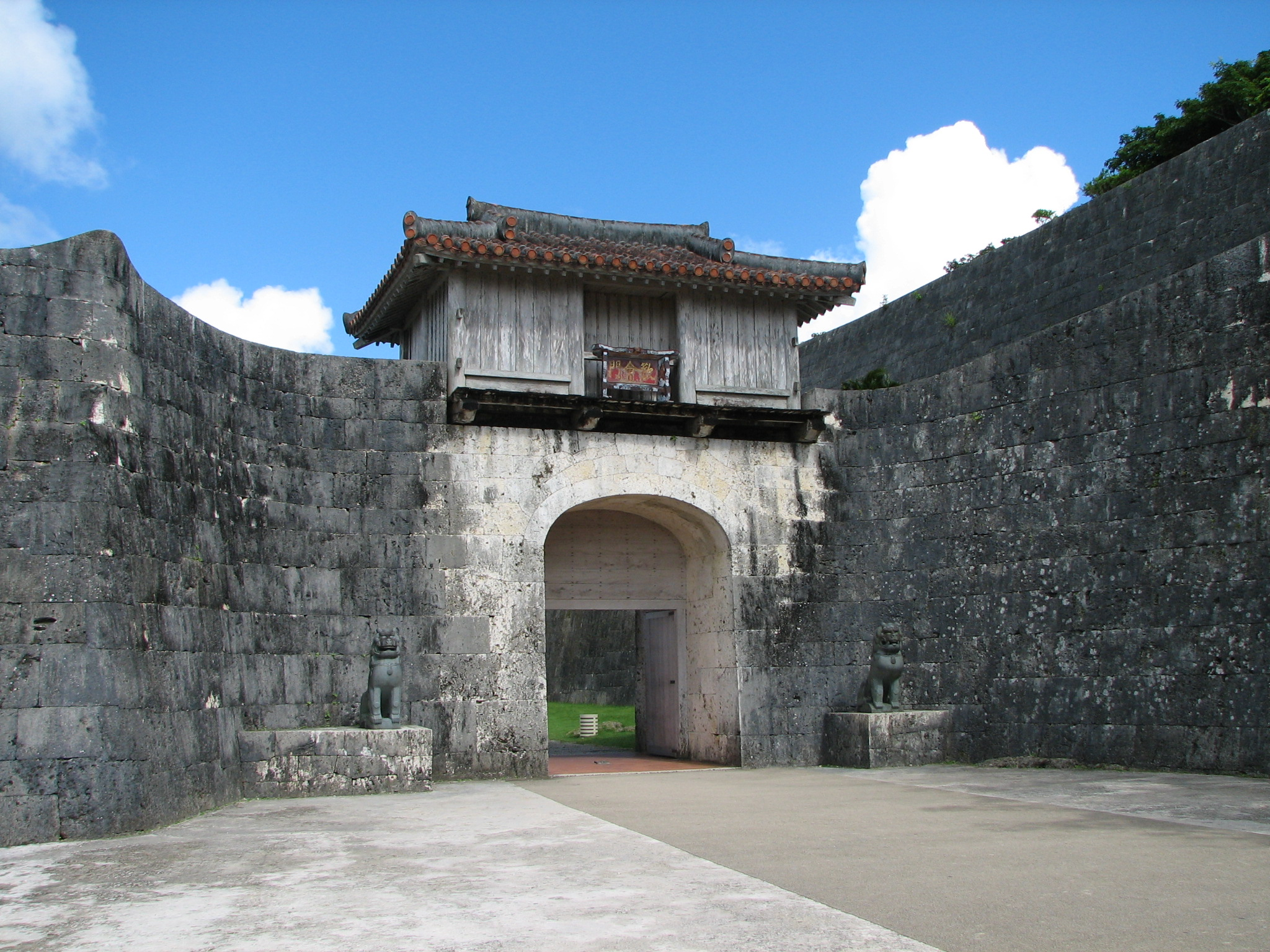
歓会門
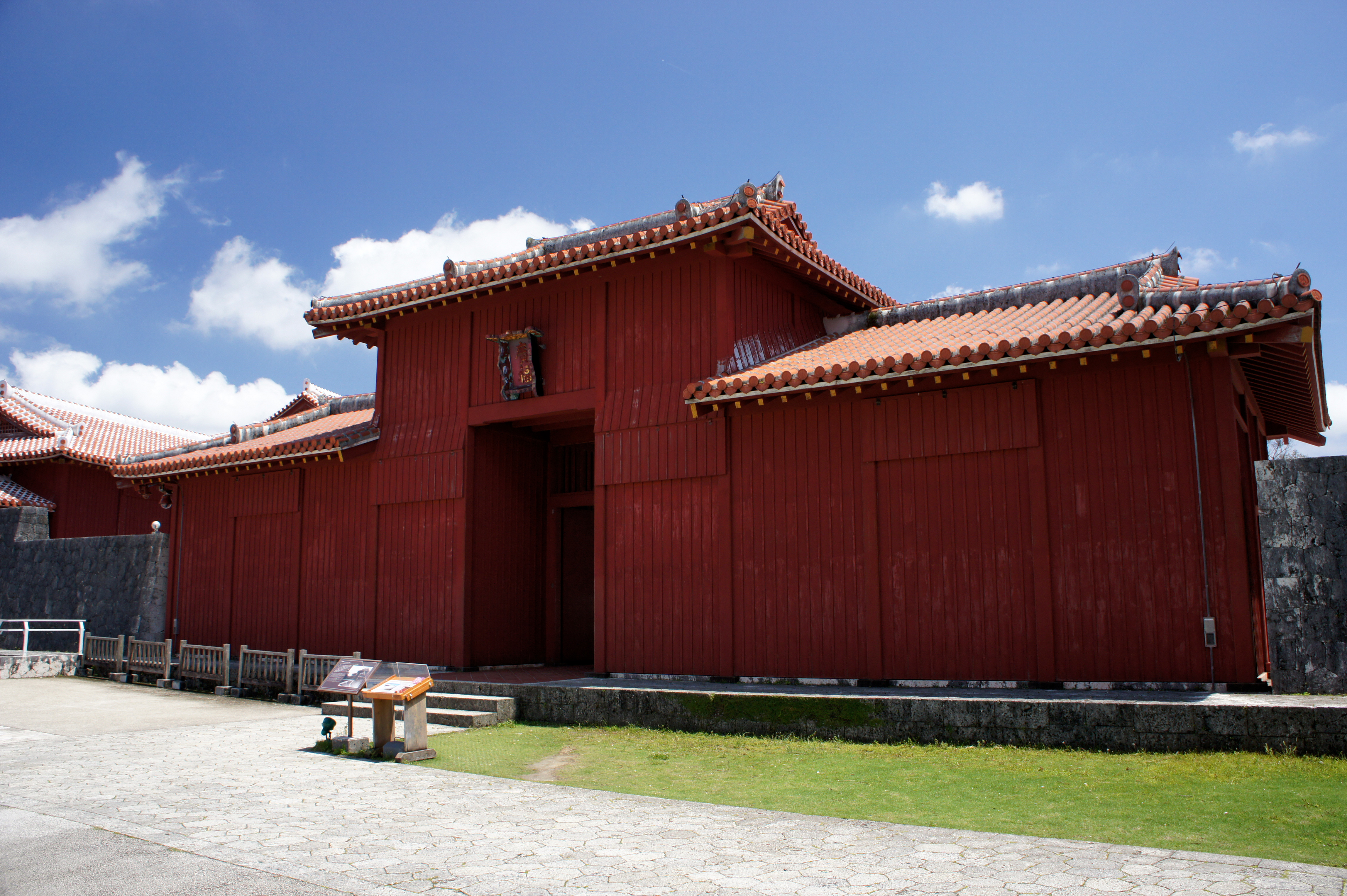
広福門
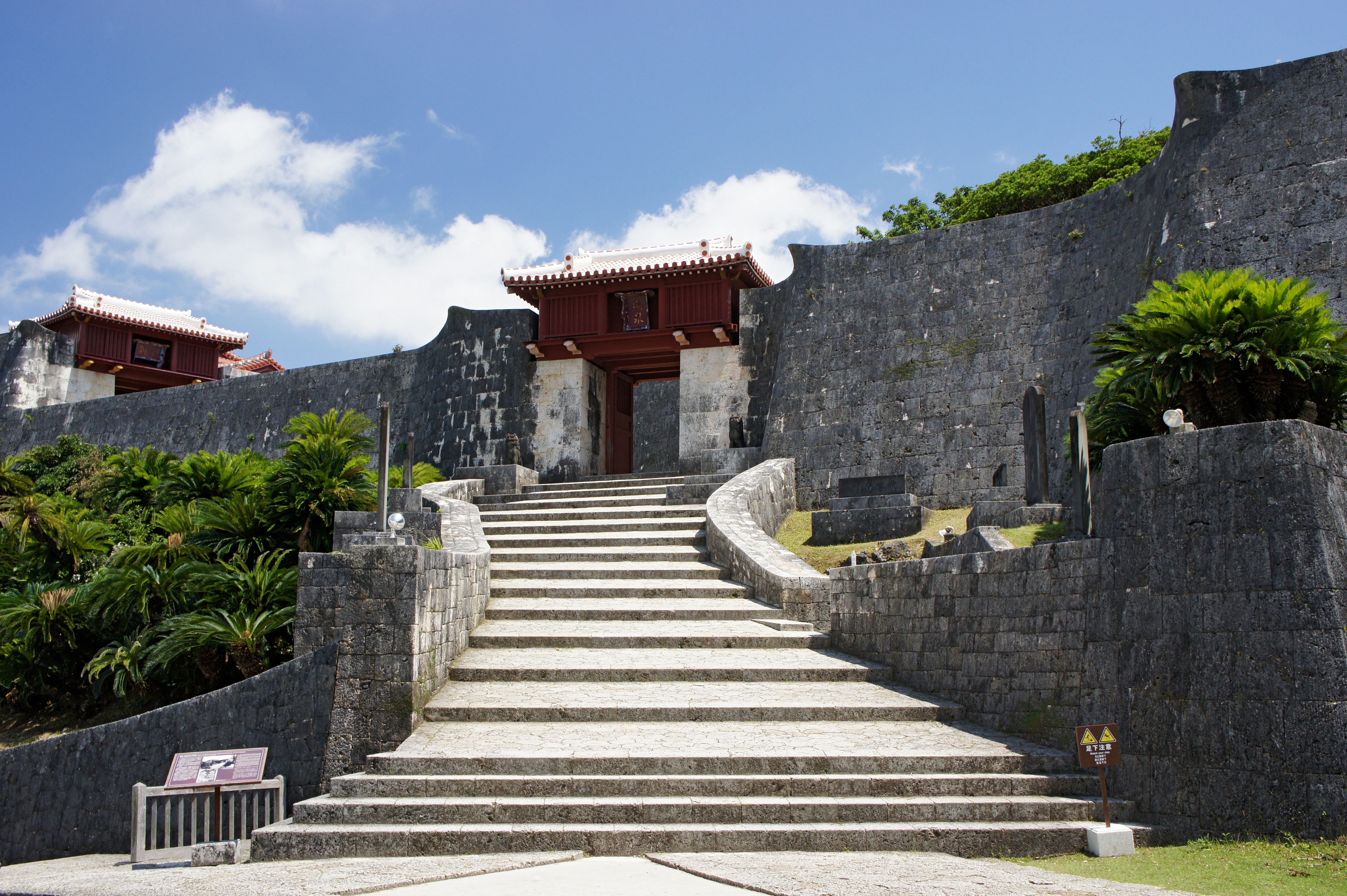
瑞泉門、左に冊封七碑のひとつ（復元）が見える
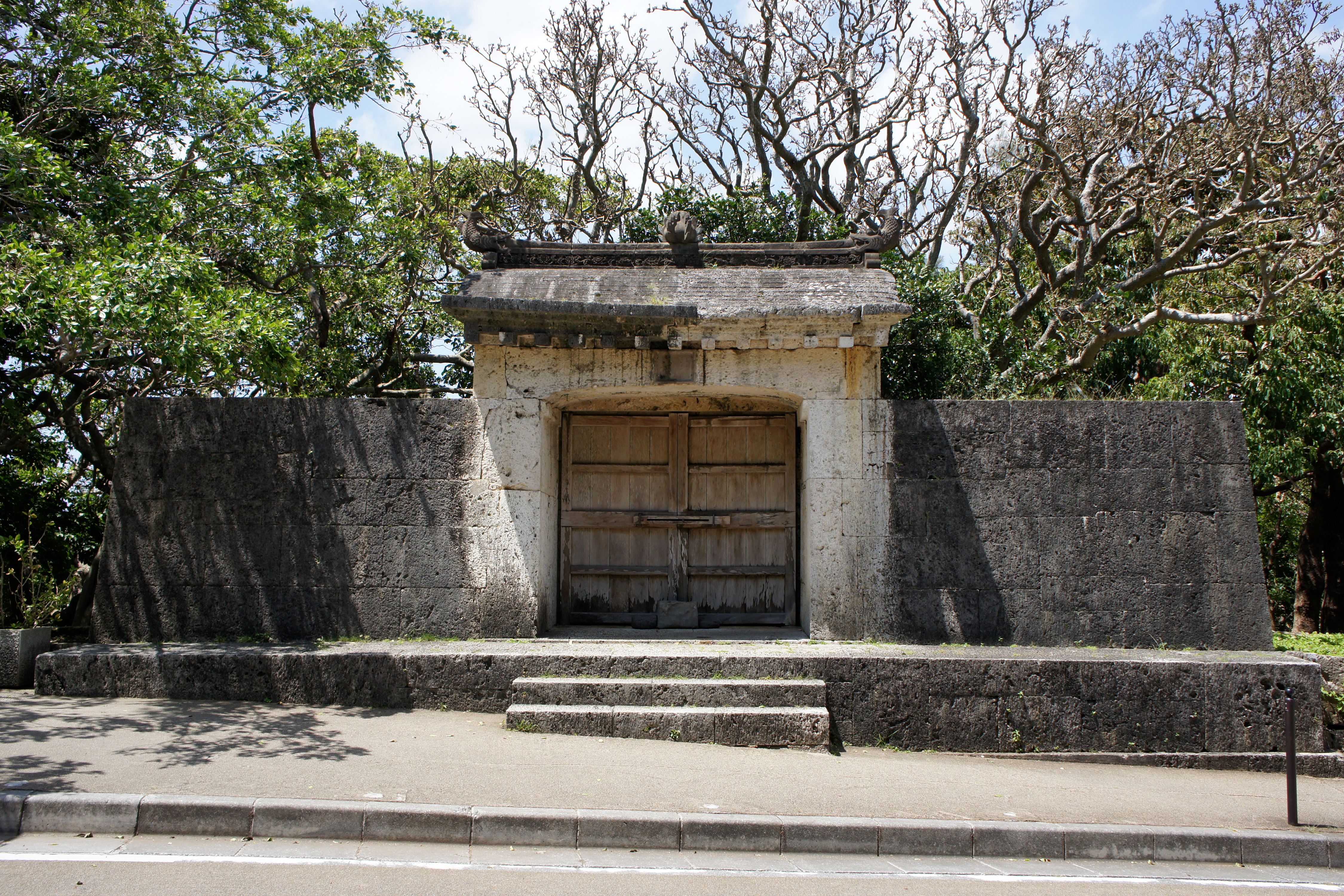
園比屋武御嶽石門
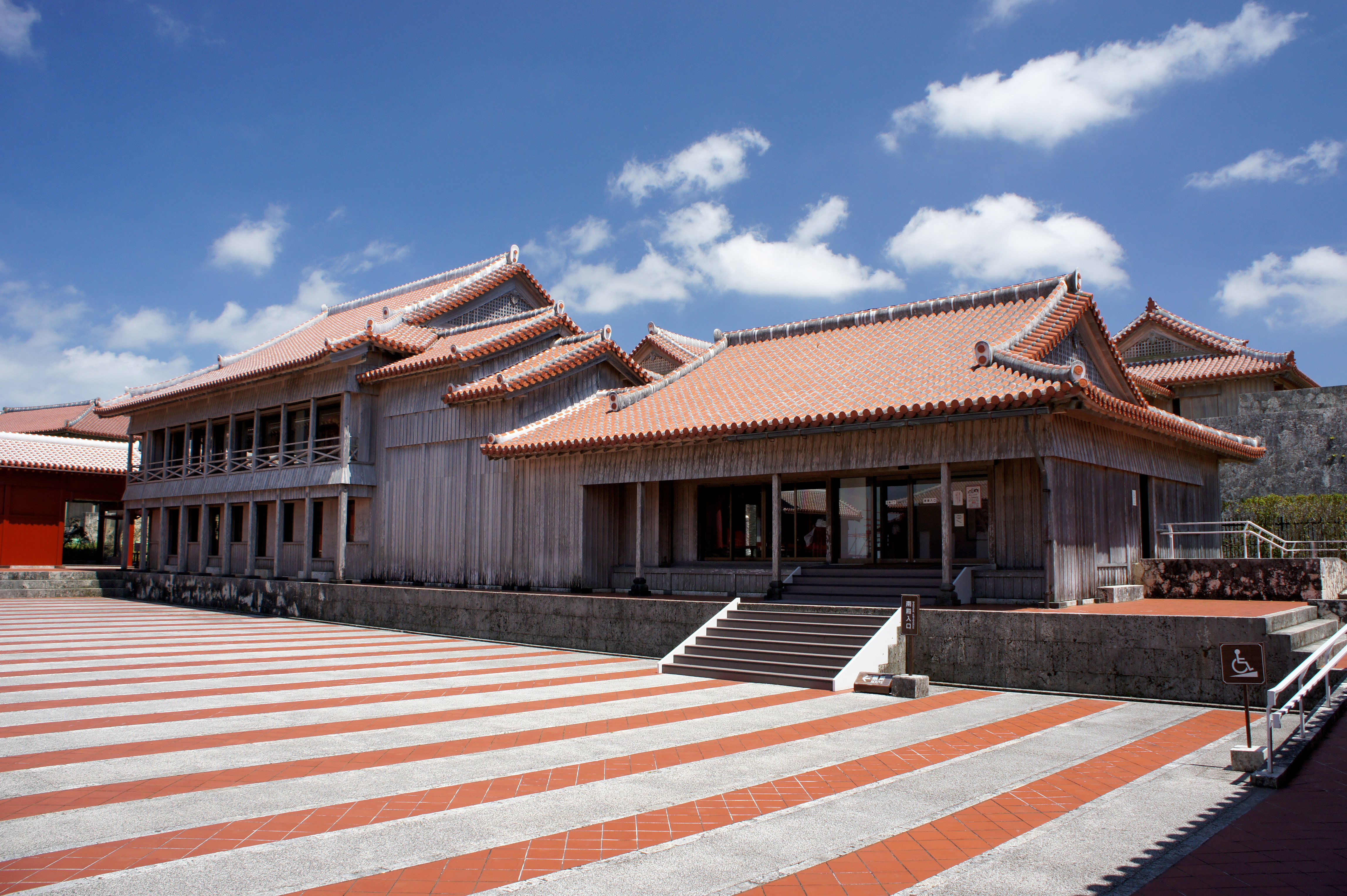
南殿・番所
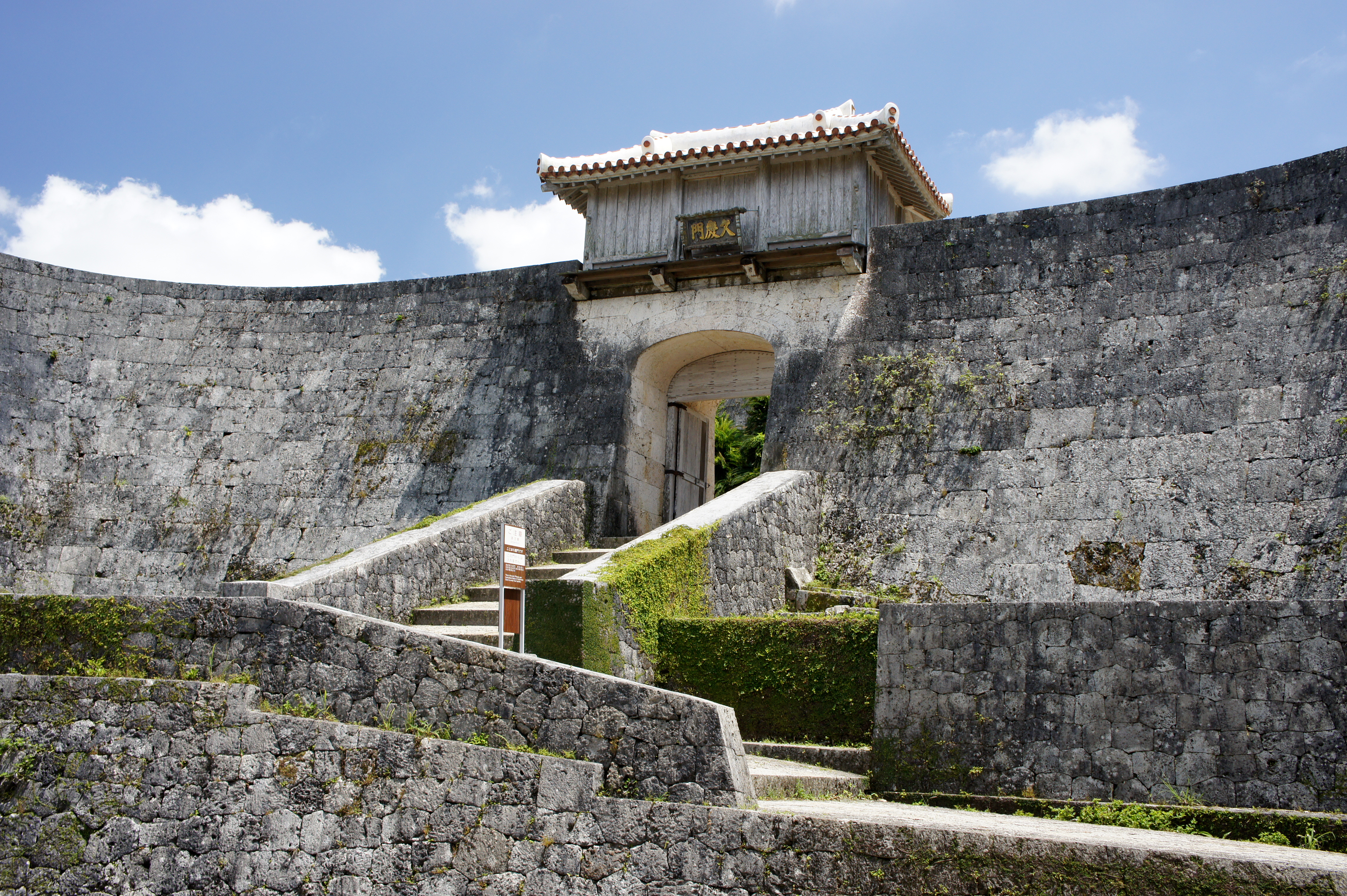
久慶門
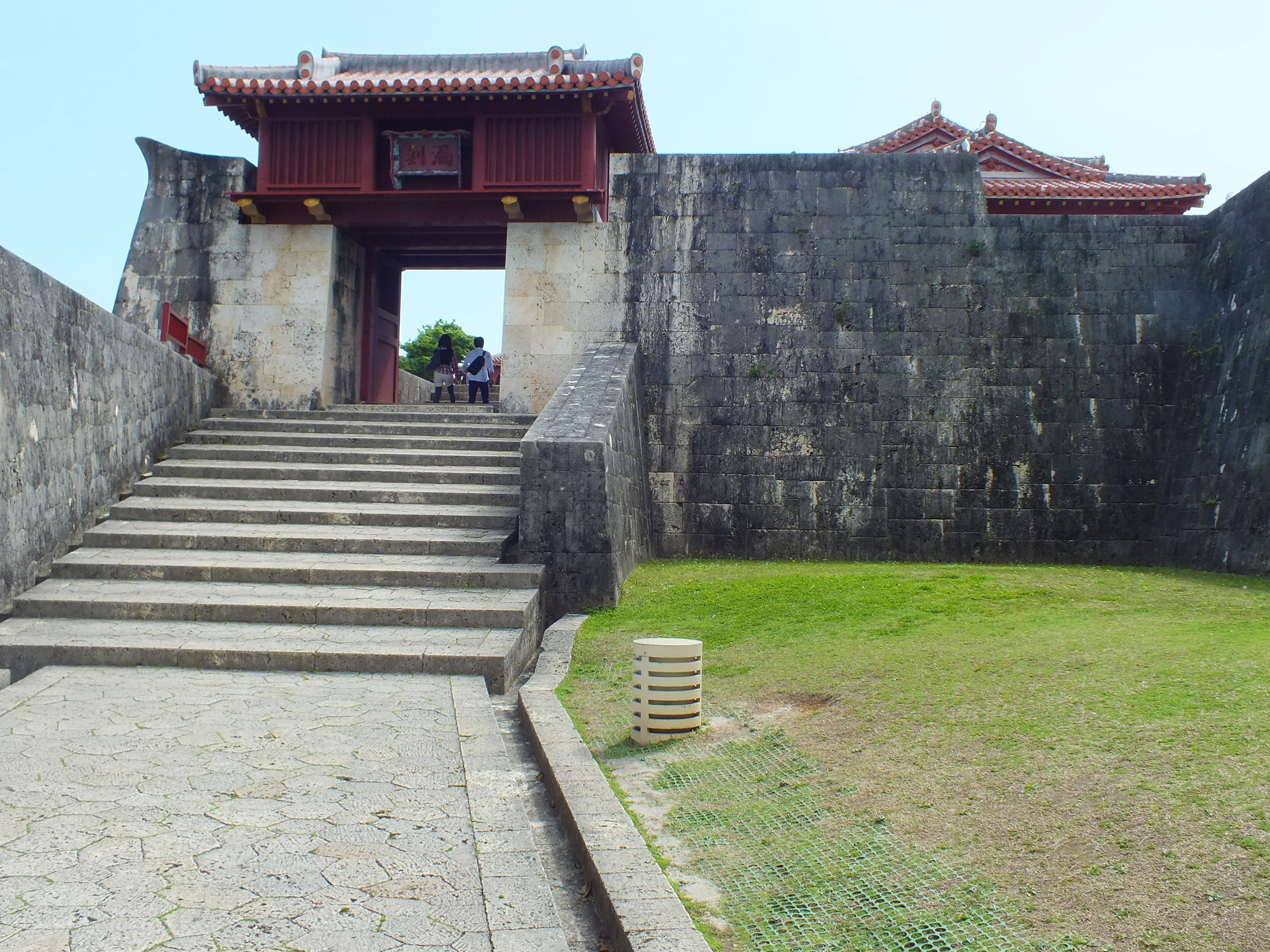
漏刻門
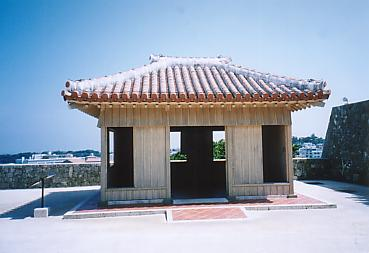
万国津梁の鐘のある「供屋」
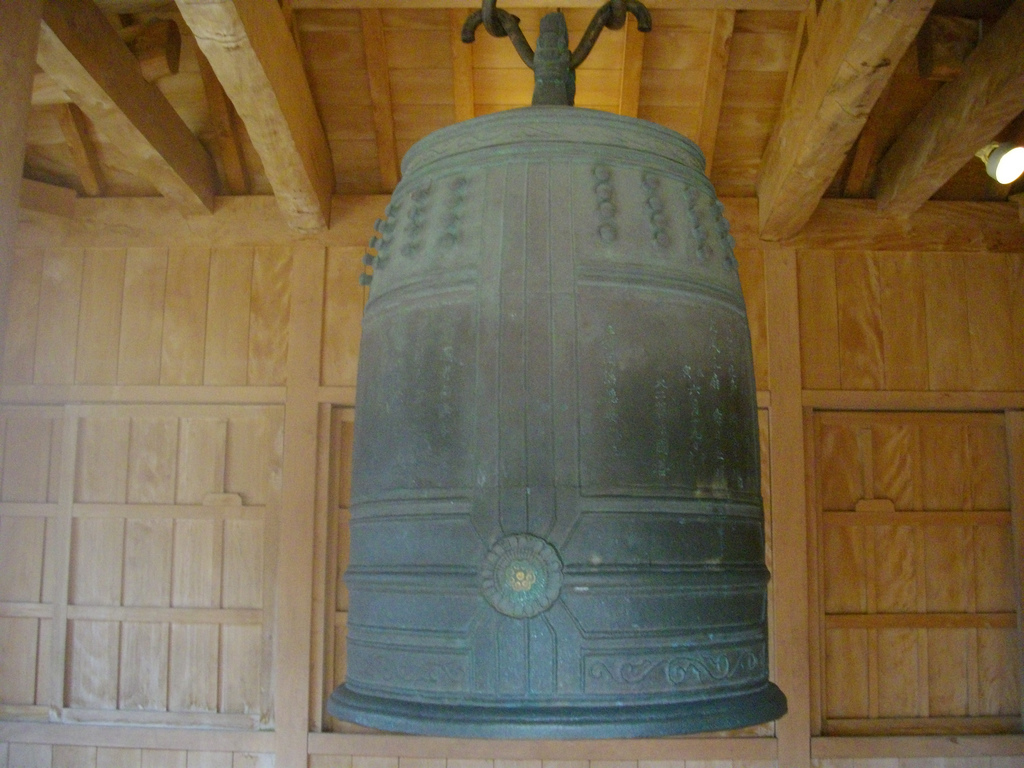
供屋にある万国津梁の鐘の複製。万国津梁の鐘は本来は正殿にあったとされるが、その正確な設置場所がわからないため、暫定的に供屋に設置されている。実物は沖縄県立博物館・美術館蔵
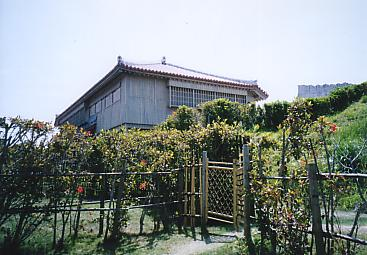
王の邸宅である「二階御殿」

#### 周辺の支城
那覇港を拠点とする海外交易は、琉球王国の重要な経済的基盤であり、港の付近には次のような防備施設や交易品保管施設としてのグスクが設けられていた。
三重城（みえぐすく、ミーグシク）
港口の防御砲台。那覇港口の北岸側に設けられており、岸との間に石造りアーチ橋が架けられていた。現在はアーチ橋の石組みの一部が残る。
屋良座森城（やらざもりぐすく、ヤラジャーグシク）
港口の防御砲台。那覇港口の南岸側に設けられていた。米軍那覇軍港建設により破壊され、現存しない。
御物城（おものぐすく、ウムヌグシク）
交易品の保管倉庫。那覇港の一番奥に設けられていた。現在は基礎の石垣のみ残る。那覇軍港の一部であり、付近は海上保安庁の巡視船の定係港である。
硫黄城（いおうぐすく、ユーワーグシク）
輸出用の硫黄の集荷・保管倉庫。那覇港の一番奥に設けられていた。現存しない。

## ギャラリー
ここでは2019年火災による焼失前の建屋や関連画像を幅広く列挙する。

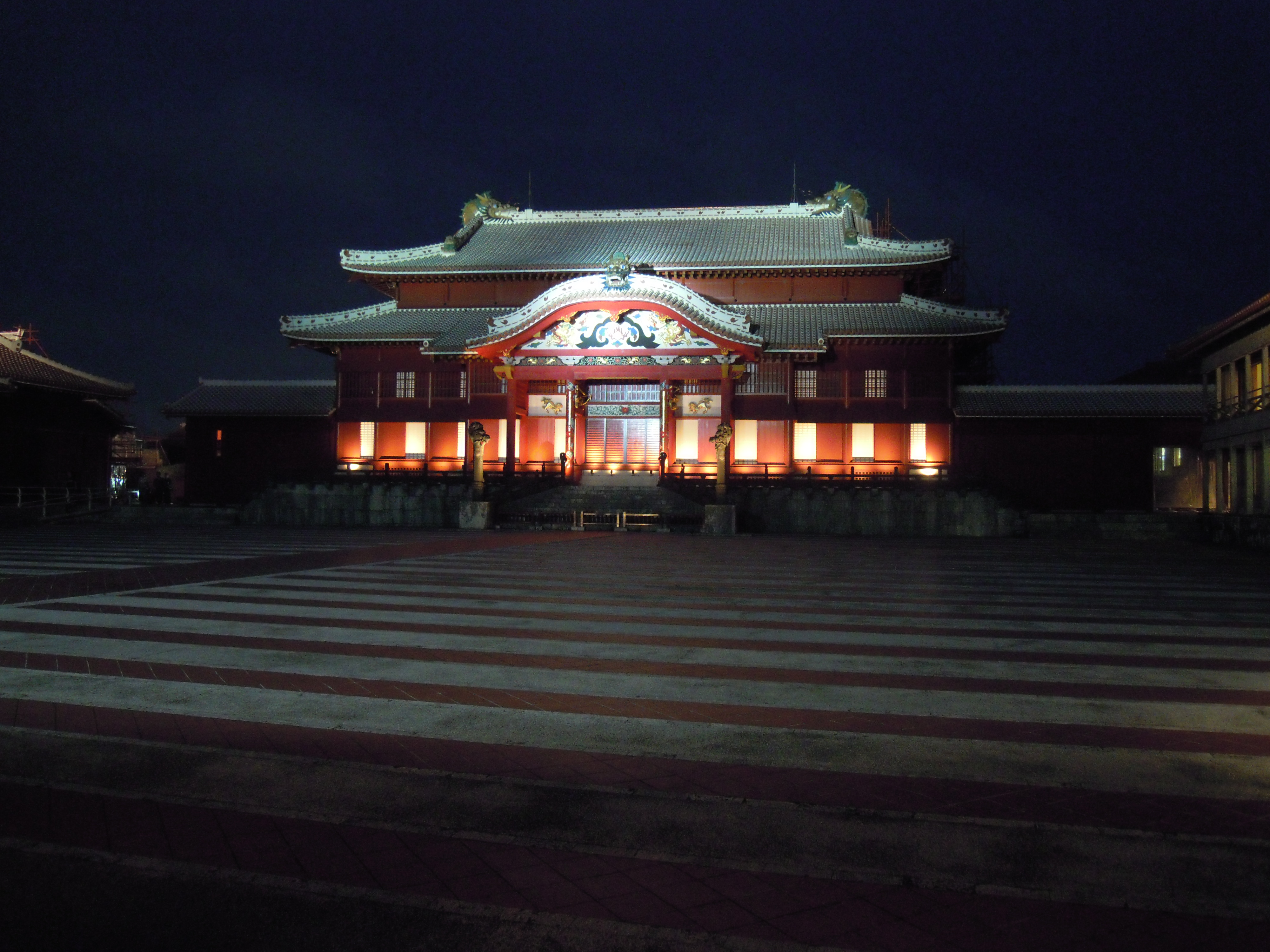
ライトアップされた正殿
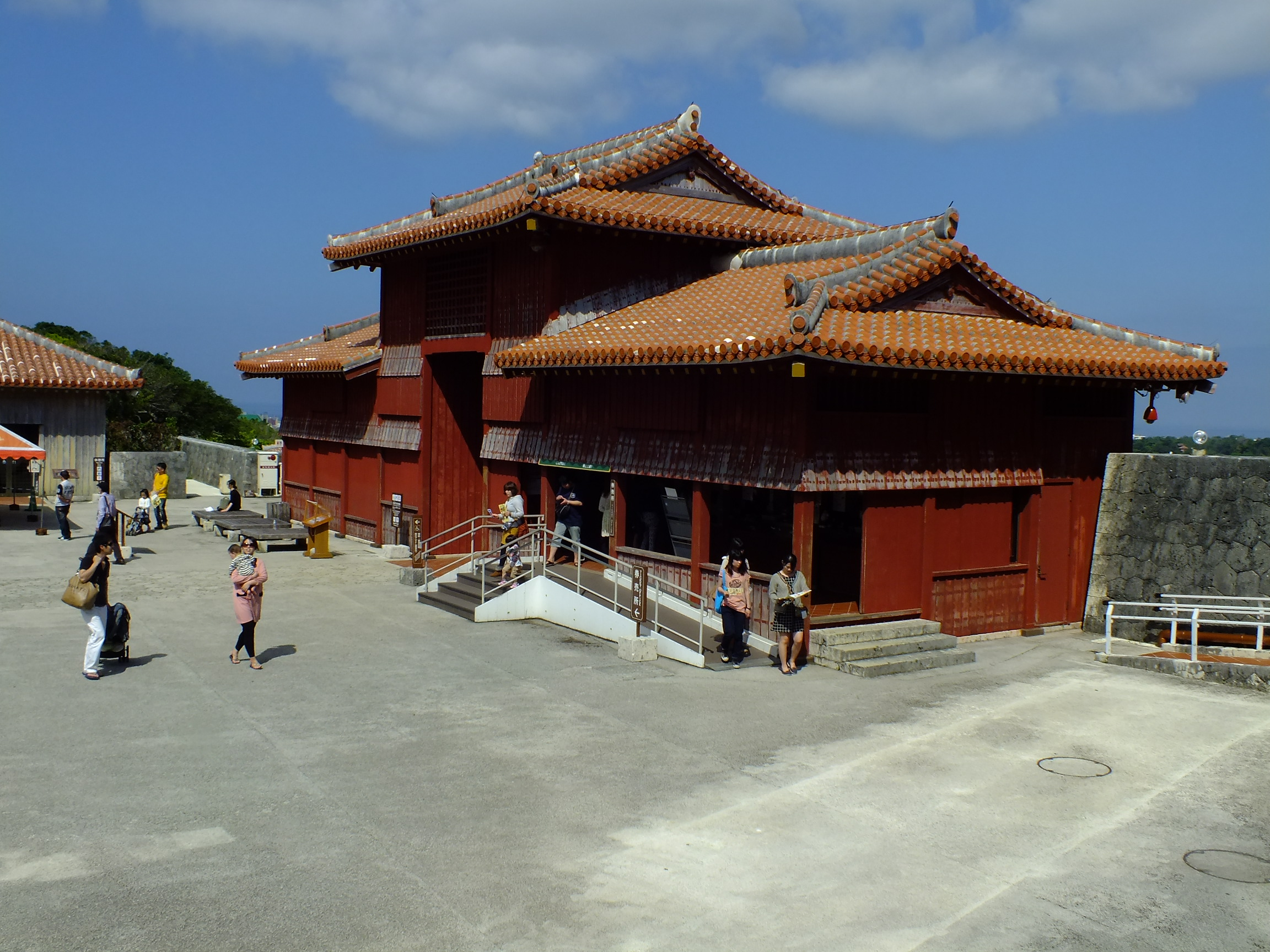
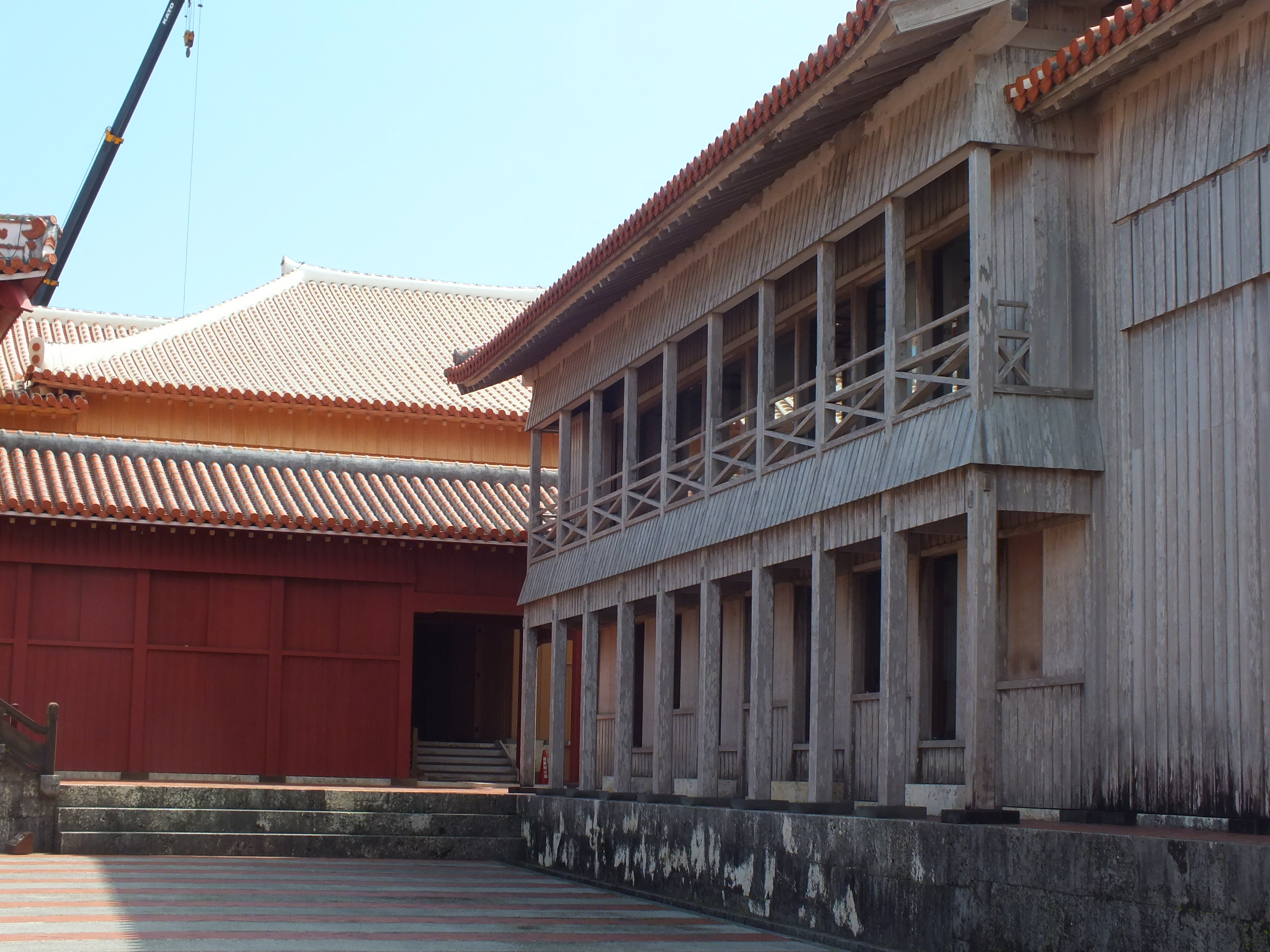
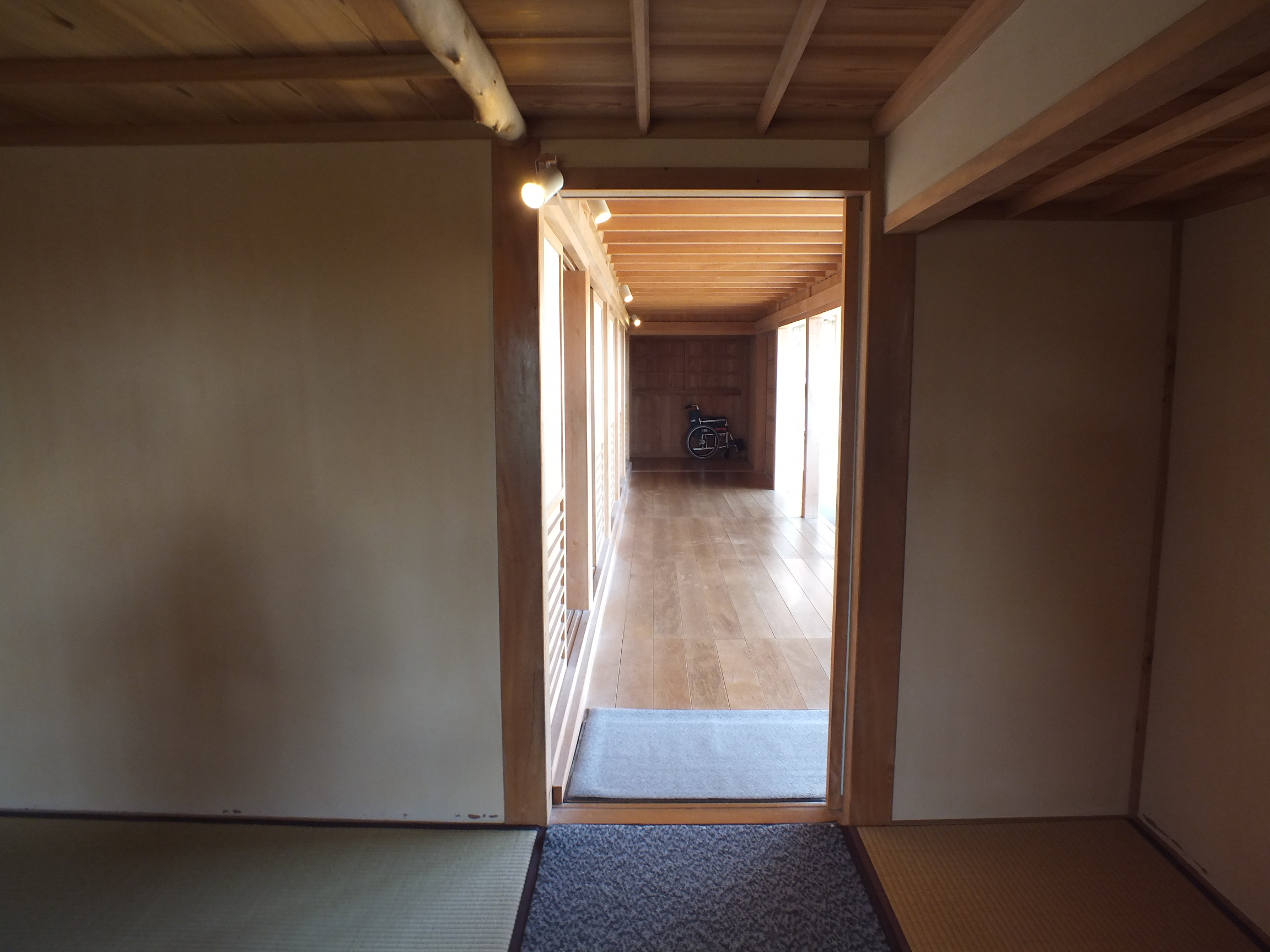
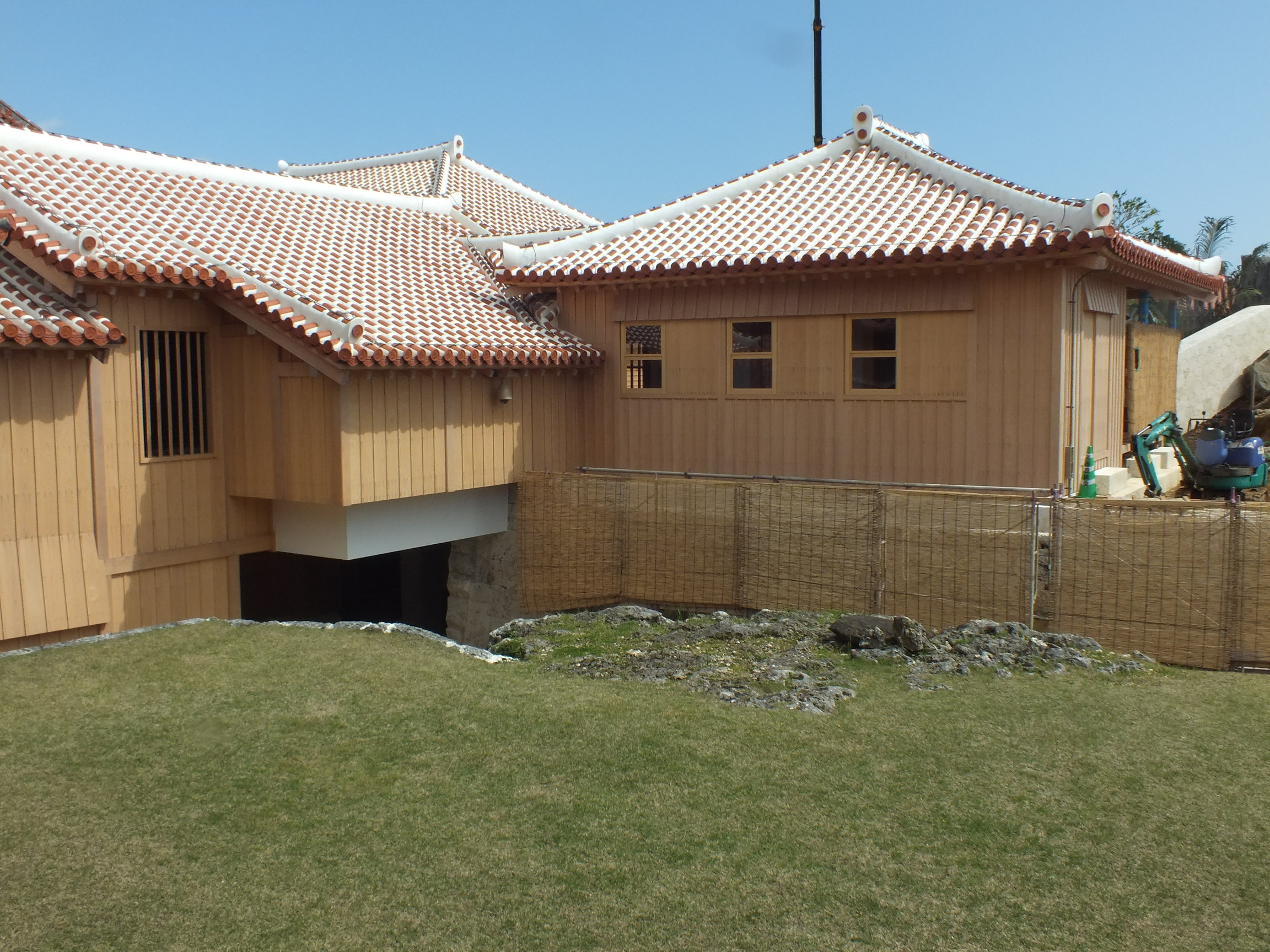
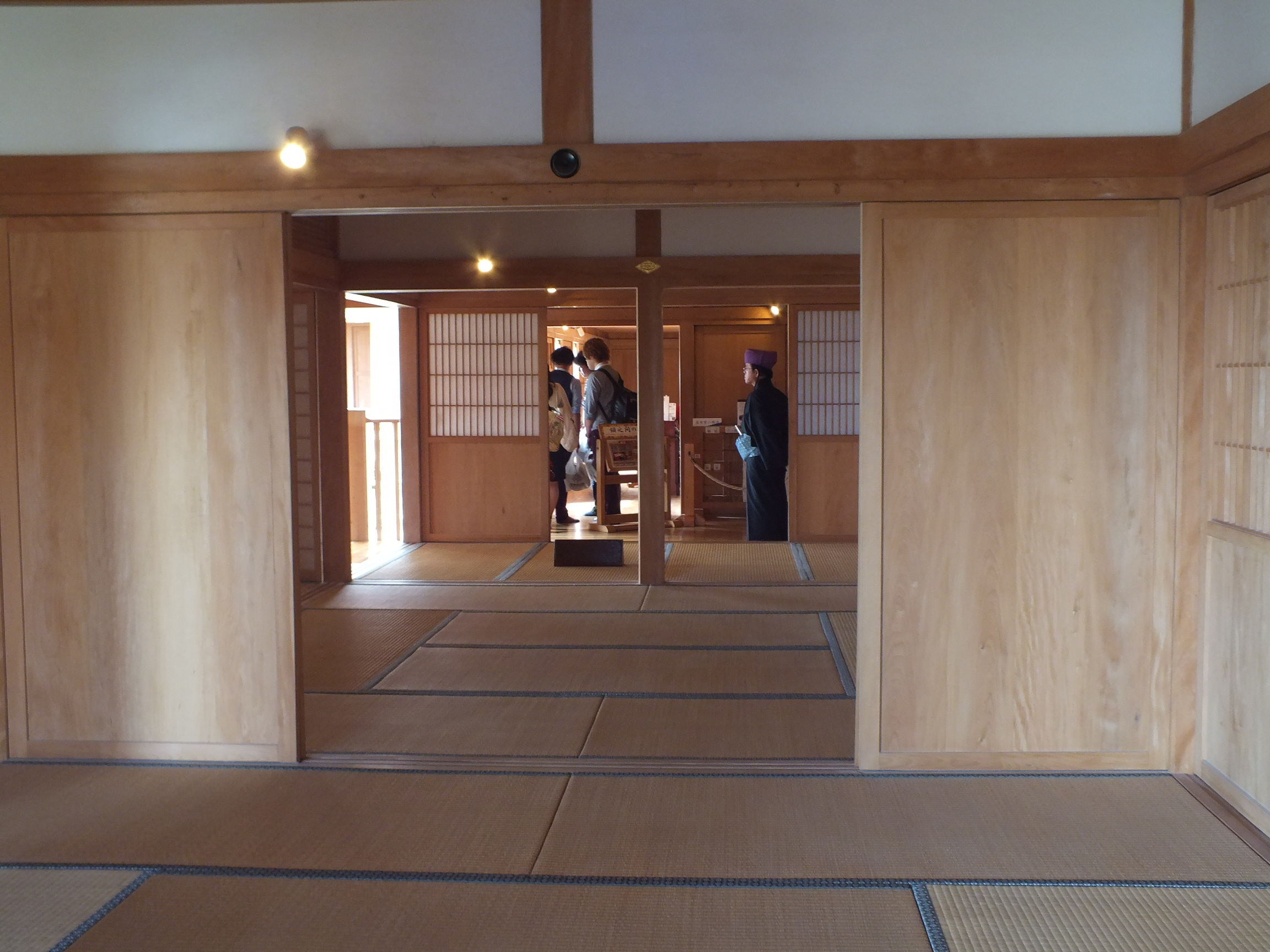
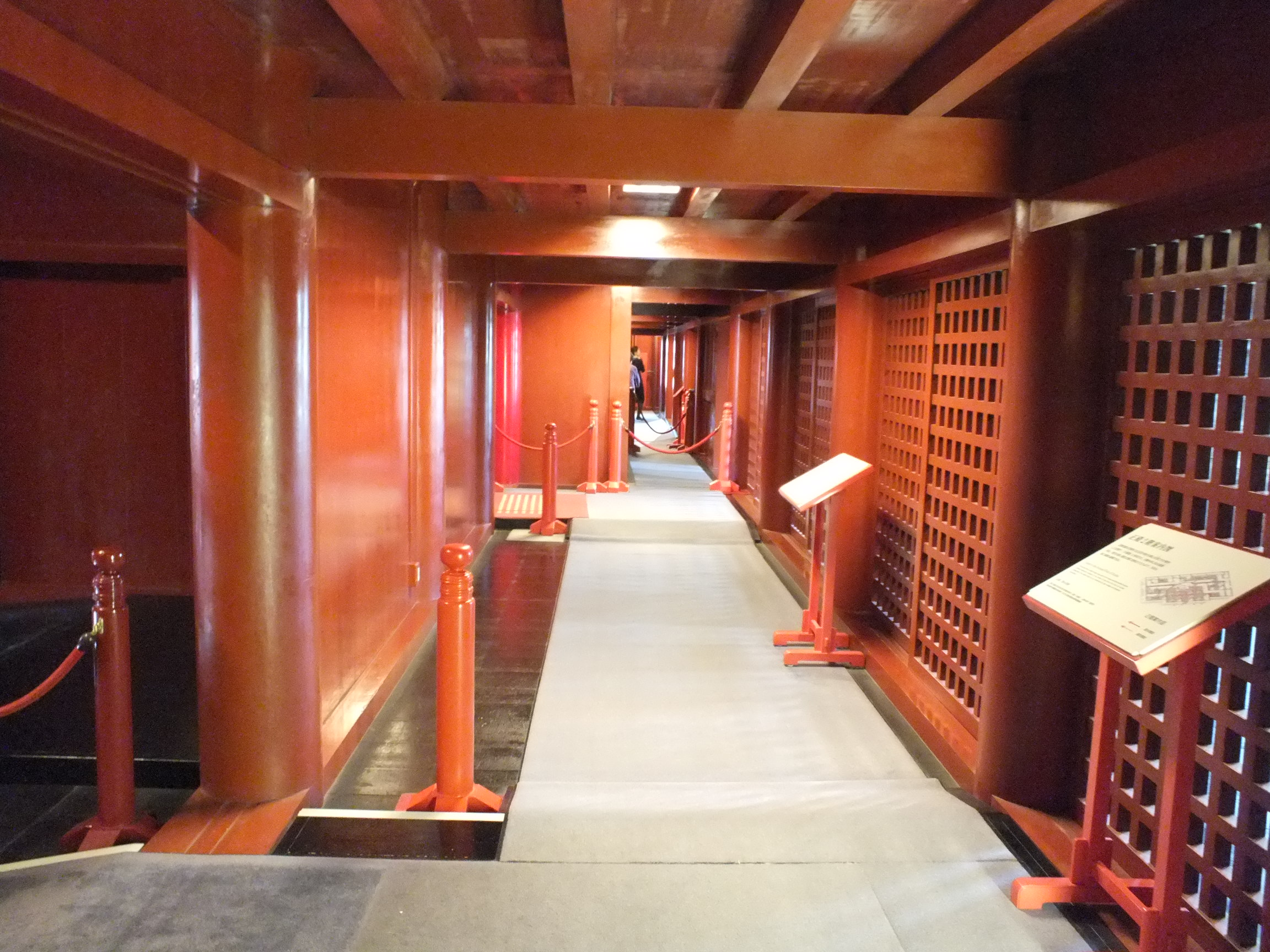
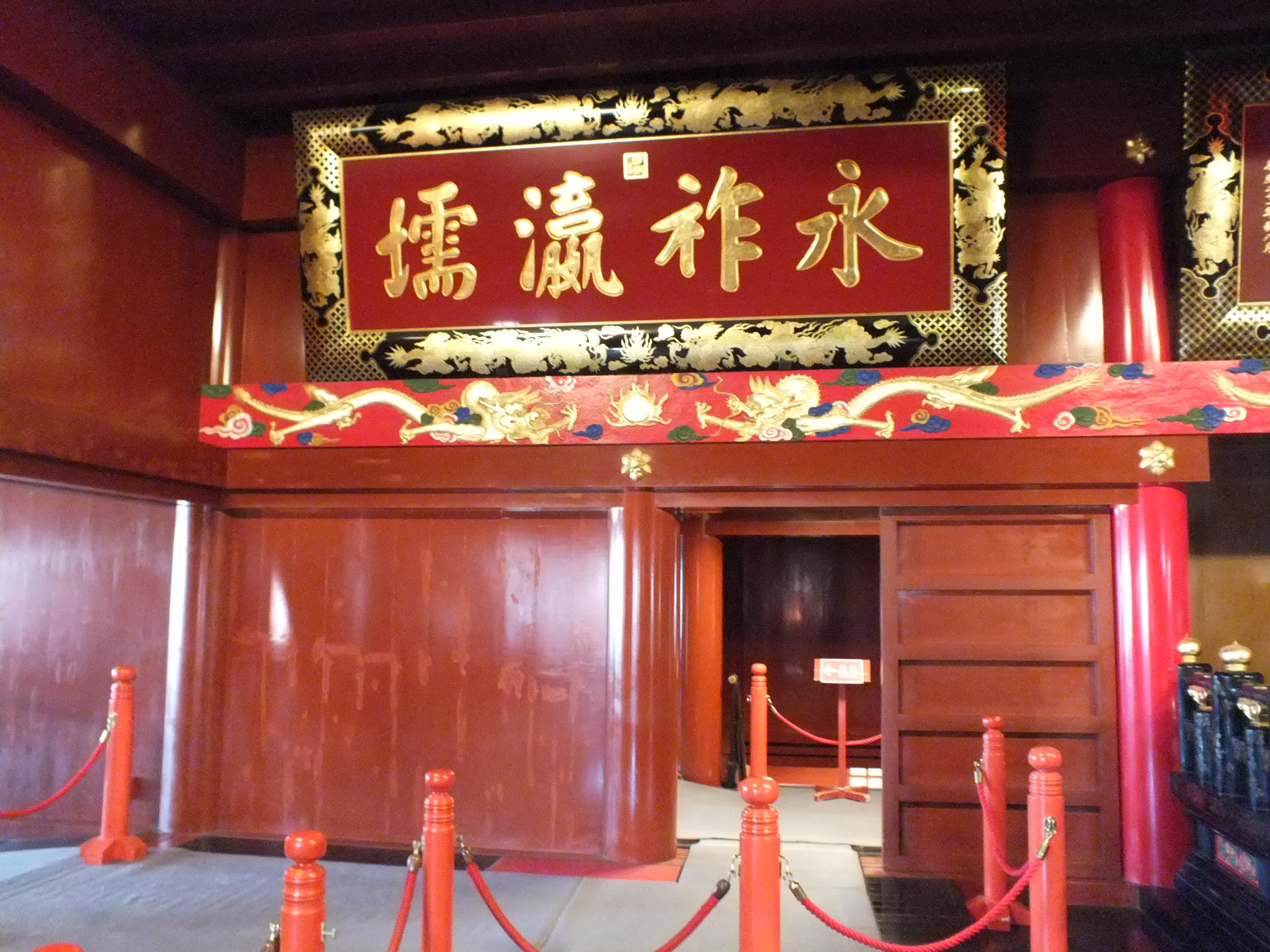
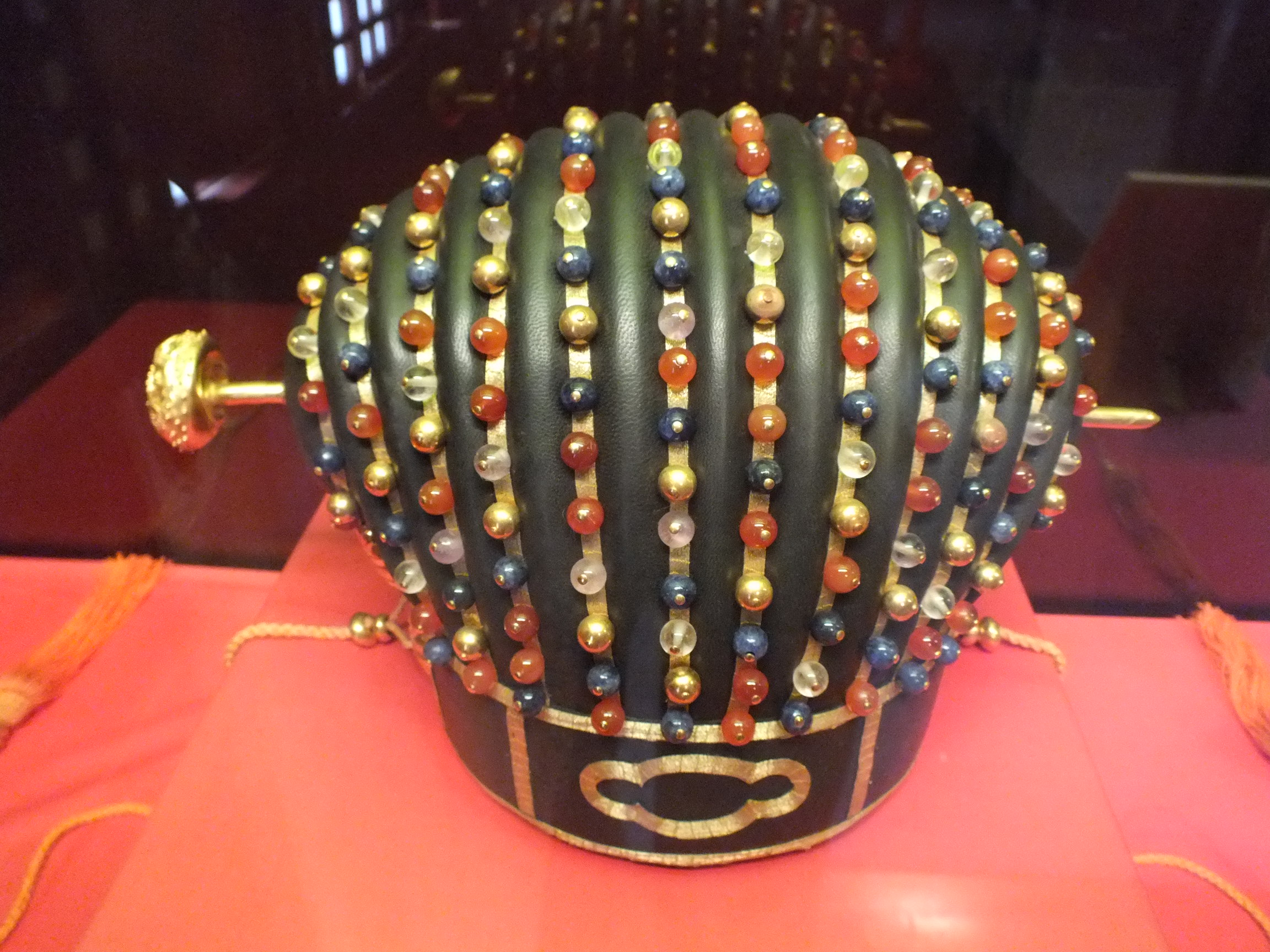
玉冠・皮弁冠（レプリカ）[注釈 3]
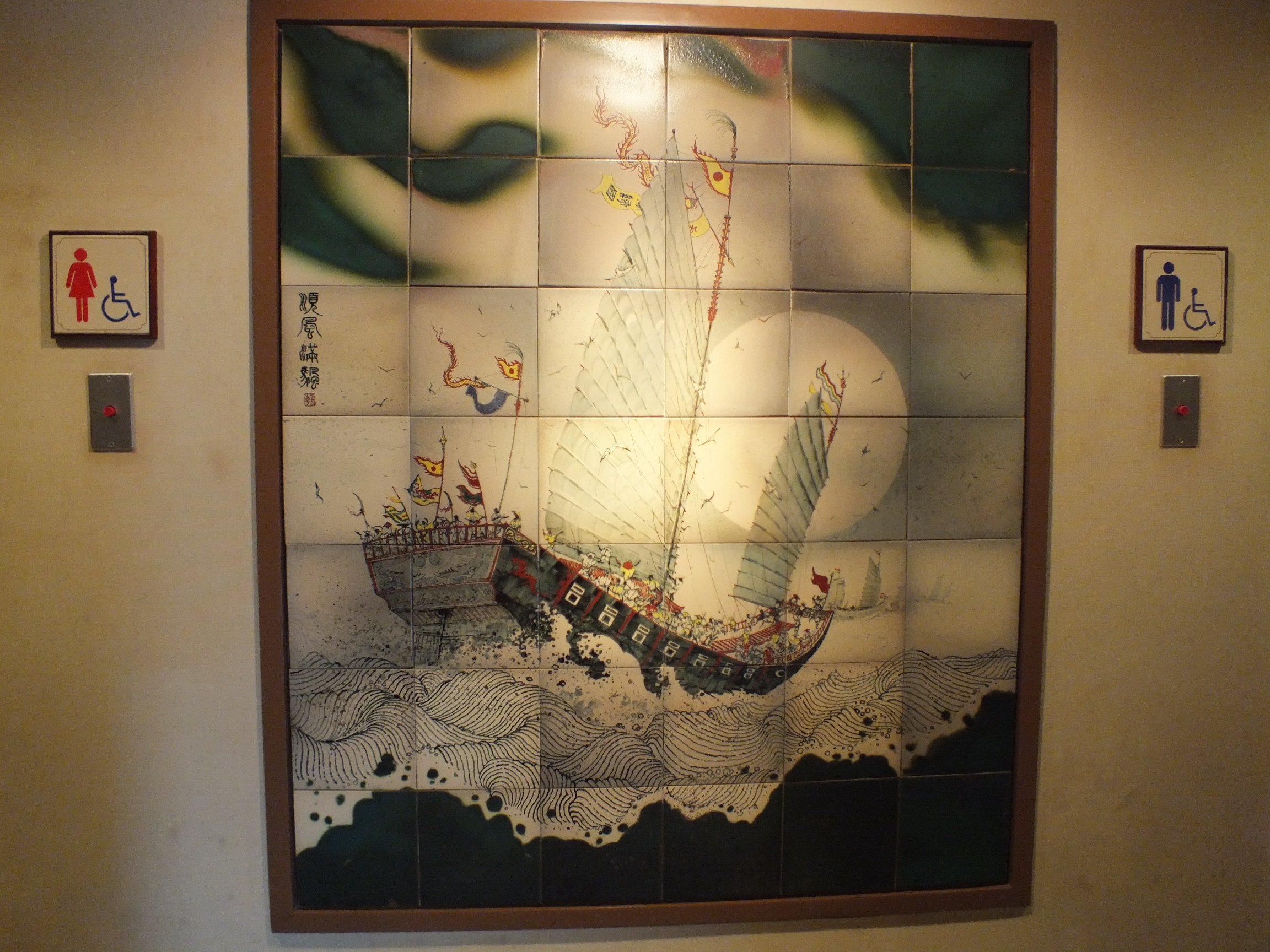
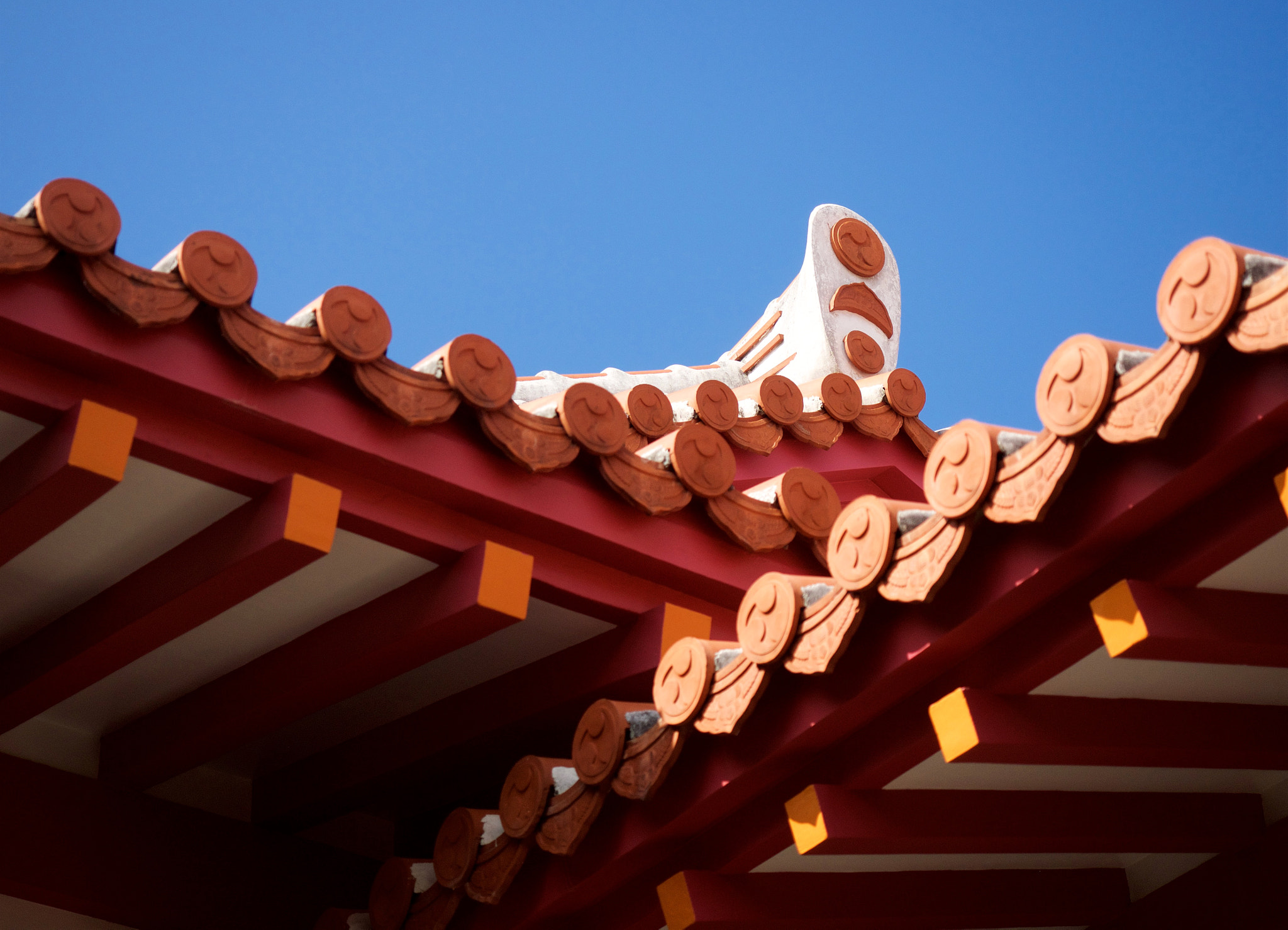
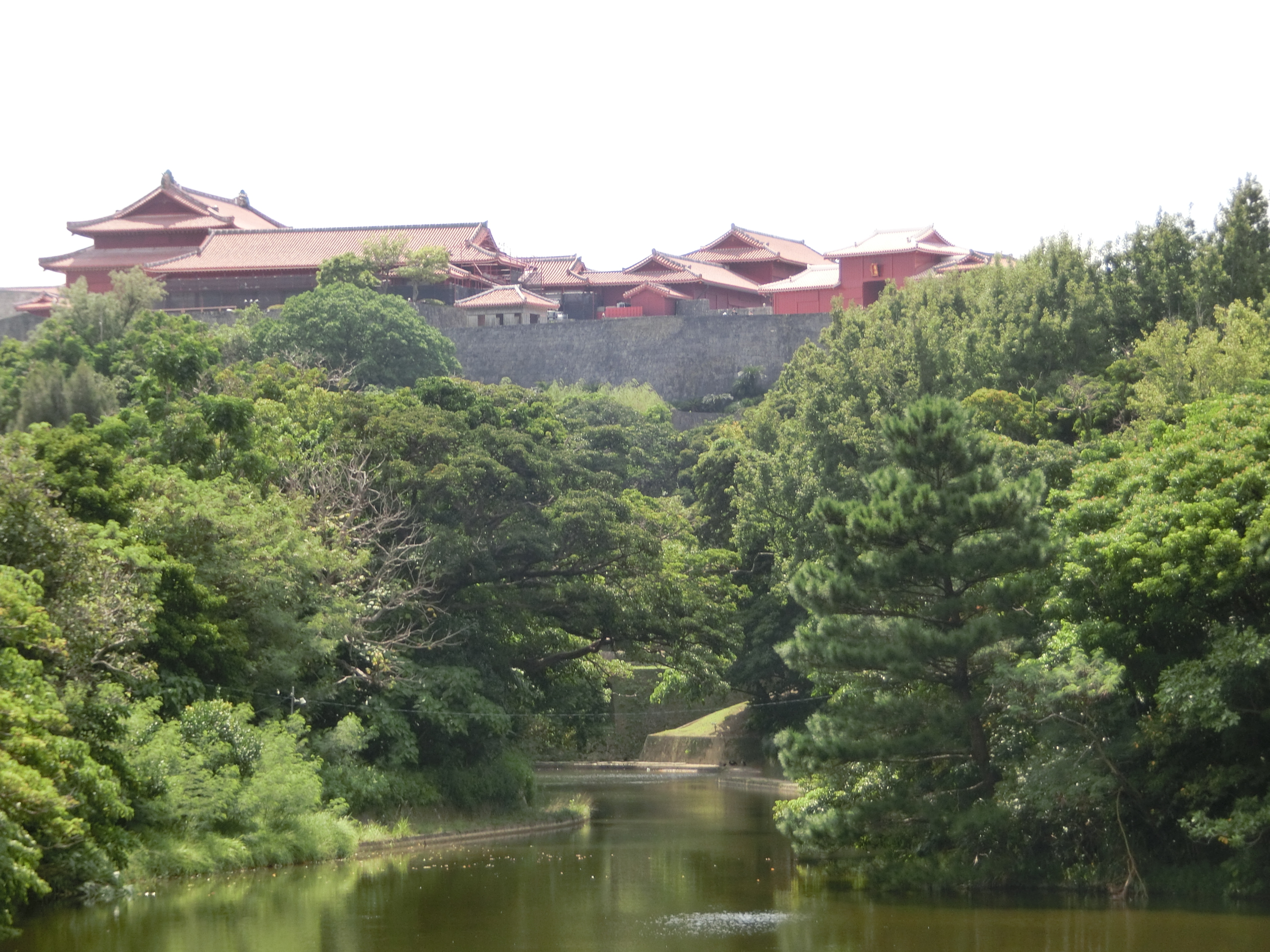
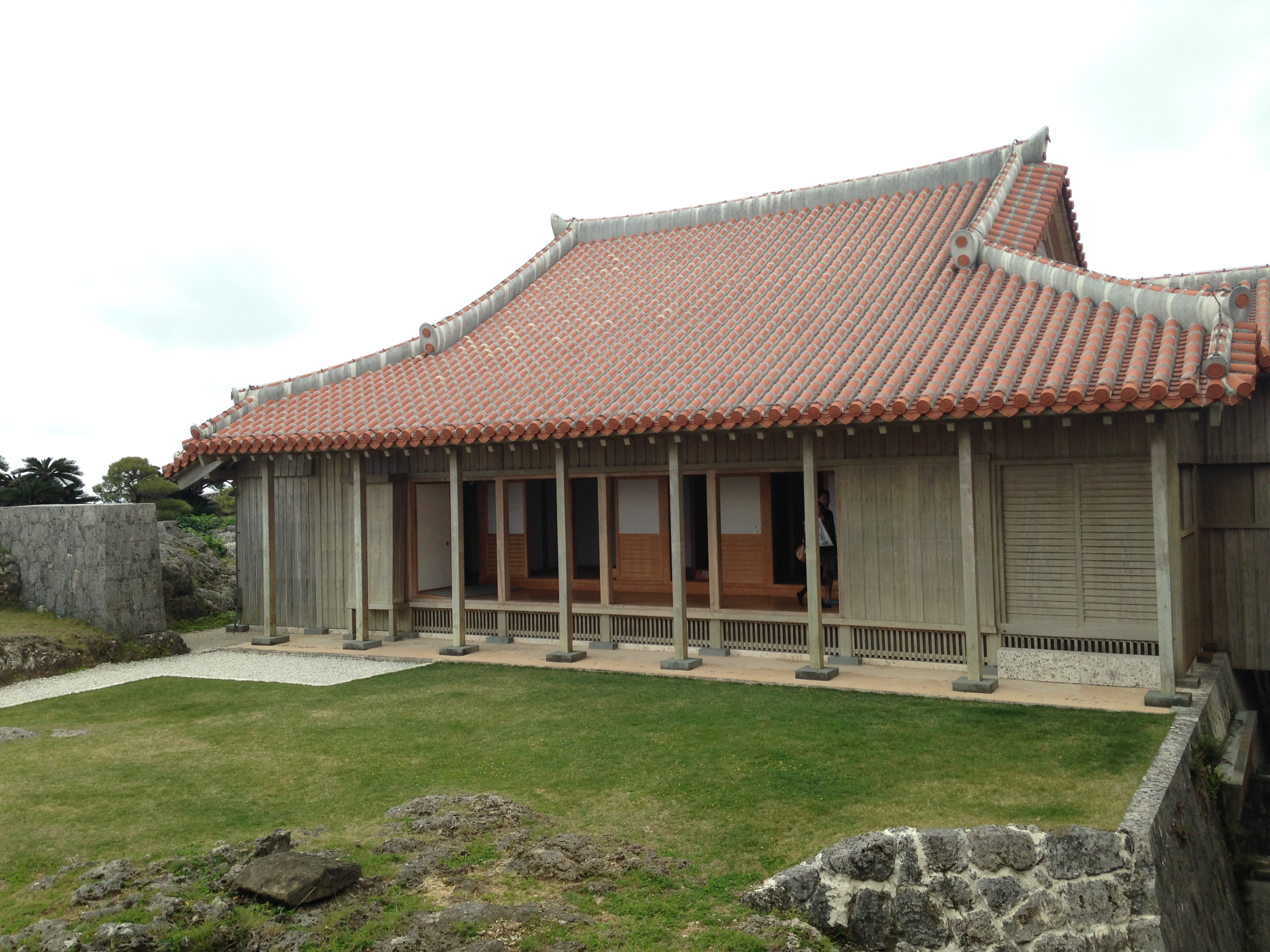
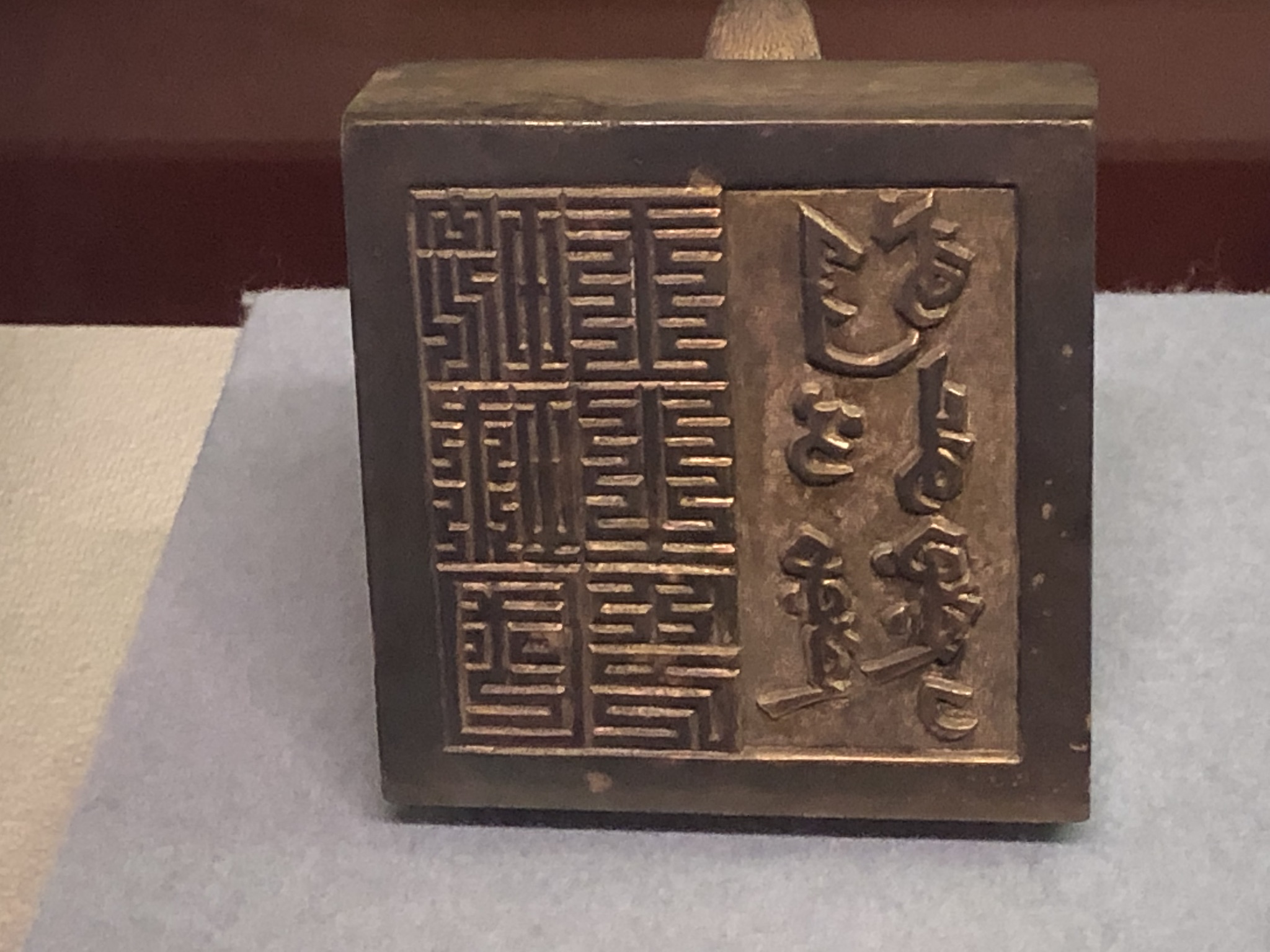
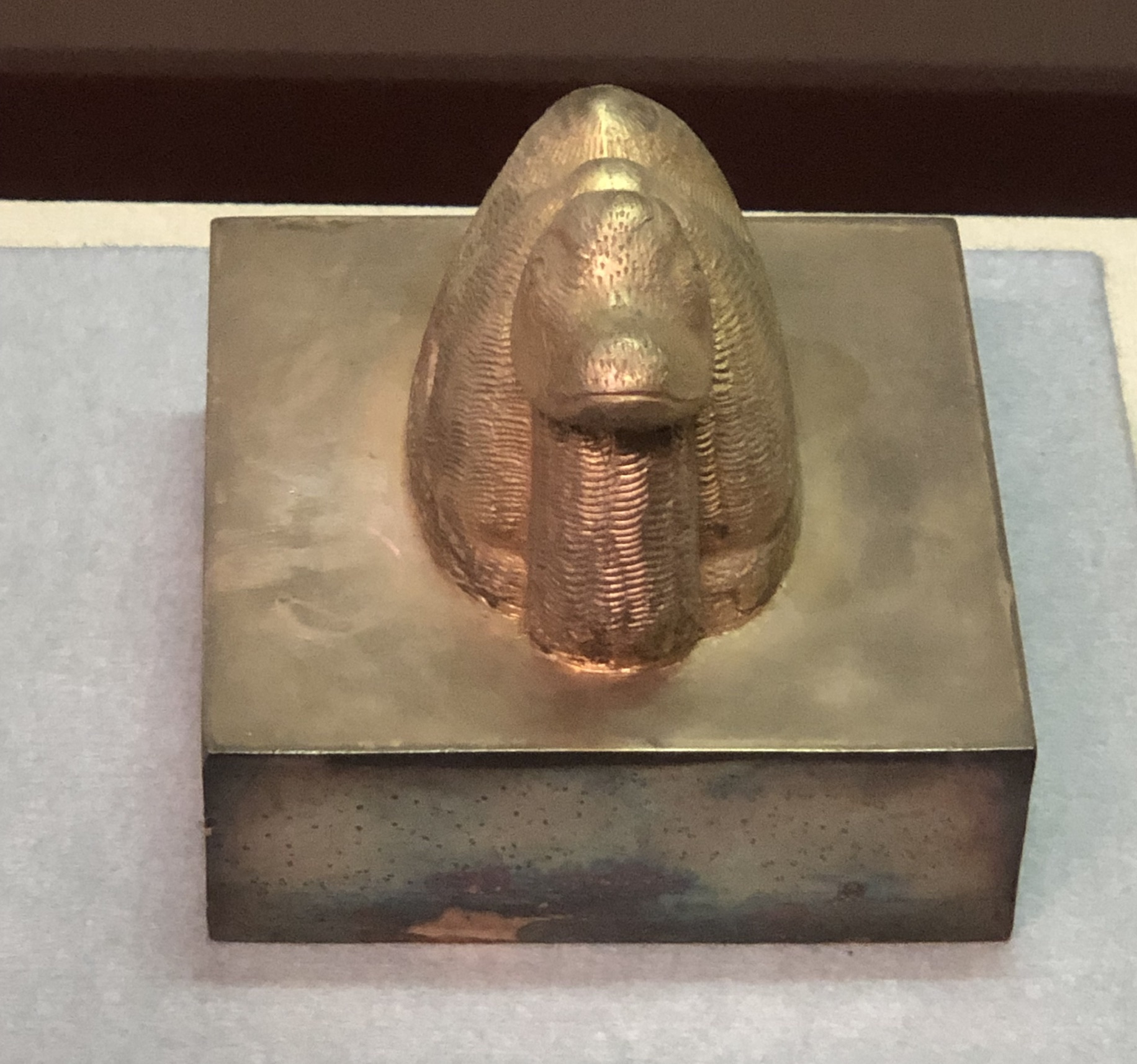
琉球国王之印（レプリカ）
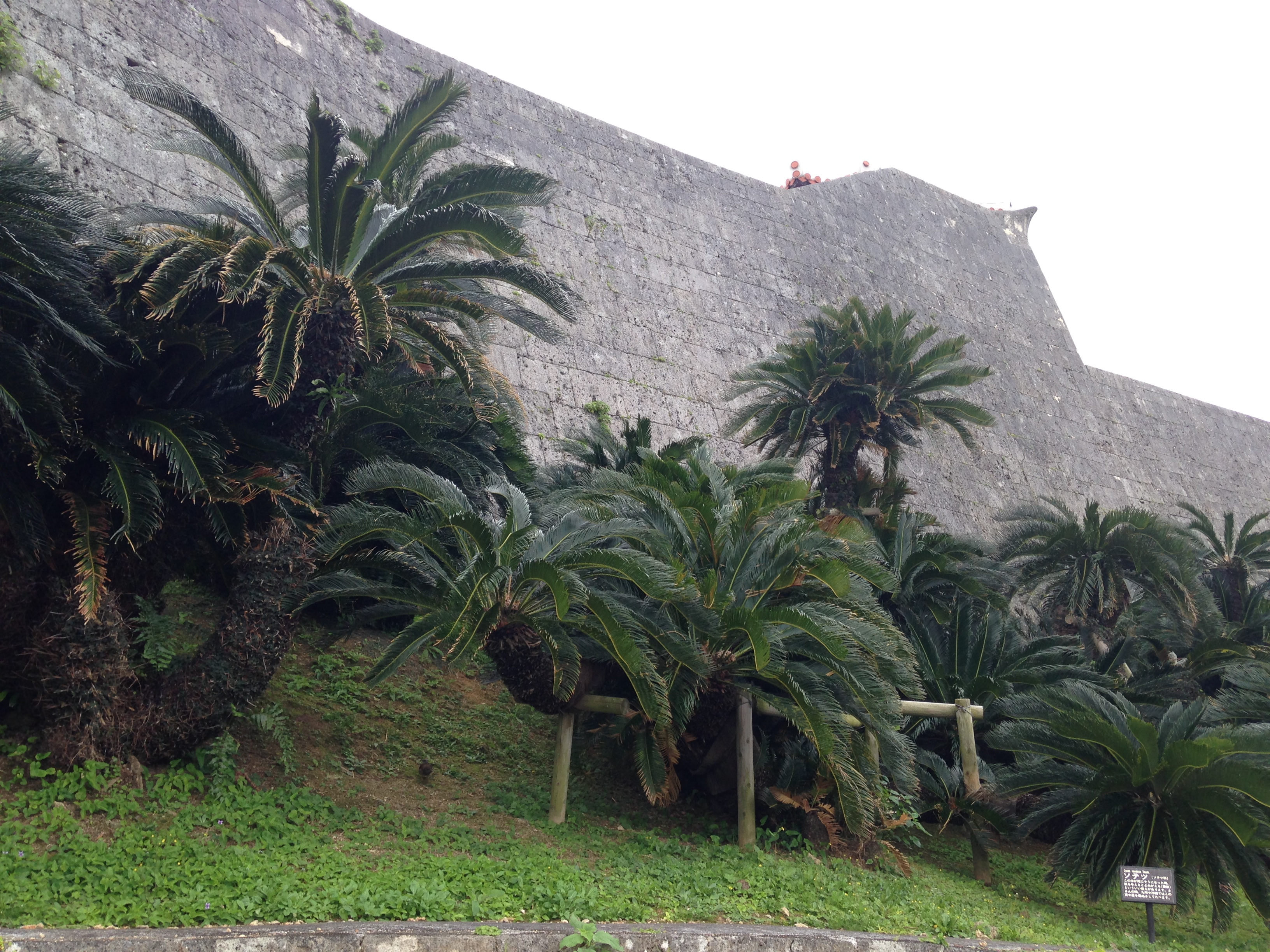
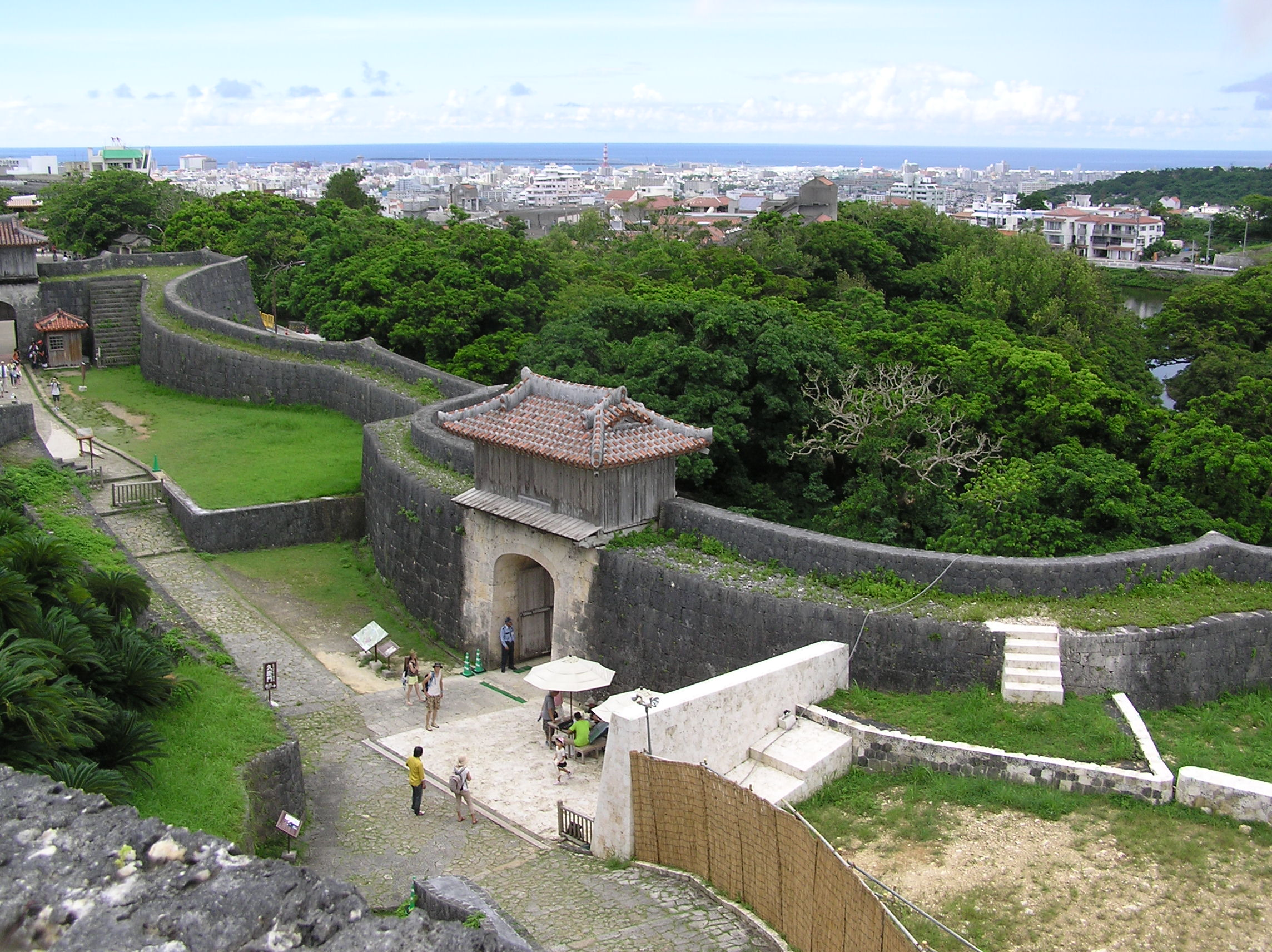
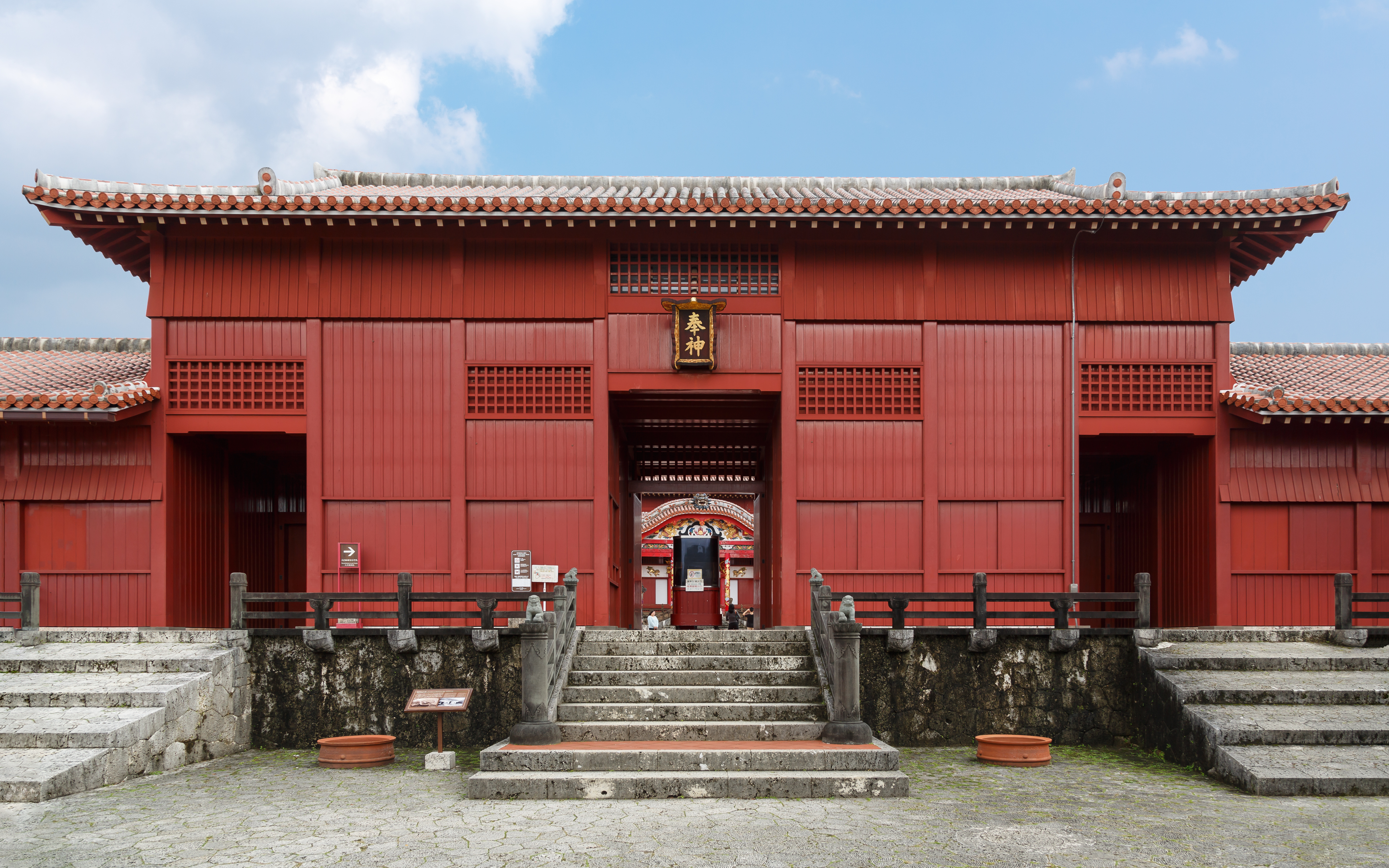
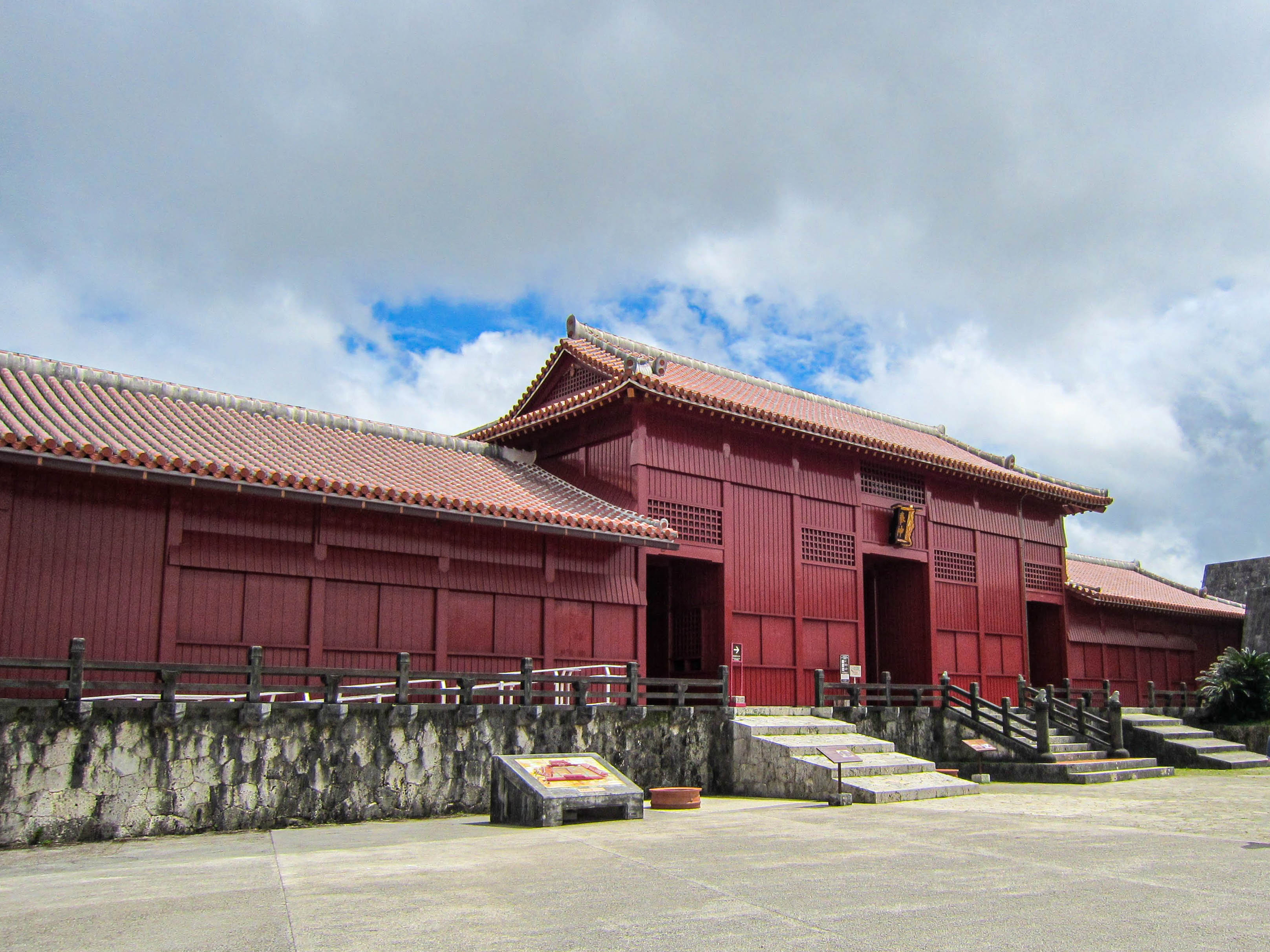
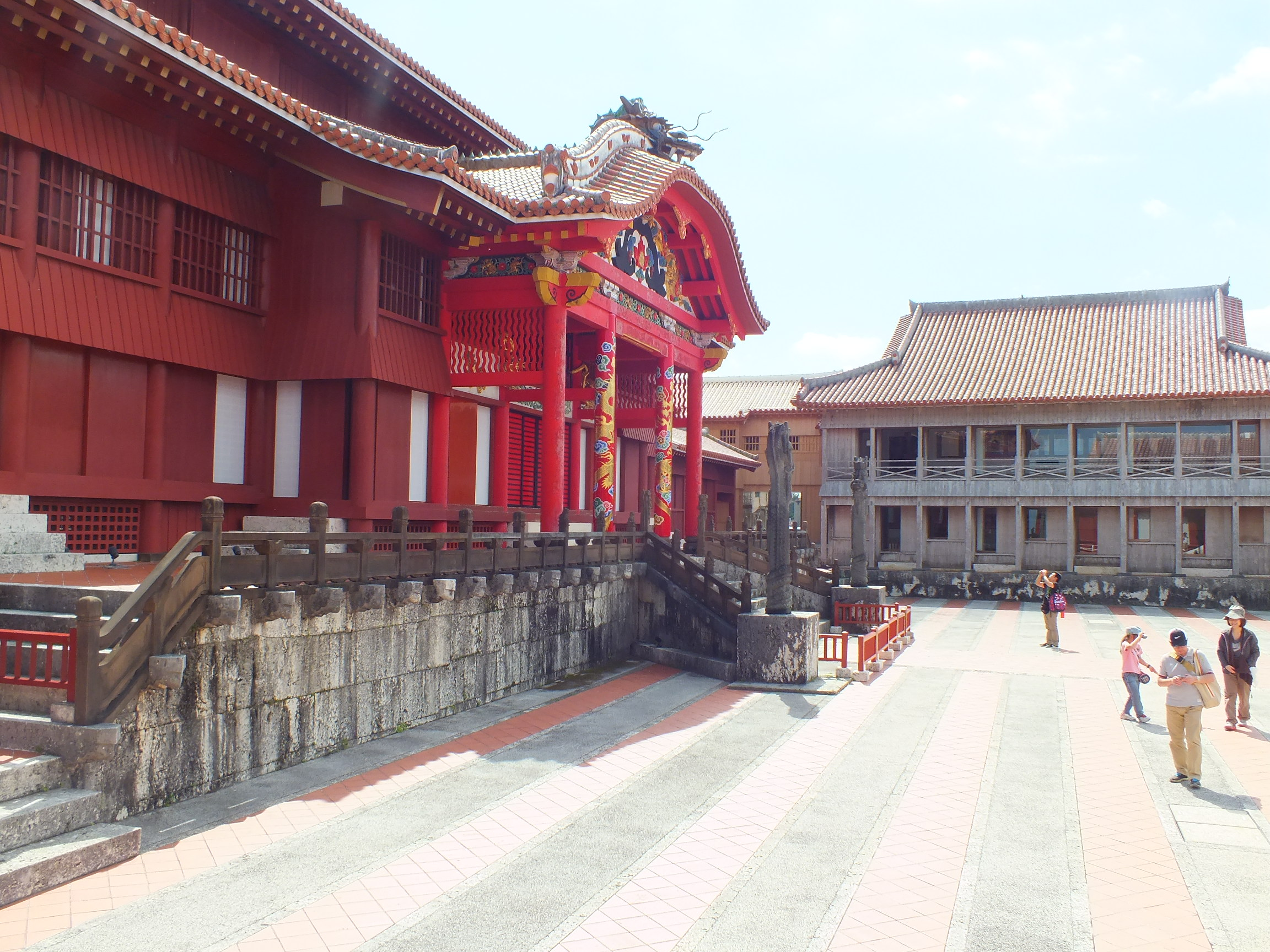
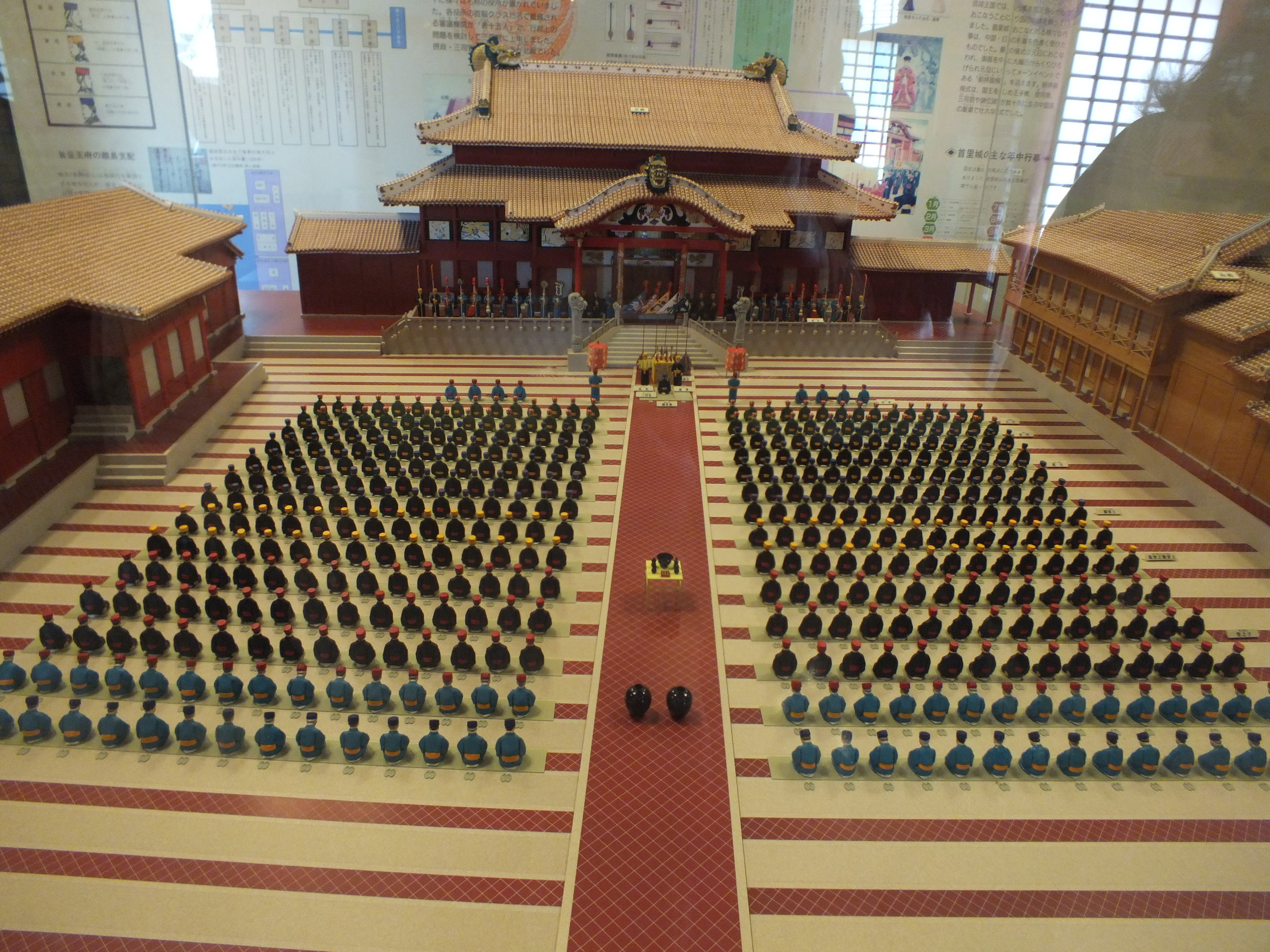
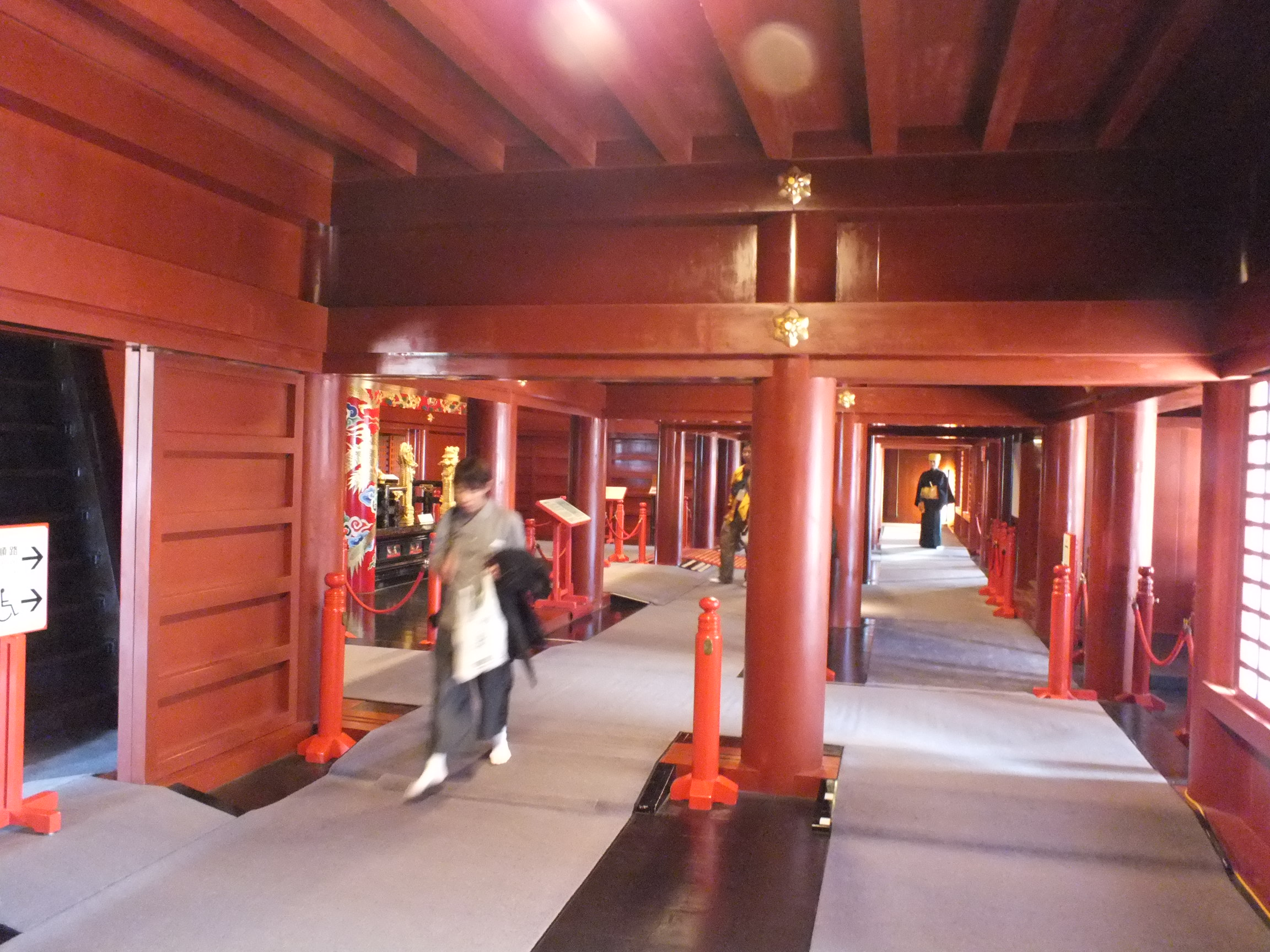
漆塗りの城内
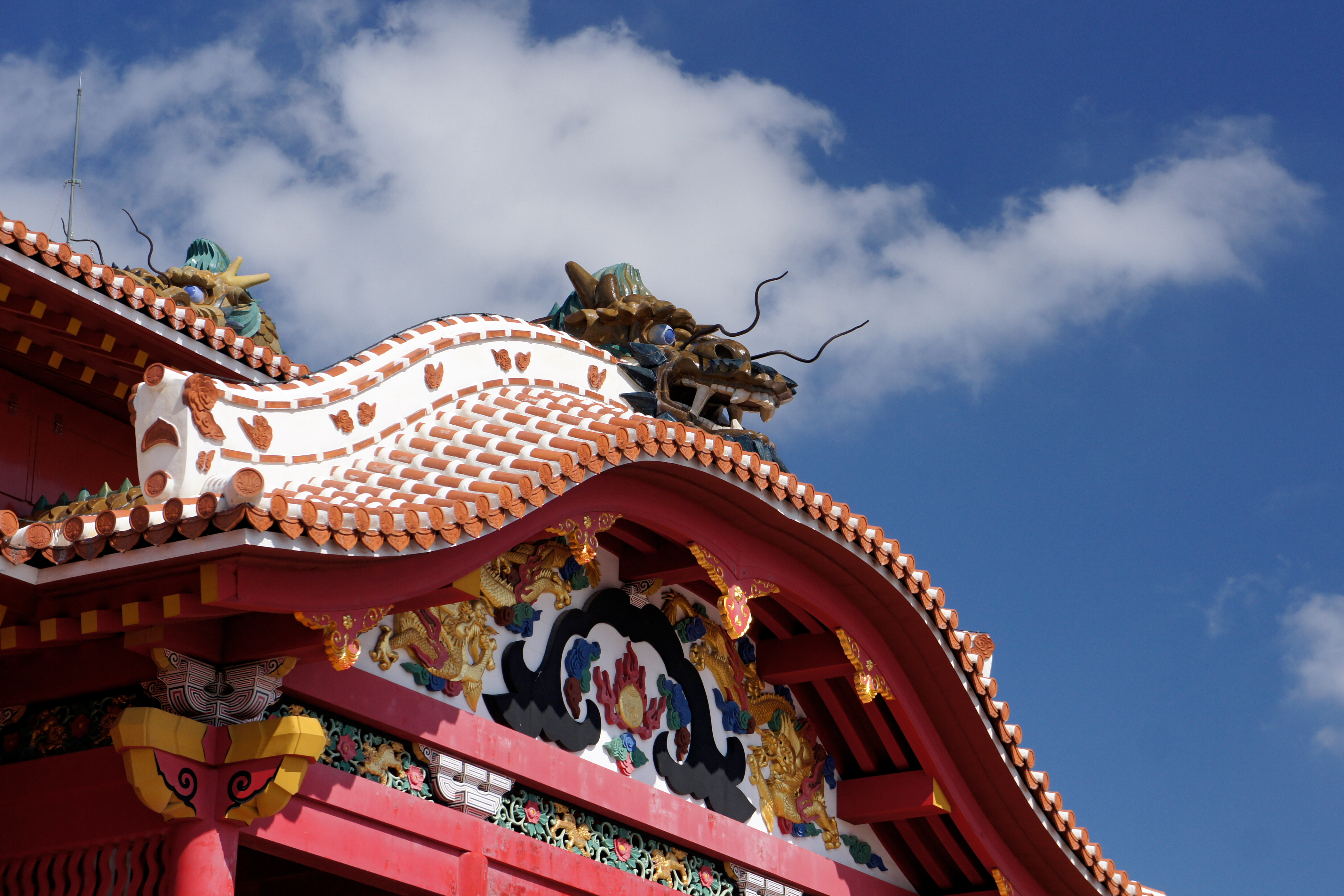
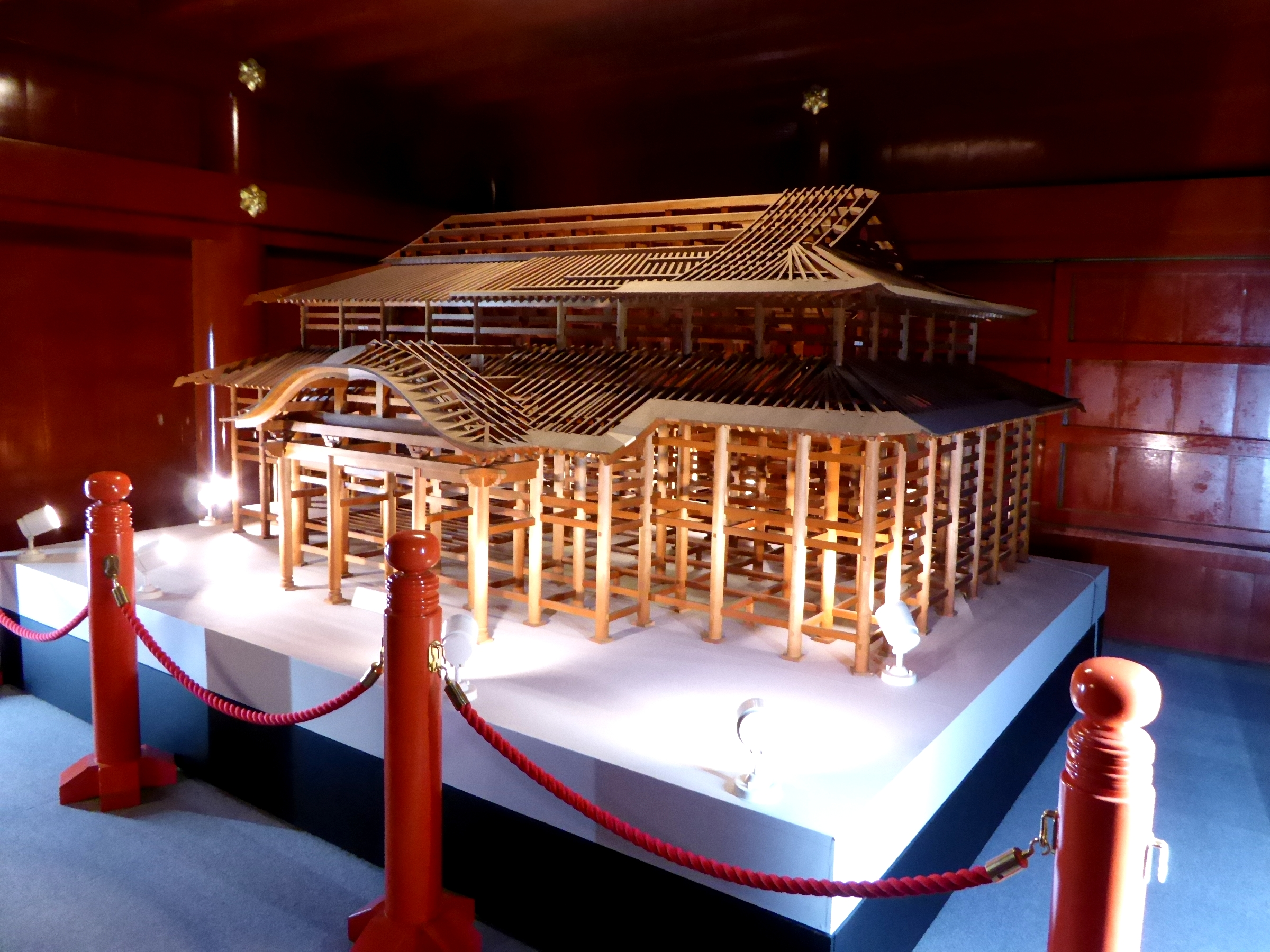
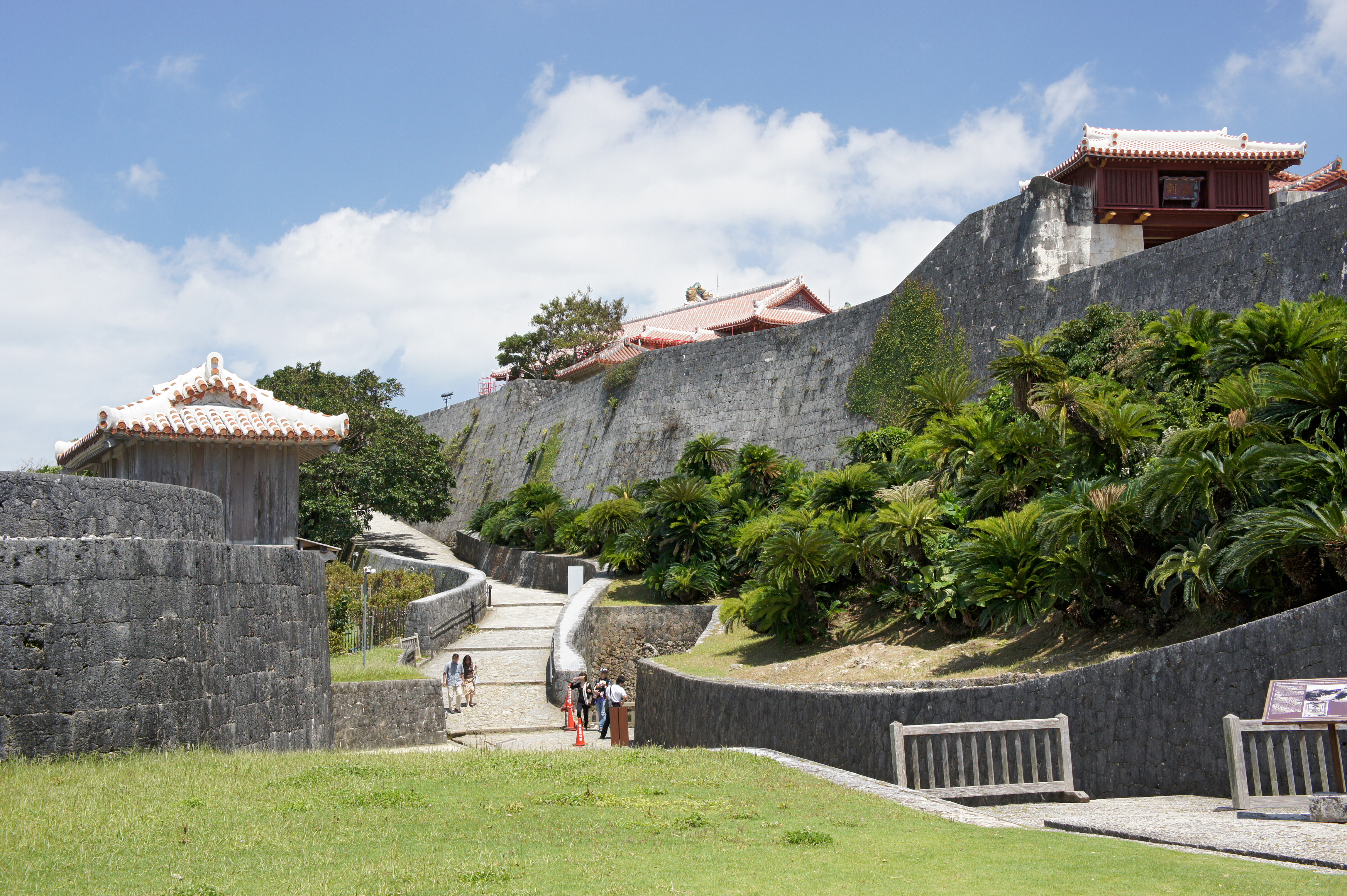
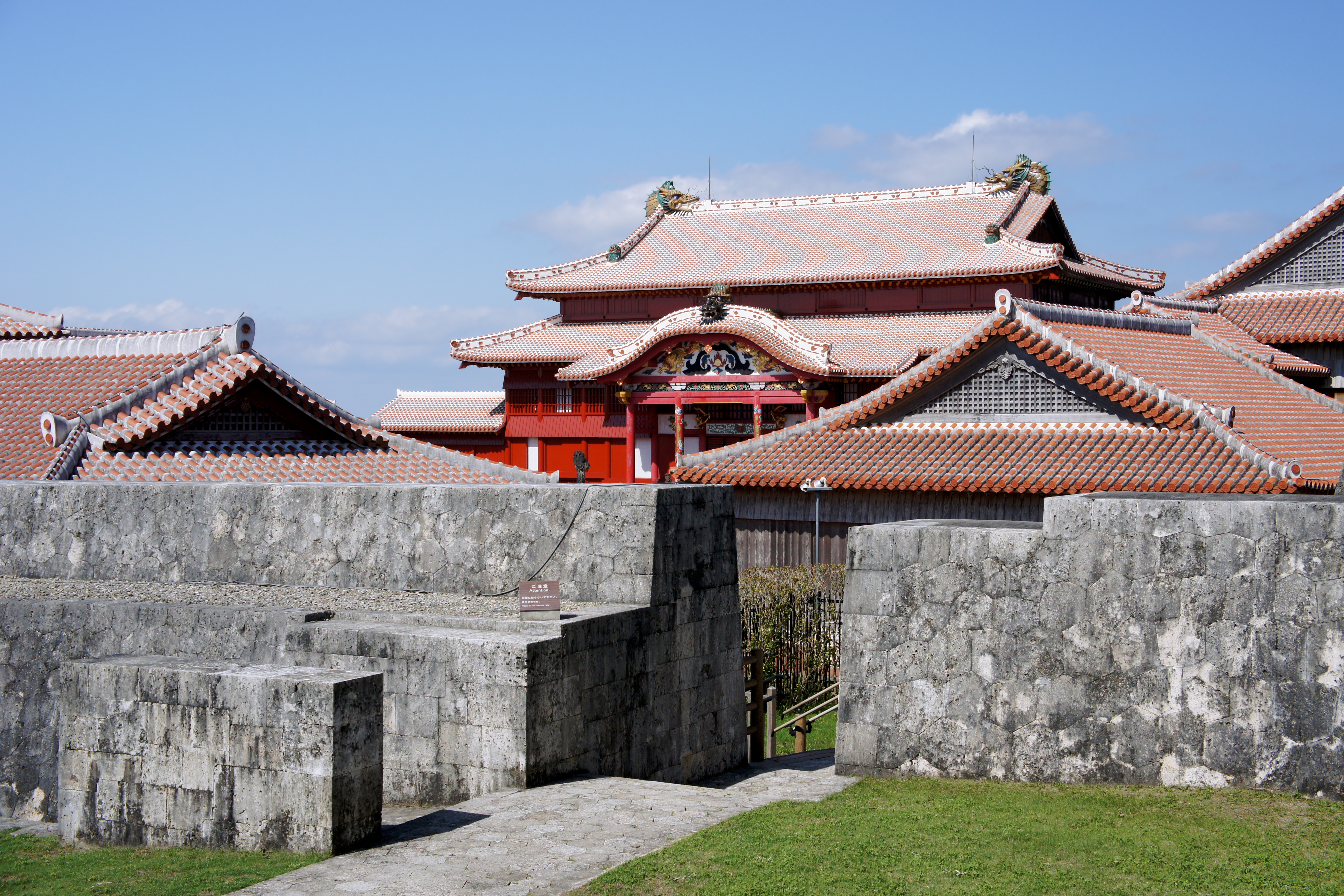
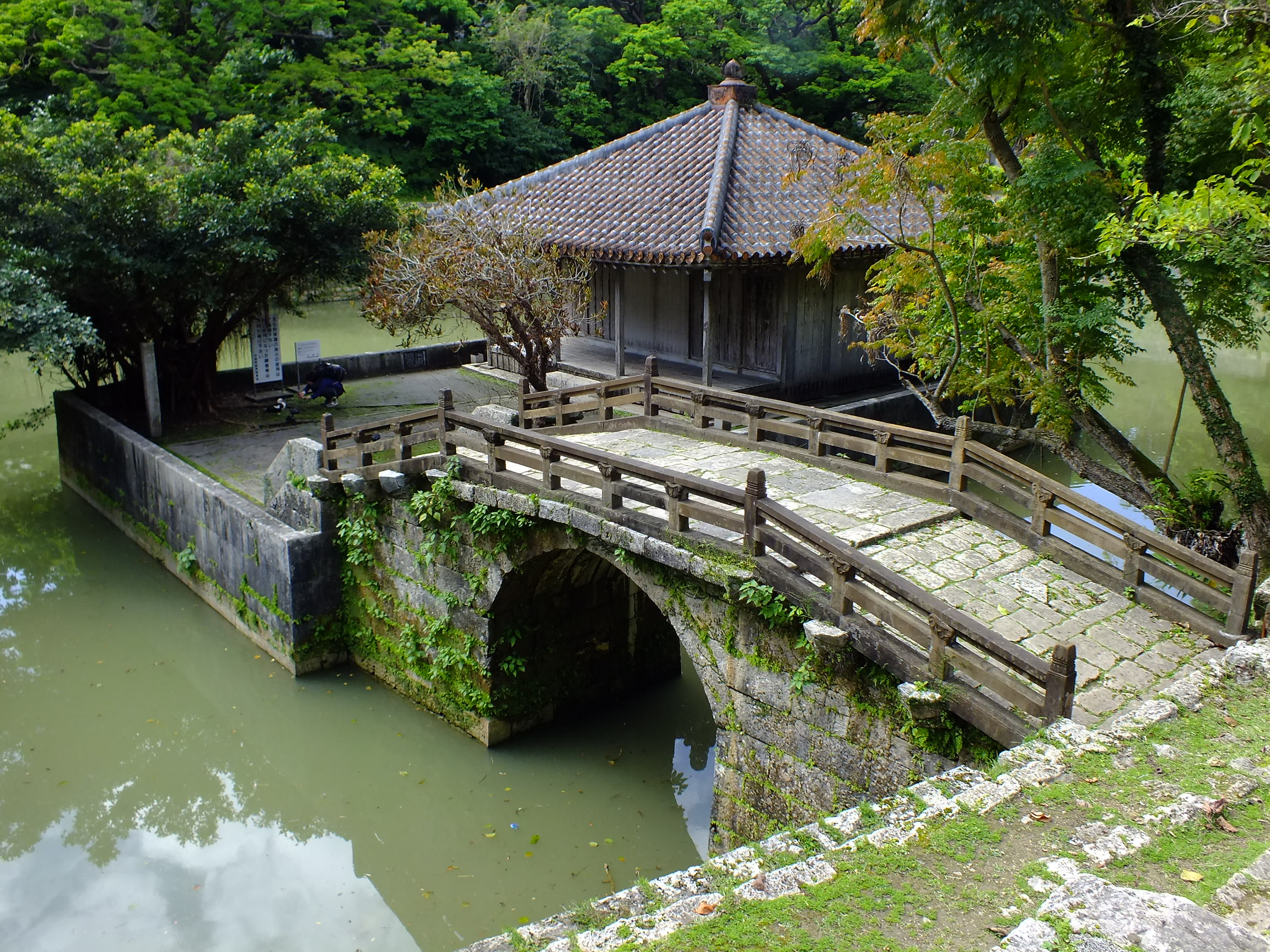
弁財天堂
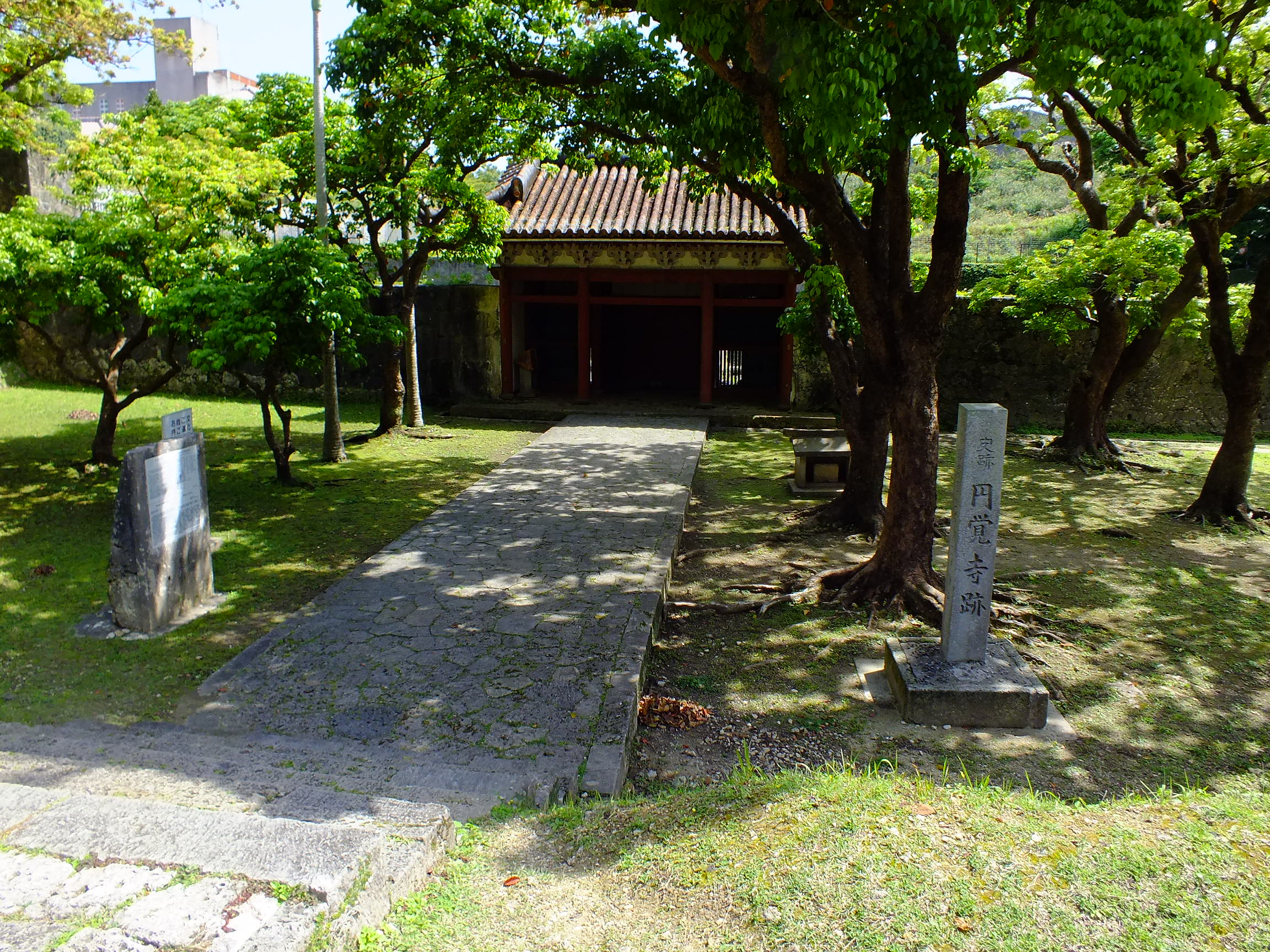
円覚寺跡
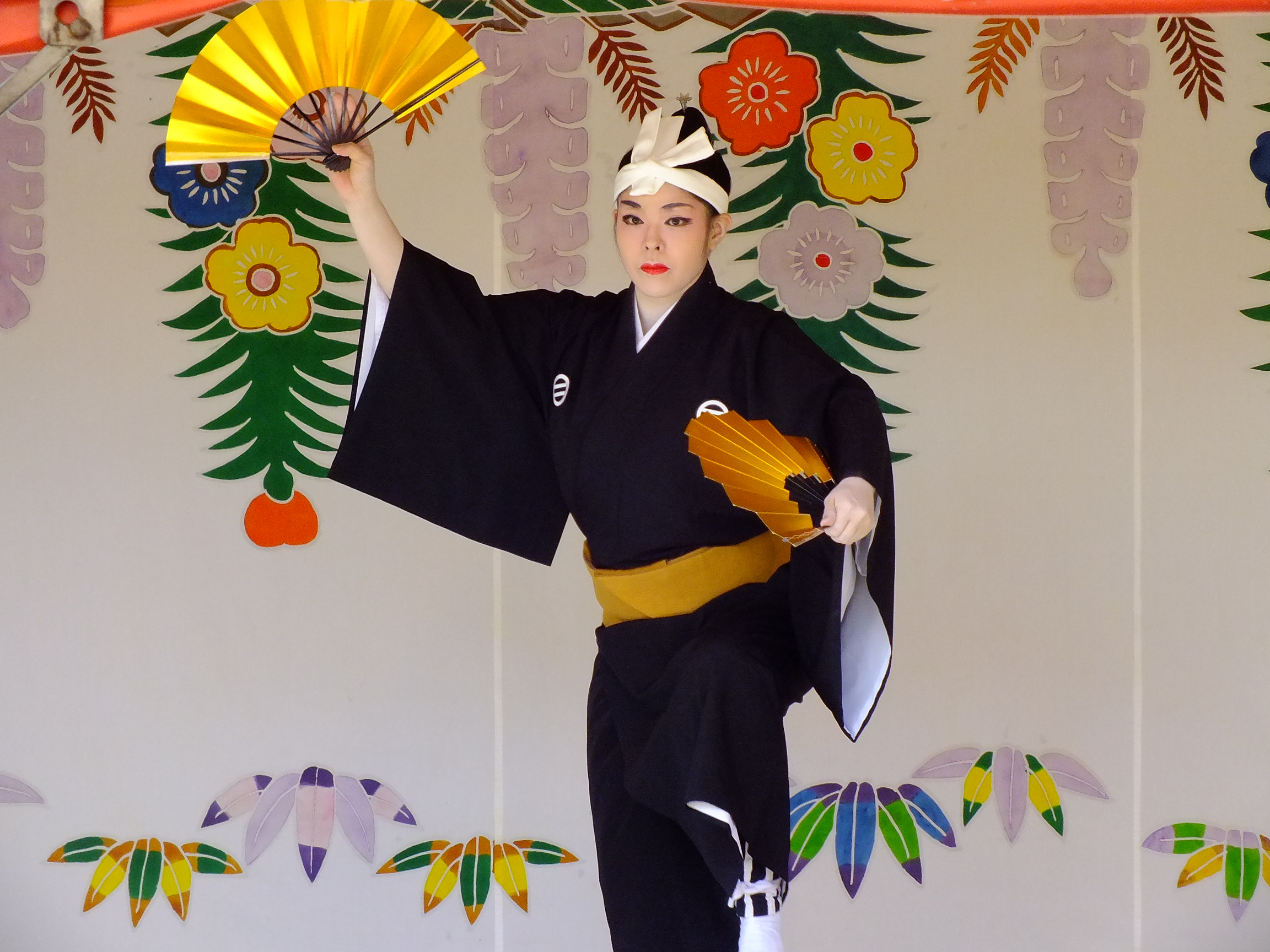
場内で催される伝統舞踊

## イベント
- 首里城祭 - 10月下旬
- 首里文化祭 - 11月3日

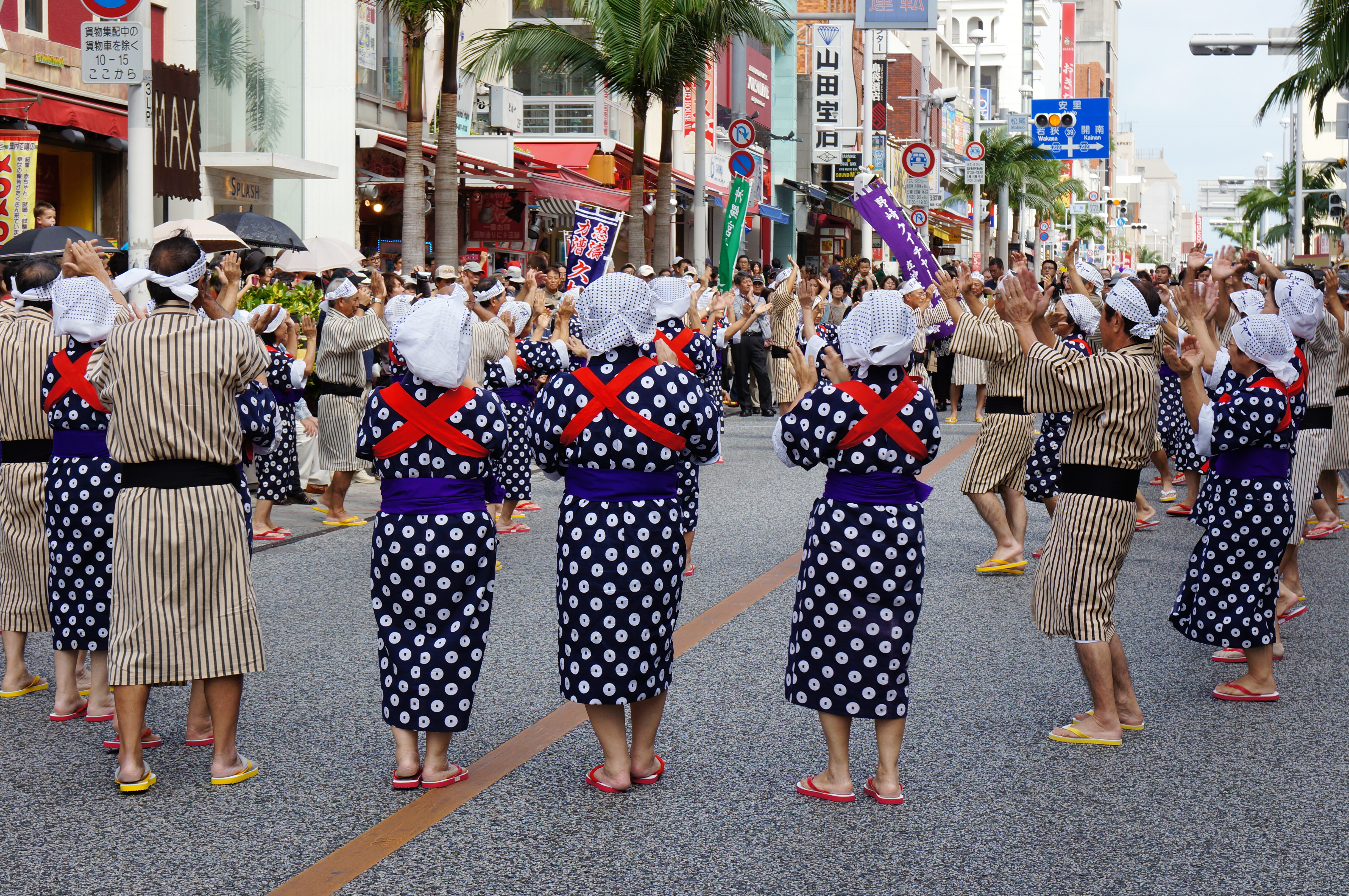
首里城祭
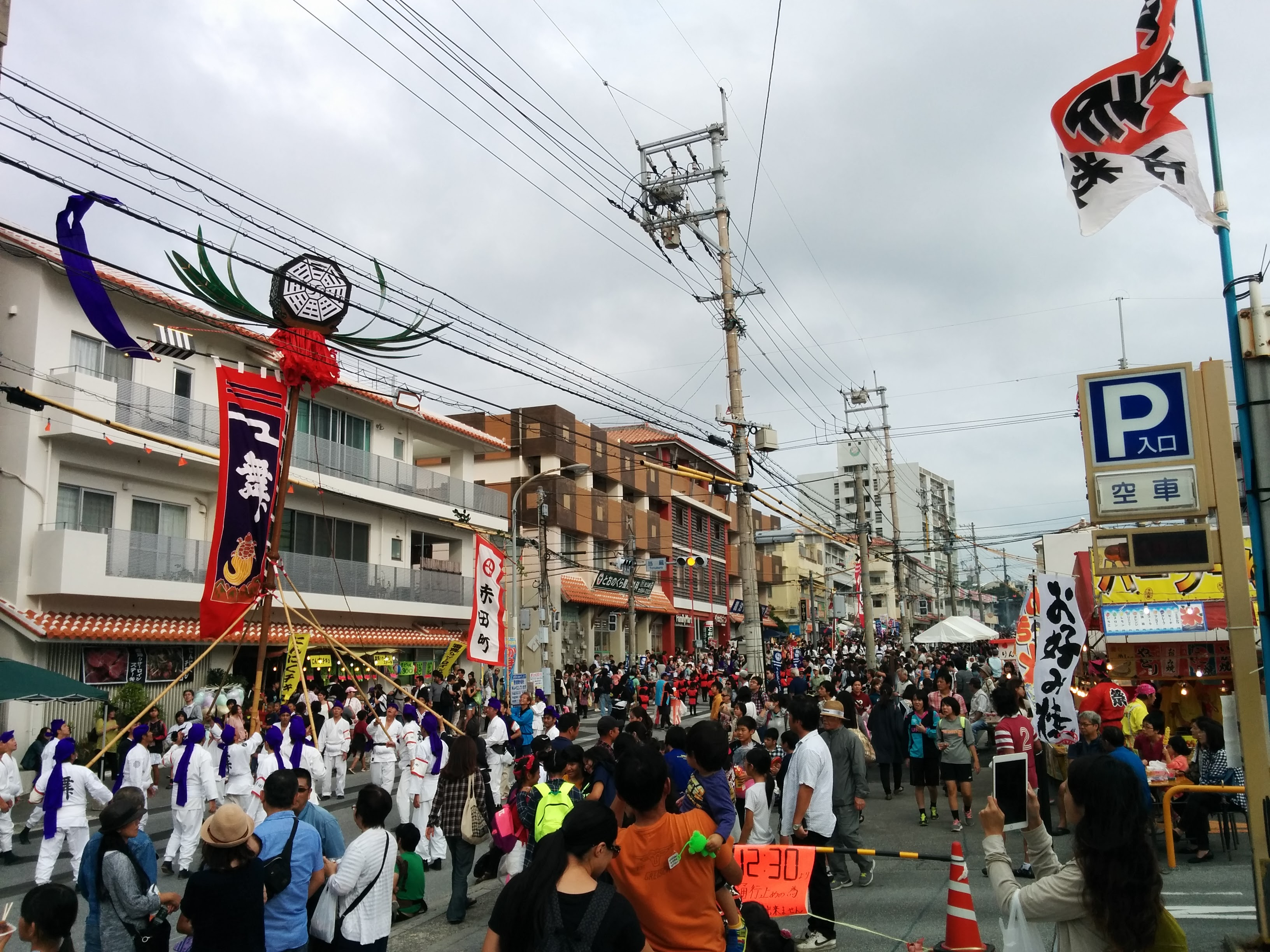
首里文化祭

## 交通

### 鉄道
沖縄都市モノレール線（ゆいレール）首里駅より、徒歩（約15分）または路線バス（約3分）。いずれも首里城下の街並みを見ながら現地に至る。
上記のほか、同儀保駅も比較的近隣にあり、徒歩（約10数分）で至ることが可能である。

### 路線バス
最寄りのバス停は「首里城前」である。「7番・首里城下町（久茂地）線」（那覇バス市内線）、「8番・首里城下町線」(那覇バス市内線）が経由している。
なお、最寄りバス停ではないが、下記のバス停も比較的近隣にある。
- 「首里城公園入口」バス停
  - 1番・首里牧志線 （那覇バス市内線）
  - 7番・首里城下町（久茂地）線（那覇バス市内線）
  - 8番・首里城下町線 （那覇バス市内線）
  - 14番・牧志開南循環線（那覇バス市内線）
  - 17番・石嶺（開南）線 （那覇バス市内線）
  - 346番・那覇西原（鳥堀）線 （那覇バス市外線）

## 2019年の火災

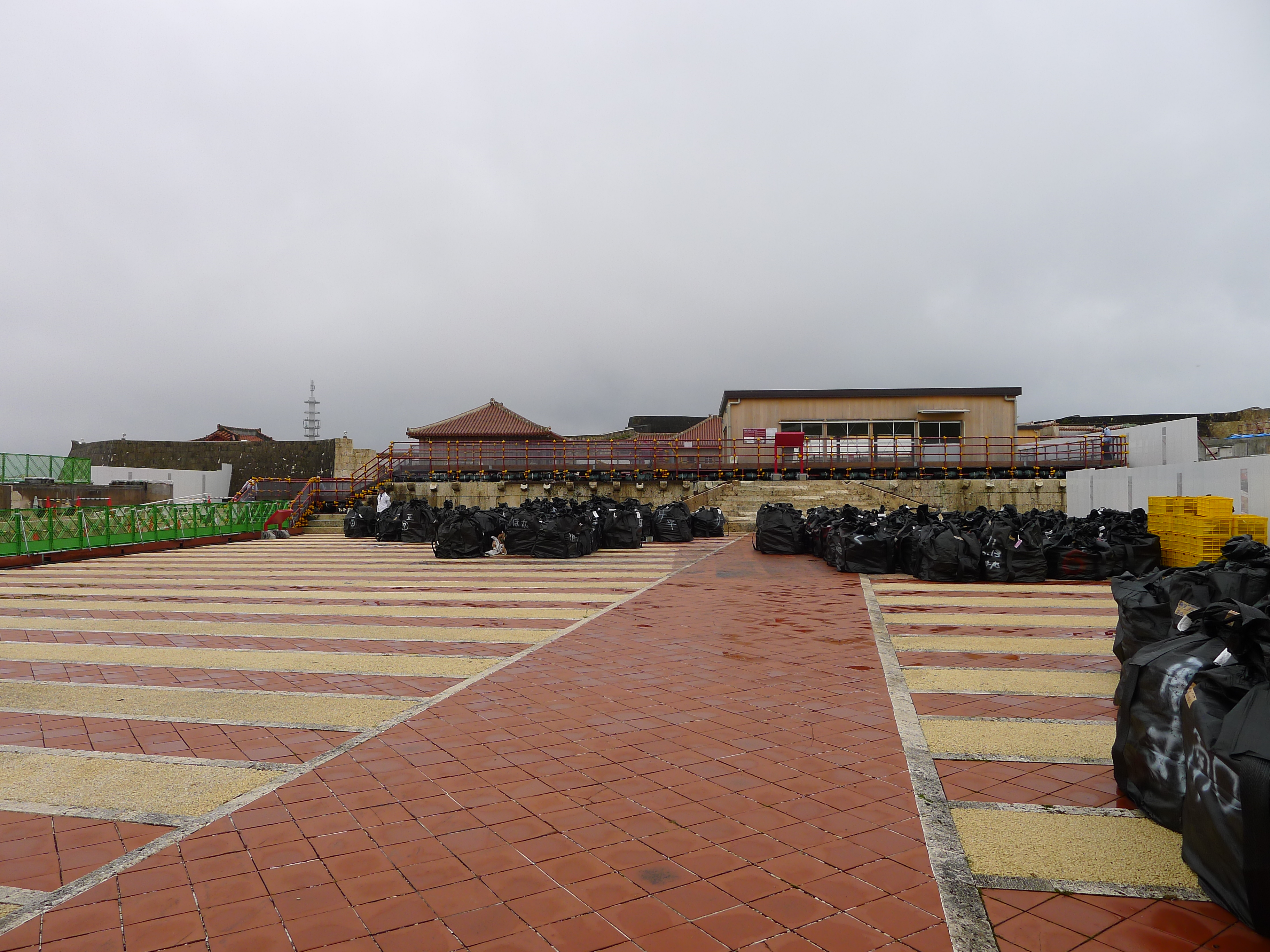

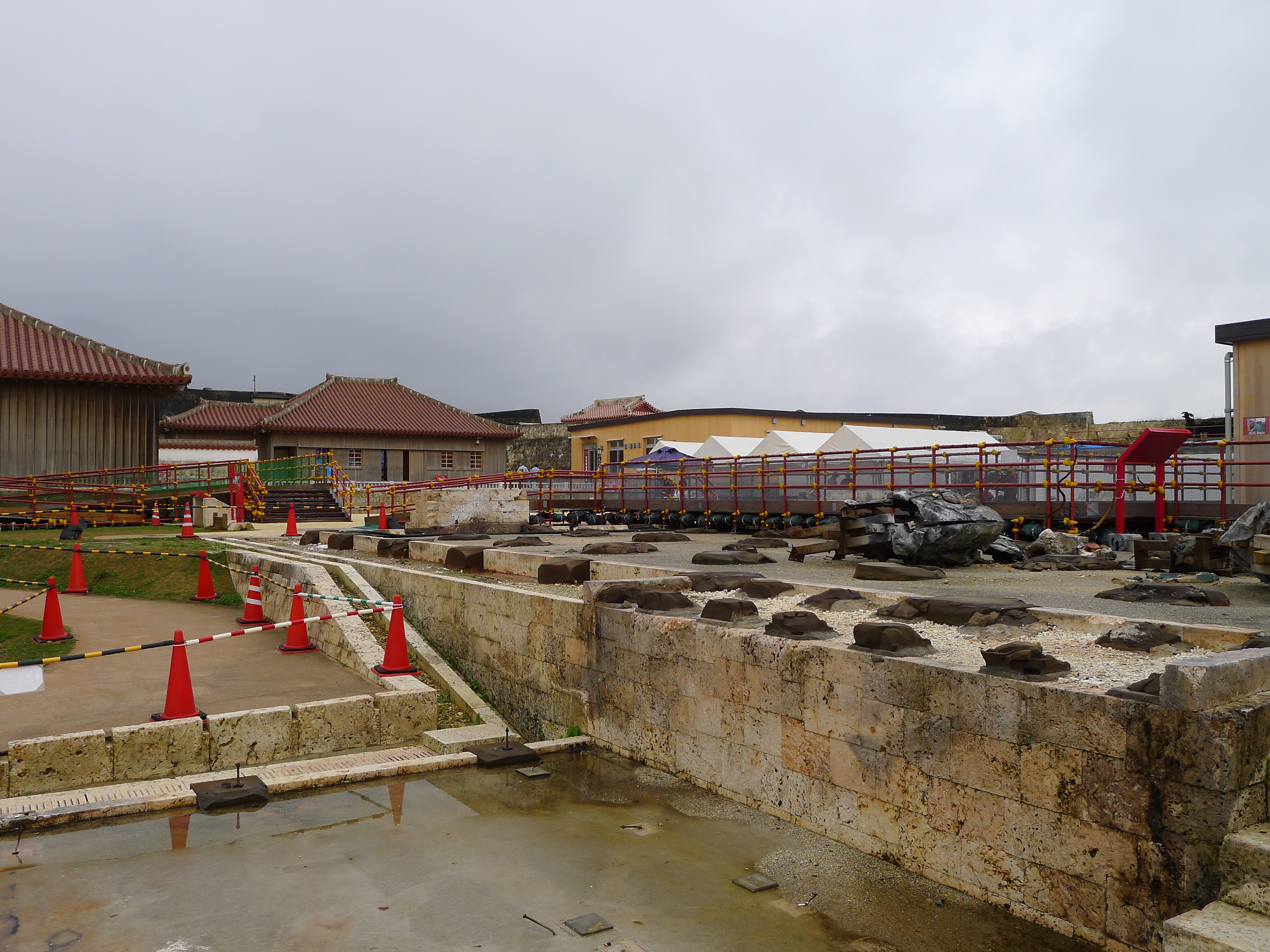

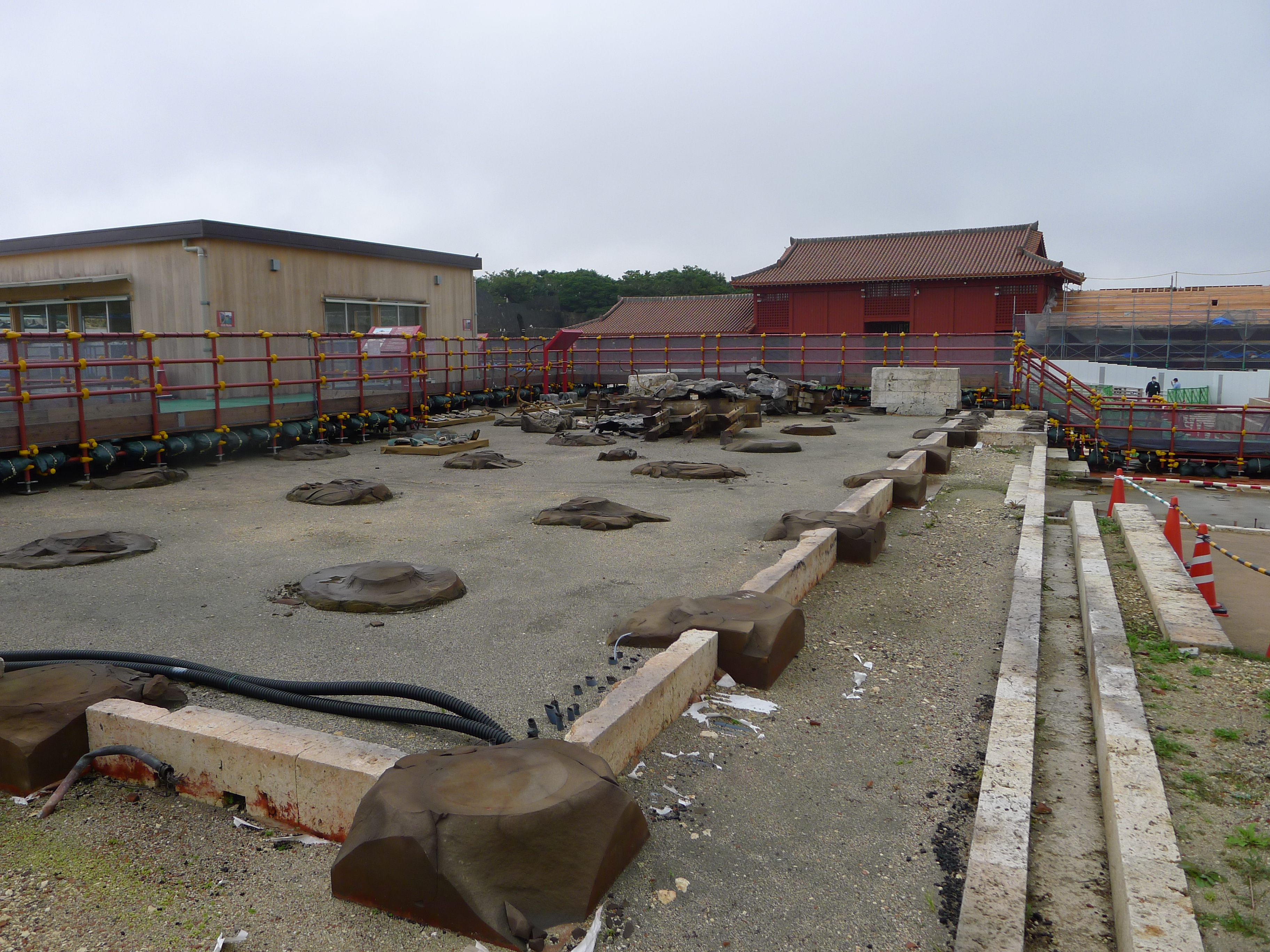

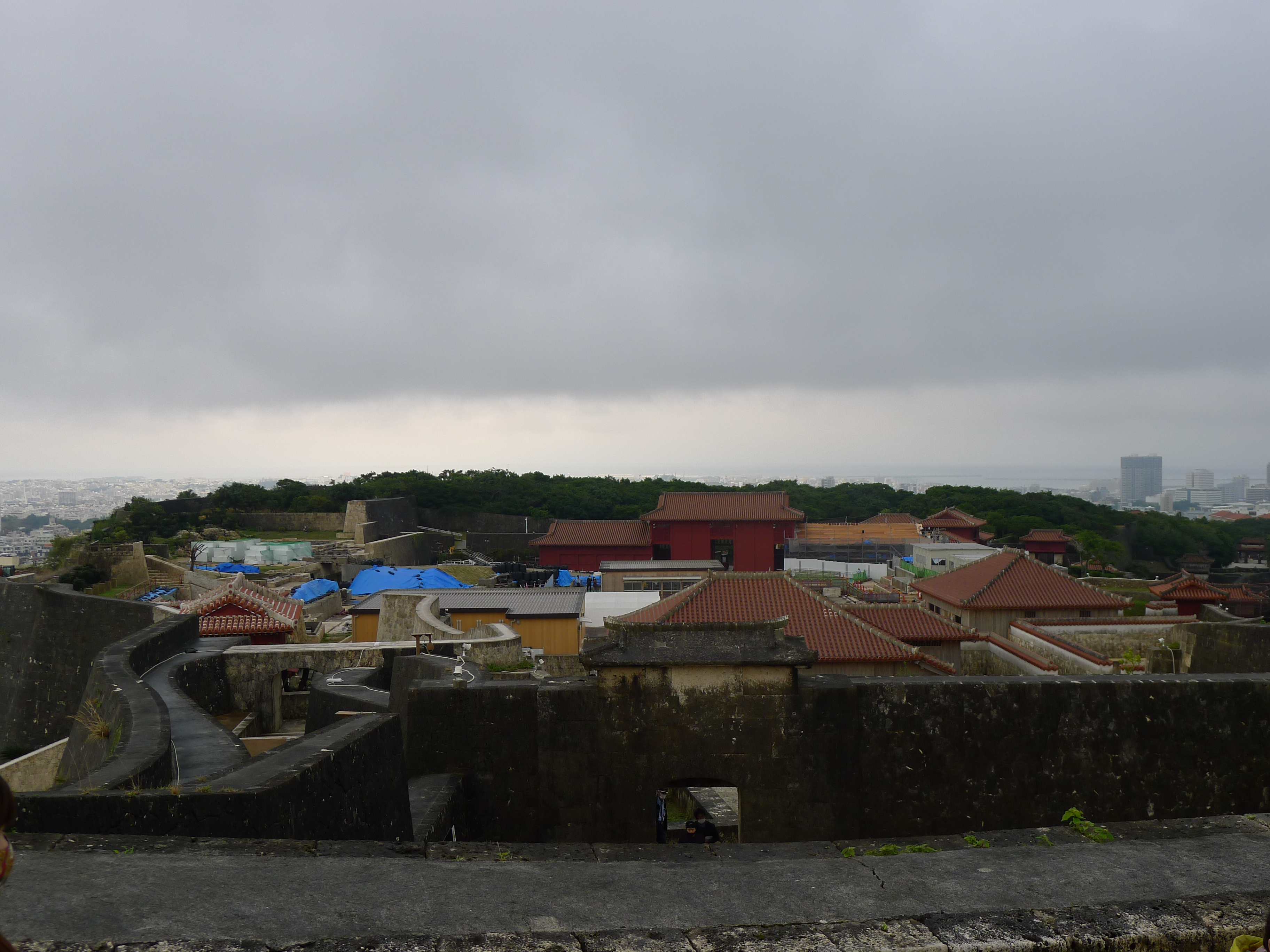

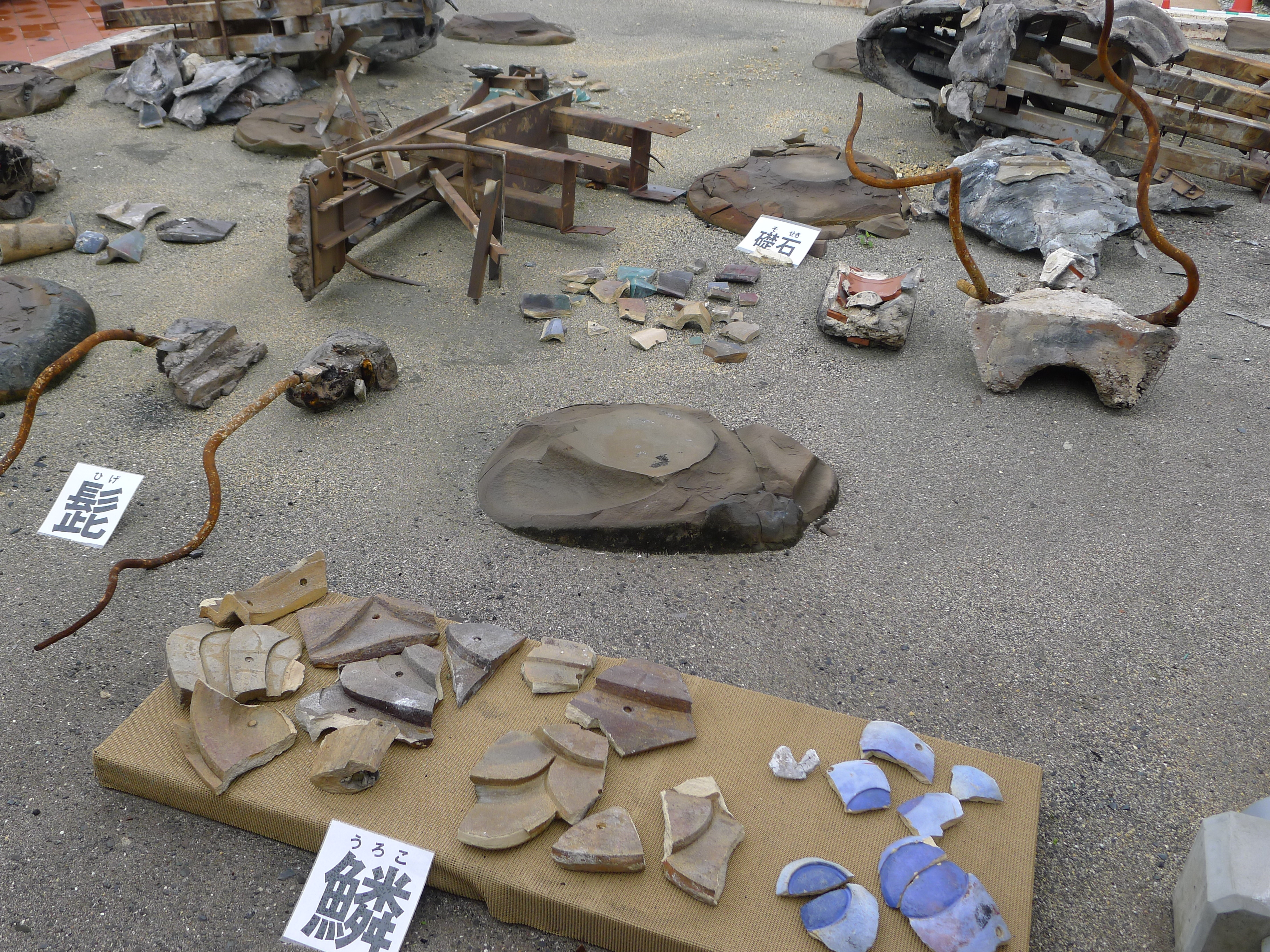

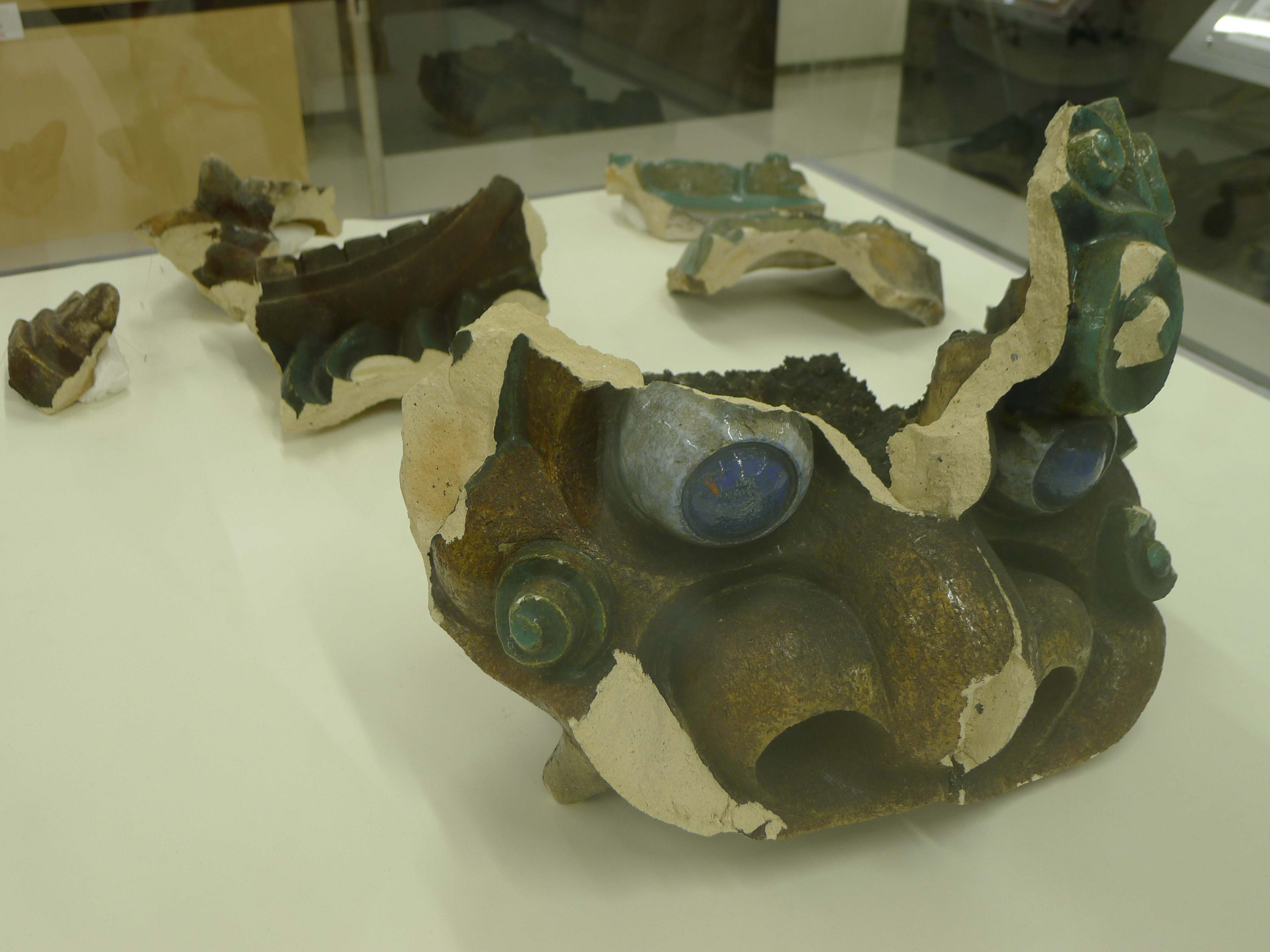

### 概要
2019年（令和元年）10月31日未明に火災が発生し、正殿と北殿、南殿が全焼した。ほか、合わせて7棟の建屋、延べ4,800平米が焼失した。警察と消防は火災の原因などを調べている。人的被害は、消防活動にあたった消防士1名が脱水症状となったほかは鎮火時点まで報告されていない。
首里城が焼失したのは、1453年、1660年、1709年、1945年に次いで歴史上五度目となった。

### 消火活動
消防活動は、消防車両延べ60台・延べ人員219人、消防団1団・10人体制で行われた（このうち沖縄県応援本部8本部15台74人が消防応援）。
正殿からの出火と見られている。消火設備として放水銃やドレンチャーが設置されており、ドレンチャーは作動したが、放水銃4基のうち、正門裏手に設置されていた放水銃1基が使用できなかった。また、設備されていた消防用タンクの用水約79トンは10数分余りで払底した。
正殿など建屋の火災が激しく、火の粉が周辺の住宅街など広範囲に飛散したため、一時、県警や消防などが、首里、石嶺、城南地区などの周辺住民を避難誘導した。当日午前4時頃、避難所も一時開設され、周辺住民30人程が一時避難した。同日閉鎖された。

### 被害状況
総務省消防庁によると以下の建屋が焼損した。延べ4,800平米が焼失。
- 全焼 - ほぼ全焼
  - 正殿 100%
  - 北殿 100%
  - 南殿・番所 74%
  - 書院・鎖之間 93%
  - 黄金御殿池（寄満・奥書院） 80%
  - 二階御殿 68%
- 半焼
  - 奉神門
- 一部焼損
  - 女官居室

焼失した建屋内には琉球王国時代からの1500点以上の絵画や漆器などの工芸品も収蔵されていた。次を含む、正殿に常設の展示品421点が焼失、焼損した。
- 国王椅子（復元、前田孝允作）
- 扁額「中山世土」（復元）
- 扁額「永祚瀛壖」（復元）
- 皮弁冠（レプリカ）
- 琉球国王印（レプリカ）
- 大龍柱残欠（一部損）
- 雪中花鳥図（17世紀作）
- 尚育王書

11月2日、収蔵品のうち、南殿と「寄満」の2収蔵庫は耐火性があり、これらに収蔵されていた史料は防火扉により水濡れの可能性はあるが焼失を免れていたことが判明した。収蔵庫から搬出し状態を確かめているが、高熱や火災によるススの付着や変形などの一部損が一部に見られている。
2収蔵庫には、次を含む1,000点余りの文化財がある。
- 黒漆菊花鳥虫七宝繋沈金食籠
- 黒漆牡丹七宝繋沈金食籠
- 白澤之図
- 刀剣「青貝巴紋散合口拵」
- 尚育王御後絵
- 催事用国王唐衣
- 稲妻に雪輪と団扇に吉祥花と鶴亀文様紅型

### 火災原因
木造であること、赤い塗装に沖縄独特の「桐油」を使っていたことが火の勢いを早めた可能性がある。消防によると、現場は輻射熱が強かったことにより、離れた所の木材も温度が上がり自然発火したことや、現場に近づくことすら困難になり、放水していた消防隊員らが一時退避したことなども、消火を拒まれた原因とみられる。
警備員らの証言や火災発生直後の防犯カメラの映像などから、火元は正殿1階の北東部分とほぼ断定された。この付近に設置された分電盤にショートしたような痕跡や、分電盤から電源を取っていた延長コードにショート痕が多数見つかっていたことが判明した。コードについて鑑定を依頼する（現在も出火原因の解明には至っていない）。
文部科学省は、2019年9月に文化財にスプリンクラーの設置を推奨する文書を配布していたが、建屋内部にスプリンクラーは設置されていなかった。指定管理者側が文書について把握していなかった可能性がある。文化庁は同年4月のノートルダム大聖堂の火災を受けて文化財防災の防火対策ガイドラインを定めたが、首里城火災を受けて、10月31日に文化財調査官4名を現地に派遣し、同日付で改めて4月17日付けで通達した文化財の防火管理等の点検・確認と共に、復元建物についても防火対策の確認を各地方公共団体等に発出した。
煙感知器は正殿2階と3階には設置されていたが、火元となった正殿1階には設置されていなかった。また、夜間の火災を想定した訓練は行われていなかった。

### 時系列
- 31日
  - 2:34 - 建屋内の熱反応センサーが異常を感知[86]。
  - 2:40 - 火災発生時刻と見られているが調査中[70]。
  - 2:41 - 城内の火災報知器が作動、火災覚知。警備員が正殿から煙が上がっているのを発見。以降、他の建物にも次々と延焼する[69][70]。
  - 2:50 - 消防隊が到着[86]。
  - 4:00頃 - 正殿が激しい火災により崩落し始める[94]。
  - 4:24 - 消防庁は災害対策室を設置、第1次応急体制施行。[70]
  - 5:35 - 正殿は完全に焼け落ちていた[95]。
  - 11:00 - 火災の大勢を「鎮圧」。消防活動は継続[70][96]。消防庁職員ほかを現地派遣。
  - 13:30 - 完全に「鎮火」（那覇市消防局発表）[97]。11時間程にわたり燃え続けた[69][70]。
- 2日
  - 原因究明のため消防研究センター職員1名派遣[70]。
- 4日
  - 消防研究センター職員2名派遣[70]。

### 影響
この火災を受け、周辺の学校では児童や生徒が精神的に不安定となり遅刻や学校を休むなどの影響が出た。
火災の影響で首里城公園、園内施設は臨時休園となり、11月3日開催予定の首里文化祭「琉球王朝祭り首里」を含め各イベントが中止となった。11月1日から、守礼門から歓会門までなど周囲の規制が一部解除され、当該エリアには一般客が入れるようになった。12月12日には奉神門付近まで公開エリアが拡大された。
旅行会社やバス会社は、修学旅行ほか団体旅行ツアーのルート変更（識名園、国際通り、ひめゆりの塔など）に追われた。
また、2020年東京五輪の聖火リレーのコースにも予定されていて、守礼門前から出発する方向で検討中であったが、新型コロナウイルス感染拡大による沖縄県のまん延防止等重点措置により首里城での聖火リレーは中止となった。
この火災を受けて、岩手・平泉中尊寺、奈良・法隆寺など、日本国内の他の世界遺産を含む文化財関係者、担当者にも防火対策などに関して緊張が走った。また、世界文化遺産が数多くある京都で、消防や文化庁関係者らにより緊急に防火対策の会議が二条城にて開催されたほか、日本国内各地の重要文化財の施設等で、防火体制につき消防の立入検査や、防火訓練の実施があった。
首里城公園近くの円鑑池で11月1 - 6日にかけ水面が変色し、90匹の魚が大量死しているのが発見された。

### 声明・反応
- 台湾の蔡英文総統は当日12時過ぎのツイッターで「多くの台湾人が、私と同じように心を痛めているはず」と述べた[110]。
- ユネスコのオードレ・アズレ事務局長は「すべての人類にとって損失」と述べた[111]。また、同・メヒティルド・ロスラー（ドイツ語版）世界遺産センター長は世界的繋がりにより再建の支援をする意向を表明、世界遺産登録取り消しについては否定した[112]。
- ほか、スペイン、カナダ、ドイツ、アメリカの各駐日大使らより、Twitter（現X）でお見舞いのメッセージがあった[113][114][115][116]。
- 菅義偉官房長官は当日午前の記者会見で、首里城の再建に政府として全力で取り組む事を表明した[117]。
- 熊本県は期間を定めて、首里城復興支援応援募金を同県内で実施すると発表した。県庁などに募金箱を設置[118]。
- 和歌山県伊都郡高野町は、再建支援の義援金受付を発表した[119]。金剛峯寺や奥の院などが世界遺産「紀伊山地の霊場と参詣道」に登録されている。
- 三重県伊賀市にある伊賀上野城に救援募金箱を設置（伊賀文化産業協会）[120]。
- 沖縄県や那覇市は、復旧事業支援の寄付金を募集開始した。沖縄県内の各市町村も一部で募金箱を設置した[121][122]。
- 秋篠宮文仁親王・親王妃紀子夫妻が第43回全国育樹祭出席のため訪沖の折、12月15日に現地を視察、文仁親王は首里城と文化財の焼失を「誠に残念に思います」と言葉を述べた[123]。

### 再建への動き

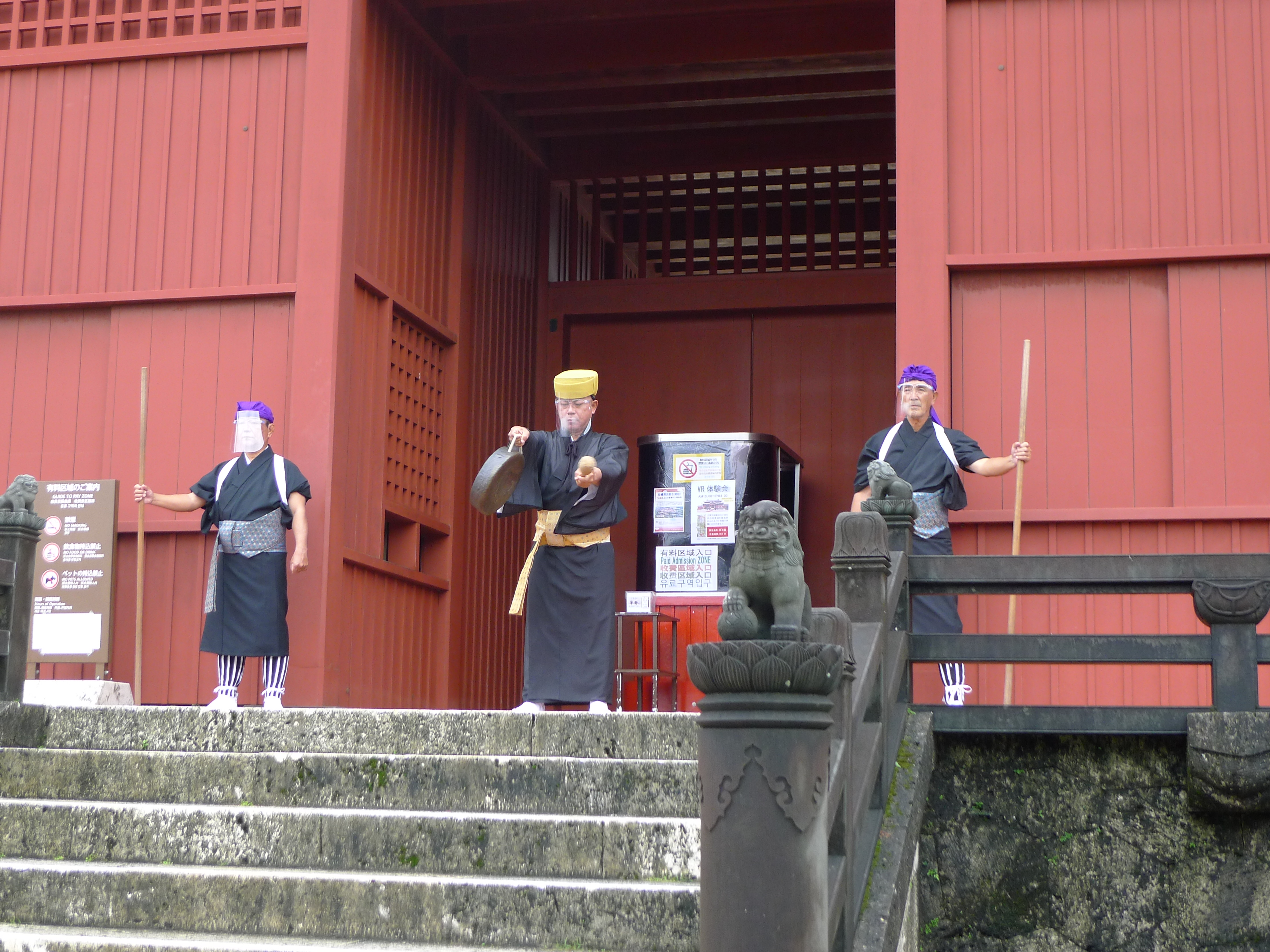
再建工事期間中のみ実施される開門式（朝9時前）

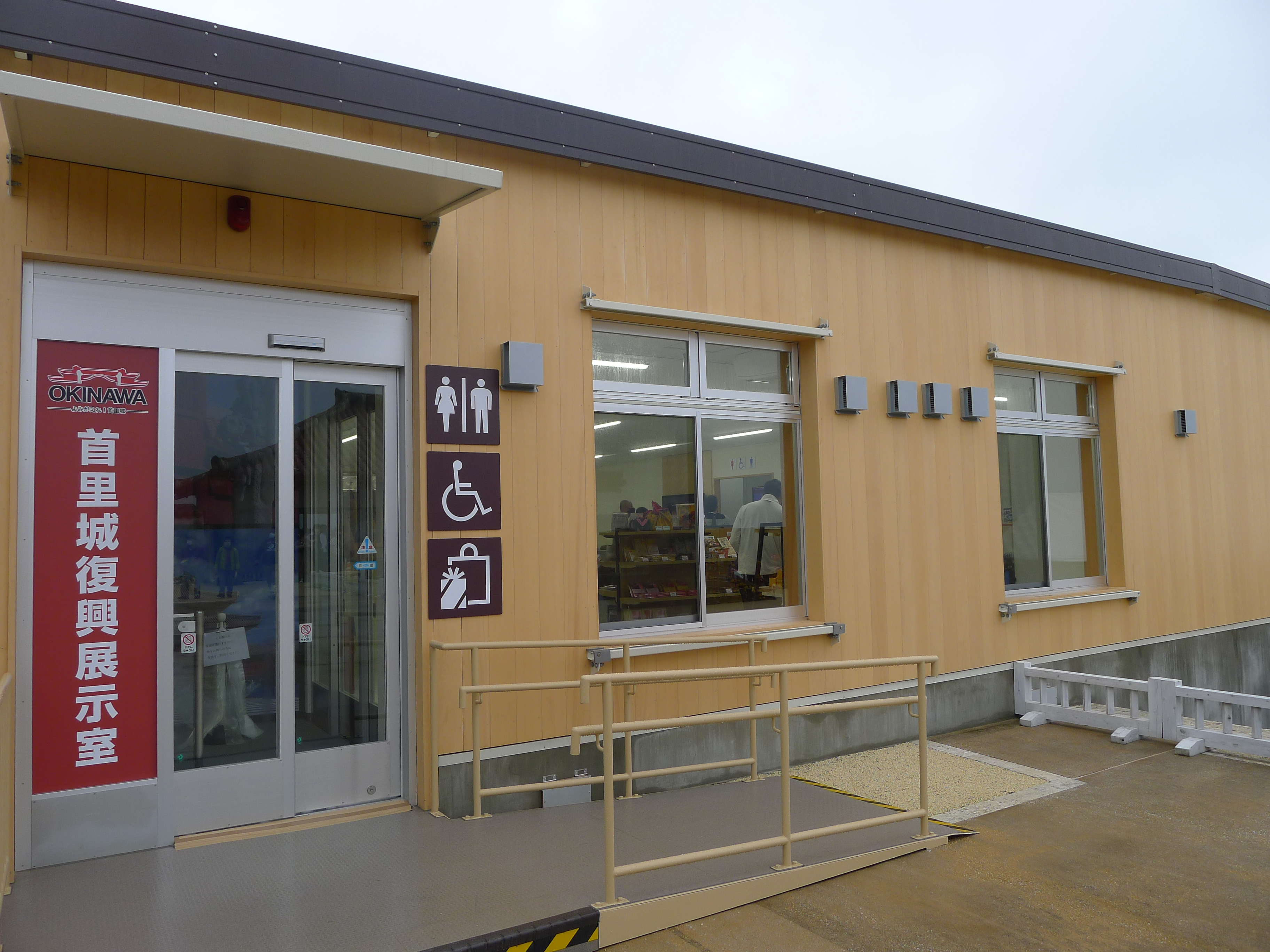
屋外展示公開の被災遺構に対し、被災遺物を公開する展示室

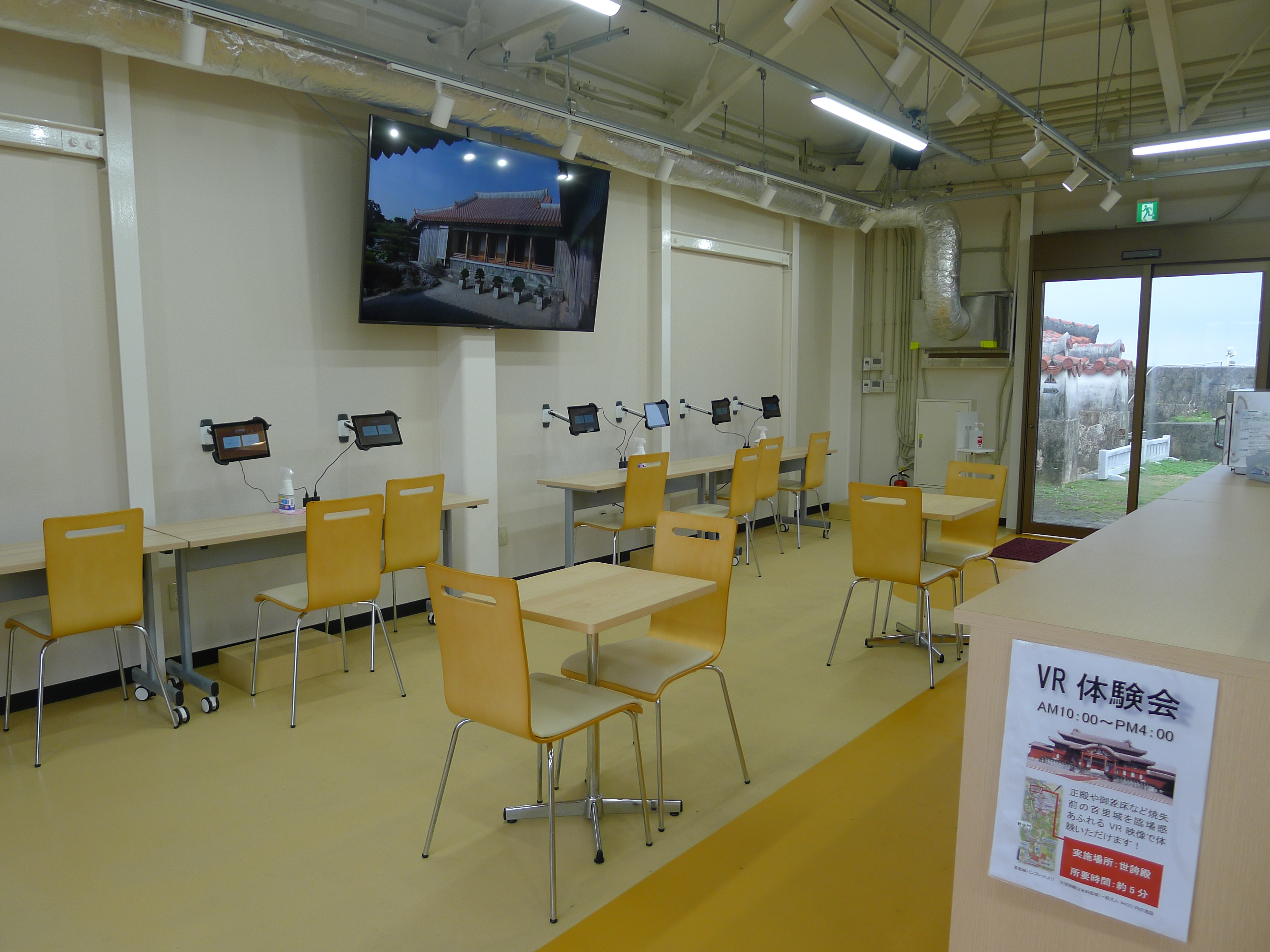
将来再建される首里城をVRで先行体験するコーナー

- 那覇市が募集した寄付のうちクラウドファンディングサイトによるものが、2019年11月21日時点で累計総額5.7億円を突破した。また那覇市その他の1.7億円、沖縄県の2.2億円、沖縄県内報道10社で7000万円の総計で10.5億円となっている[124]。
- 2019年11月、沖縄県議会は再建に向け、県議報酬の半年間月額2万円減額を全会一致で決議した[125]。
- 政府は再建に向けた当面の措置として2019年12月13日、2019年度補正予算に8億円を計上[126]。2026年頃までに再建を目指す方針[127]。
- 2020年1月に被災状況と1992年に復元された際の資料に基づき仕様や建材（文化資材）を同じ条件で再建する旨の緊急報告書[128]を世界遺産センターへ提出し、2020年6月29日から7月9日に中国・福建省の福州市で開催予定であった第44回世界遺産委員会において承認を得る予定であったが、新型コロナウイルス感染症の流行により世界遺産委員会の開催が延期された。
- 2020年2月27日、大龍柱の応急処置が始まり報道陣に公開された。今後は修復作業を一般公開する予定[129]。
- 2022年11月3日、正殿復元整備工事起工式が催された[130]。

#### 100万円以上の寄付者
- 金秀グループ（4,000万円、延べ1億円を予定）[131]
- 沖縄電力グループ（2,000万円）[132]
- 東恩納組、那覇市の建設業（1,000万円）[133]
- 琉球銀行グループ（1,000万円）[134]
- 沖縄創価学会（1,000万円）[135]
- JALグループ（1,000万円）ほか、沖縄への旅行商品収益から1人当り500円を寄付予定、見込み額1億円程度[136][137]
- サンエー（1,300万円）[138]
- りゅうせきグループ（1,000万円）[139]
- EY税理士法人（1,000万円）[140]
- 広島東洋カープ（1,000万円）[141]
- KOBE三宮・ひと街創り協議会（延べ560万円）[142]
- 睦会、オキコ他10社（500万円）[143]
- 山川穂高・同ファン（延べ約560万円）[144][145]
- 沖縄懇話会（500万円、延べ2,000万円を予定）[146]
- 真如苑（300万円）[147]
- 伊藤忠商事（200万円）[148]
- 丸紅（200万円）[148]
- 三井物産（200万円）[148]
- 横浜DeNAベイスターズ・同選手会一同（延べ200万円）[149]
- 大匠アーキプロ、那覇市の建築業（120万円）[150]
- ジミー、宜野湾市の食品業（100万円）[151]
- 個人、うるま市96才女性（100万円）[152]
- 兵庫県（100万円）[153]
- ディー・エヌ・エー（100万円）[149]
- 琉伸会、畜産業（100万円）[154]
- 東洋企画印刷、糸満市（100万円）[155]
- ルネッサンスリゾートオキナワ、恩納村（100万円）[156]
- JAたじま、兵庫県但馬市（103万円）[138]
- 沖縄県建築士事務所協会（100万円）[157]
- 沖縄物産企業連合（100万円）[158]
- 沖縄日通エアカーゴサービス（100万円）
- 沖縄食糧・同社員（112万円）[159]
- コザ信用金庫（100万円）[160]
- 太名嘉組、浦添市の建設業（100万円）[161]
- 上原彩子、比嘉真美子、新垣比菜ら女子プロゴルファー14選手が約250万円[162]。

### その他
- 再建の寄付金募集を騙るフィッシング詐欺メールが携帯電話等宛てに多数送信され、事業者は注意を呼びかけている[163]。
- 首里城の管理・運営を沖縄県から委託されている美ら島財団にて年間2,940万円の保険料[164]が支払われており、保険金の受け取りは首里城公園を所有する国で、支払限度額は70億円であることが明らかとなる[165]。
- NHKはウェブサイトで、高精細な空撮画像から首里城の3Dモデルを復元し公開した[166]。
- スマートフォンアプリresaVRで、2018年10月時点の首里城のVR映像が公開されている[167]。
- 2020年1月、霊感商法等で問題となっている世界平和統一家庭連合（旧統一教会）が58万6千円を那覇市に対し寄付している[168]。